# Église Saint-Martin de Versigny
L'église Saint-Martin est une église catholique paroissiale située à Versigny (Oise), en France. Son sobre clocher de la fin du XVe siècle porte une haute et élégante flèche ajourée de la même époque, dont le style évoque le XIIIe siècle. Le reste de l'église date pour l'essentiel du second quart du XVIe siècle, et est d'une architecture gothique flamboyante très soignée. Malgré sa faible profondeur, le vaisseau central est large et élancé, et les piliers sont particulièrement fins. Une abside à pans coupés suit aux trois travées droites, qui sont accompagnées de bas-côtés se terminant par un chevet plat. La dernière travée du bas-côté sud est décorée d'arcatures trilobées à l'extérieur, et d'une voûte enrichie de quatre clés secondaires délimitant un rectangle. Un portail bouché au sud et le remarquable retable de pierre datent de 1561, et sont de style Renaissance. Le portail occidental, d'un style Renaissance tardif, a été réalisé après coup. L'église a été classée aux monuments historiques par arrêté du 6 mai 1907. Elle dépend aujourd'hui de la paroisse Notre-Dame de la Visitation du Haudouin, et les messes dominicales y sont célébrées environ un samedi par mois à 18 h 30.

## Localisation

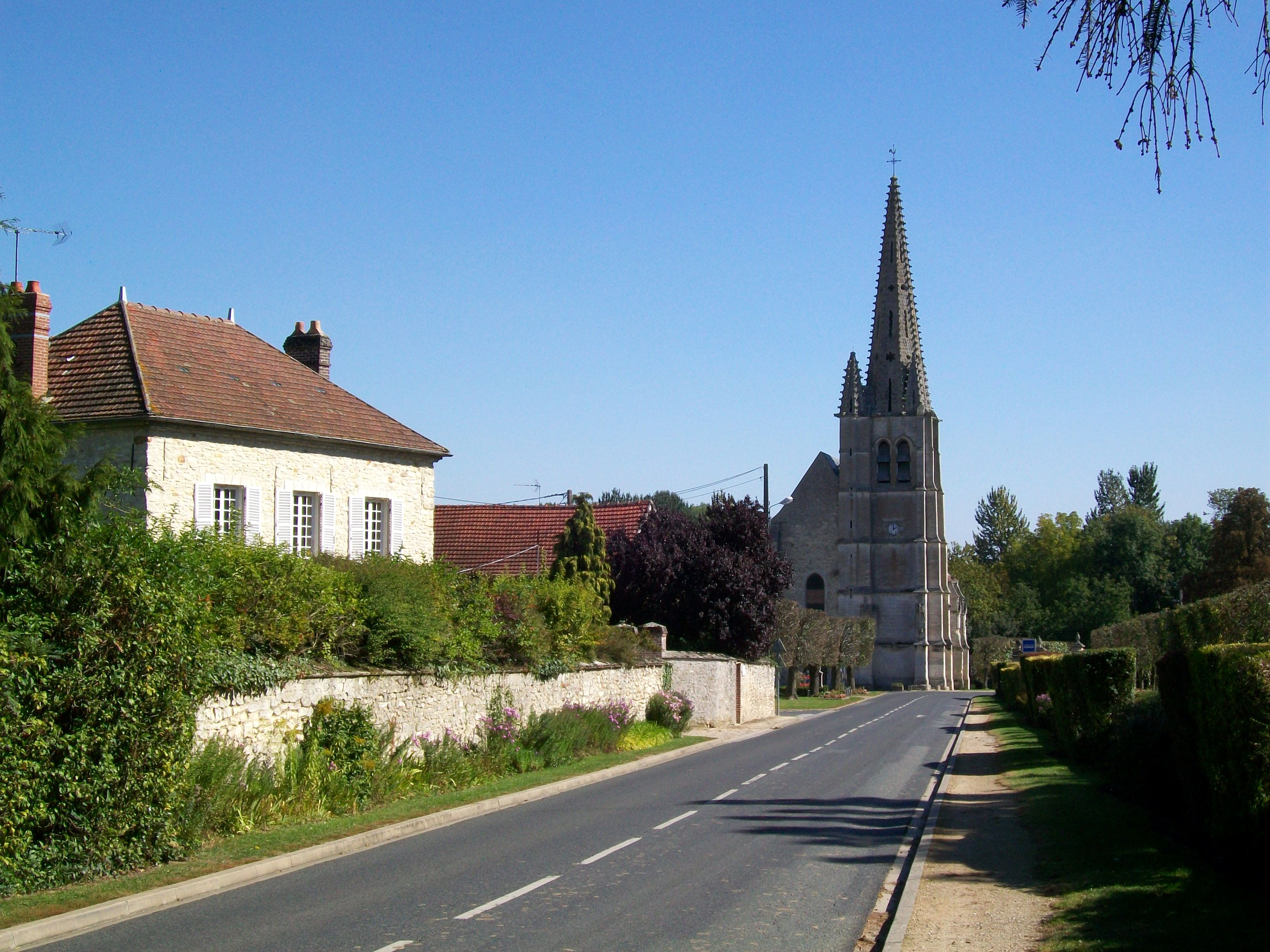
Approche depuis l'ouest.

L'église Saint-Martin est située en France, en région Hauts-de-France et dans le département de l'Oise, dans le Parc naturel régional Oise-Pays de France, sur la commune de Versigny, face au château, à l'entrée est du village en venant de Nanteuil-le-Haudouin par la RD 330a. L'élévation méridionale de l'église est alignée sur la route, tout comme par ailleurs le château. La façade occidentale donne sur la rue Charles-de-Gaulle et la place formée par l'élargissement de la route à la traversée du village. Le chevet est partiellement visible depuis la route. On l'aperçoit mieux depuis la courte impasse qui dessert la ferme au nord de l'église. Un étroit passage entre un corps de ferme et l'élévation septentrionale de l'église permet de regagner le parvis. Ainsi l'église est dégagée de constructions mitoyennes, mais seulement le côté sud-est du chevet et la façade peuvent être contemplés en prenant du recul.

## Histoire
L'église est placée sous la protection de saint Martin de Tours, comme ses voisins de Borest, Ermenonville, Fresnoy-le-Luat et Ormoy-Villers. La date de fondation de la paroisse n'est pas connue. Sous l'Ancien Régime, elle dépend du doyenné et du diocèse de Senlis. Le collateur de la cure est l'évêque de Senlis. L'église actuelle est de style gothique flamboyant, et ne comporte aucune partie antérieure à la Guerre de Cent Ans. Le clocher constitue l'élément le plus ancien, et date de la fin du XVe siècle. Ses maçonneries présentent des collages avec les travées adjacentes. Tout le reste de l'église date de la seconde moitié du XVIe siècle, et plus particulièrement du second quart du XVIe siècle, comme l'indique l'emploi de l'arc en plein cintre dans le remplage des fenêtres, annonçant la Renaissance. Le retable de pierre porte le millésime de 1561. Le portail a été réalisé après coup, sans doute au XVIIe siècle, dans le style de la Renaissance tardive. La sacristie n'est pas datable, mais sa porte au sud de l'abside paraît flamboyante.

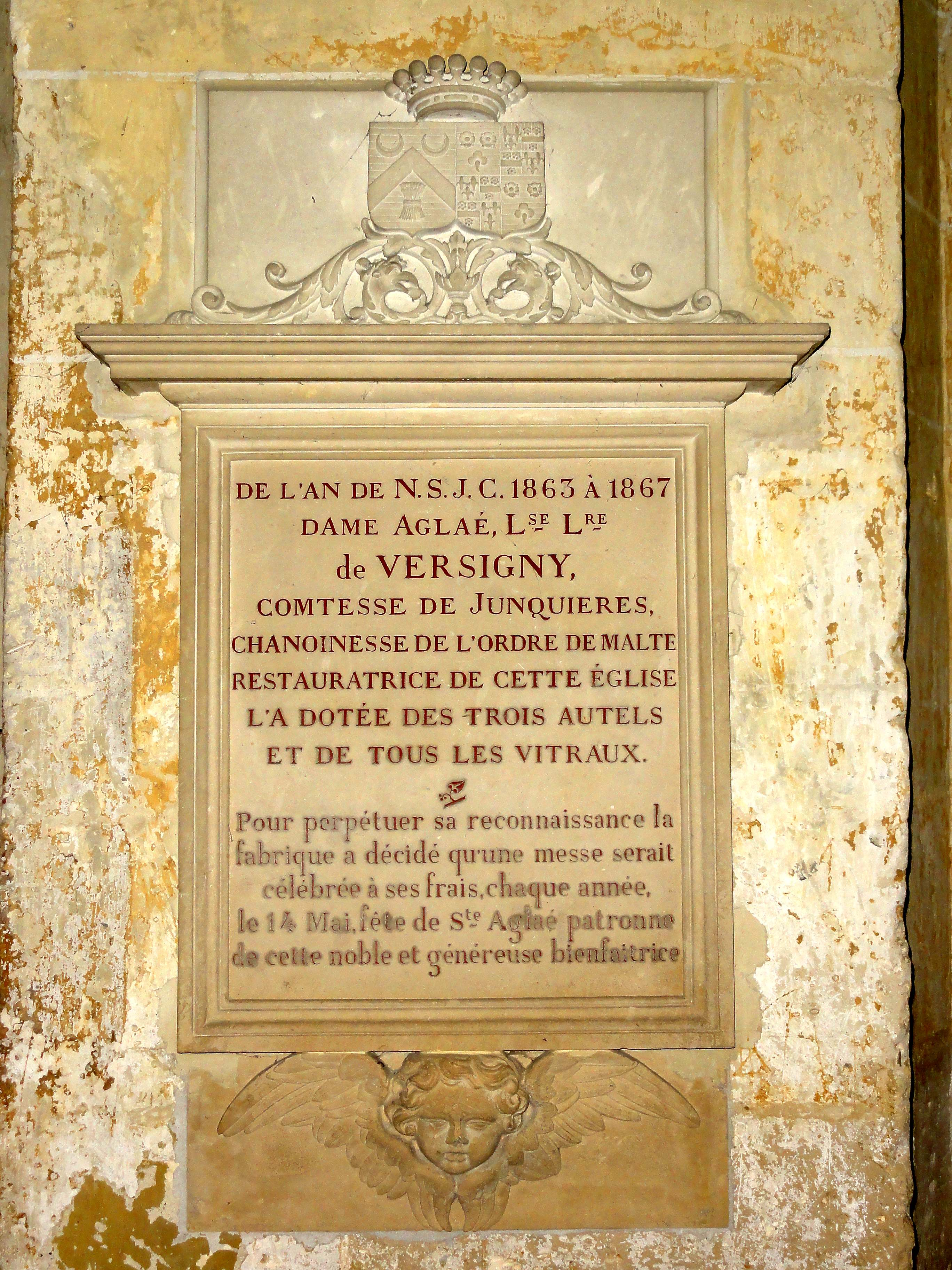
Plaque commémorative de la restauration en 1863-67.

Selon une plaque commémorative à l'est de l'arcade septentrionale de la base du clocher, l'église a été entièrement restaurée entre 1863 et 1867 grâce au concours de la comtesse Aglaée de Junquières. « Pour perpétuer sa reconnaissance, la fabrique a décidé qu'une messe serait célébrée à ses frais, chaque année, le 14 mai, fête de sainte Aglaée patronne de cette noble et généreuse bienfaitrice ». L'église a été classée aux monuments historiques par arrêté du 6 mai 1907. Depuis la Révolution française, Versigny relève du diocèse de Beauvais. Le village n'a depuis longtemps plus de prêtre résident. Lors de la définition de quarante-cinq nouvelles paroisses à l'échelle du diocèse en 1996, il est intégré dans la paroisse Notre-Dame de la Visitation du Haudouin. Le service paroissial est en grande partie assuré par le curé à la retraite d'Ermenonville. Les messes dominicales sont célébrées en l'église Saint-Martin environ un samedi par mois à 18 h 30. Il est à mentionner que l'église Saint-Martin n'est pas l'unique église de la commune : il y a également l'église Saint-Déodat du hameau de Droizelles, ancienne commune indépendante rattachée à Versigny en 1826. Elle date de la même époque,.

## Description

### Aperçu général

Plan de l'église.

Orientée assez irrégulièrement, avec une nette déviation de l'axe vers le sud-est du côté du chevet, l'église Saint-Martin se compose seulement d'une nef aveugle de trois travées, accompagnée de deux bas-côtés, et d'une abside à pans coupés. La sacristie occupe l'angle entre le chevet du bas-côté sud et l'abside. Le clocher s'élève au-dessus de la première travée du bas-côté sud. Une cage d'escalier se situe à l'intersection entre le clocher et la façade occidentale de la nef. L'ensemble de l'église est voûtée d'ogives. Sauf dans l'abside et la dernière travée du bas-côté sud, où quatre tiercerons dessinent un ractangle autour de la clé de voûte, les voûtes sont établies sur des croisées d'ogives simples. La première travée est plus courte que les suivantes, afin de s'accorder avec le diamètre du clocher, dont le mur septentrional fait légèrement saillie dans la nef. Le portail occidental constitue le seul accès. La nef est recouverte d'une toiture unique à deux rampants, avec pignon à l'ouest, et les bas-côtés sont munis de toits en appentis prenant appui contre les murs gouttereaux de la nef, qu'ils cachent presque entièrement.

### Extérieur

#### Clocher

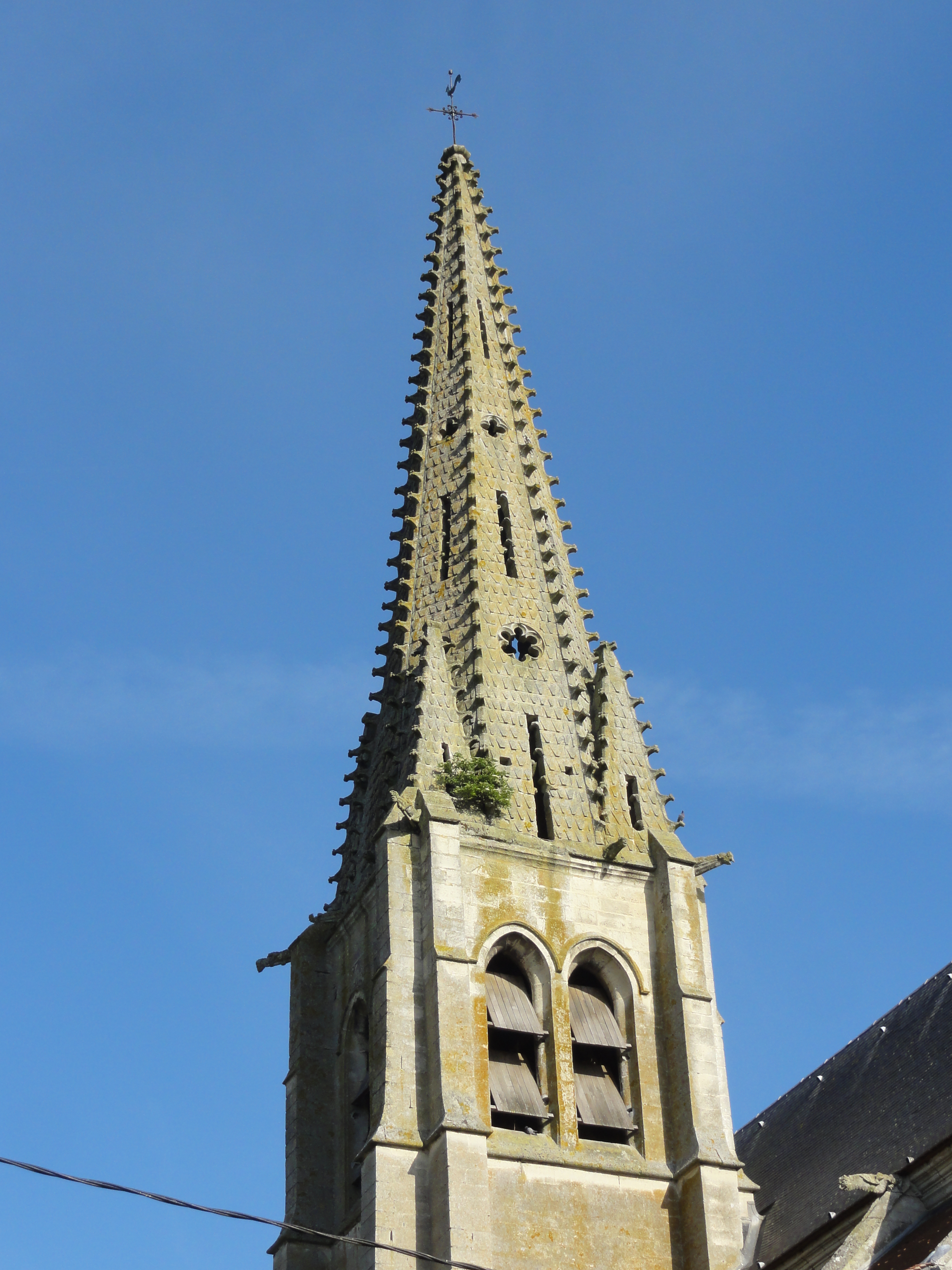
Clocher, côté est.

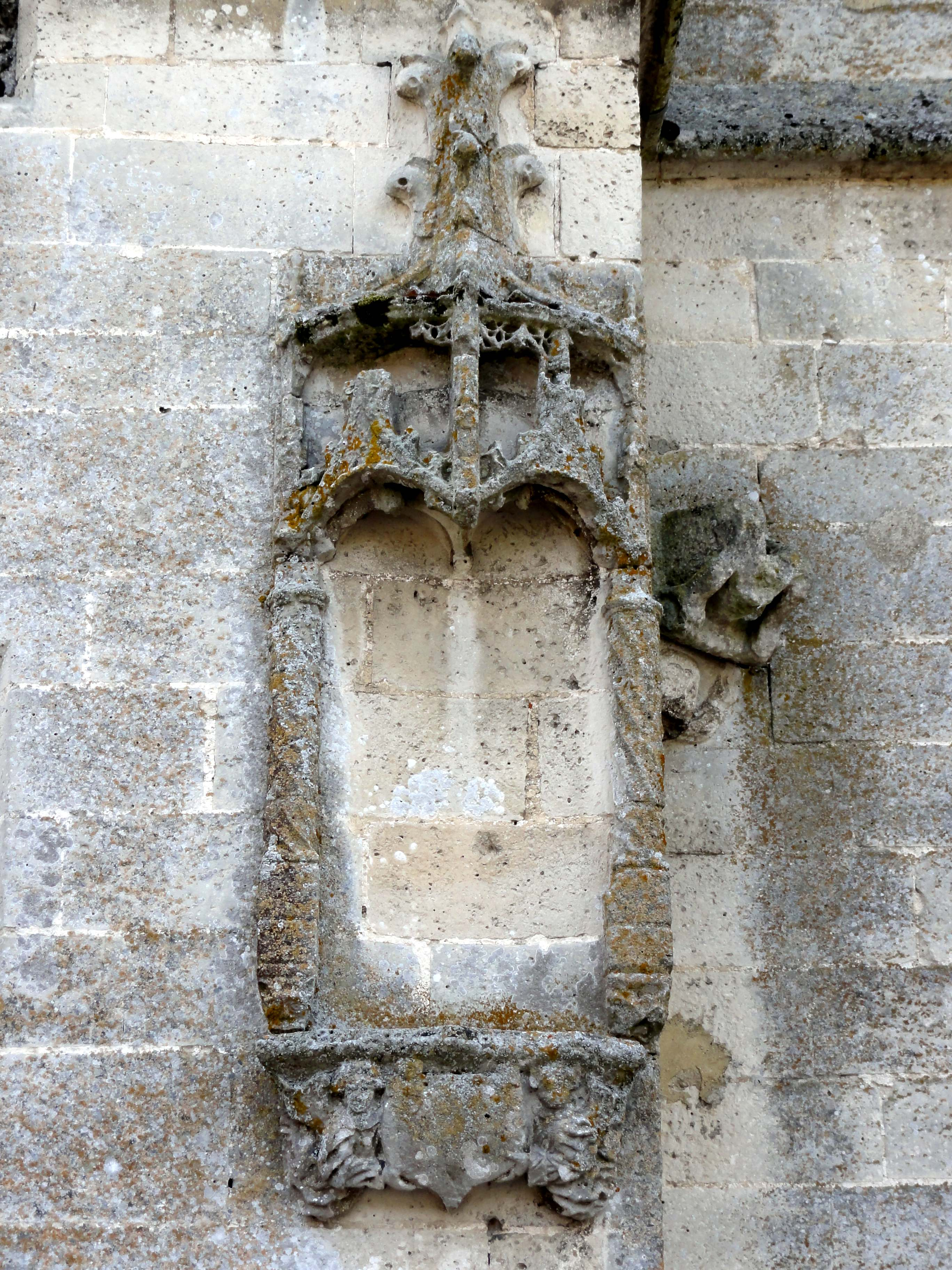
Clocher, niche sur un contrefort occidental.

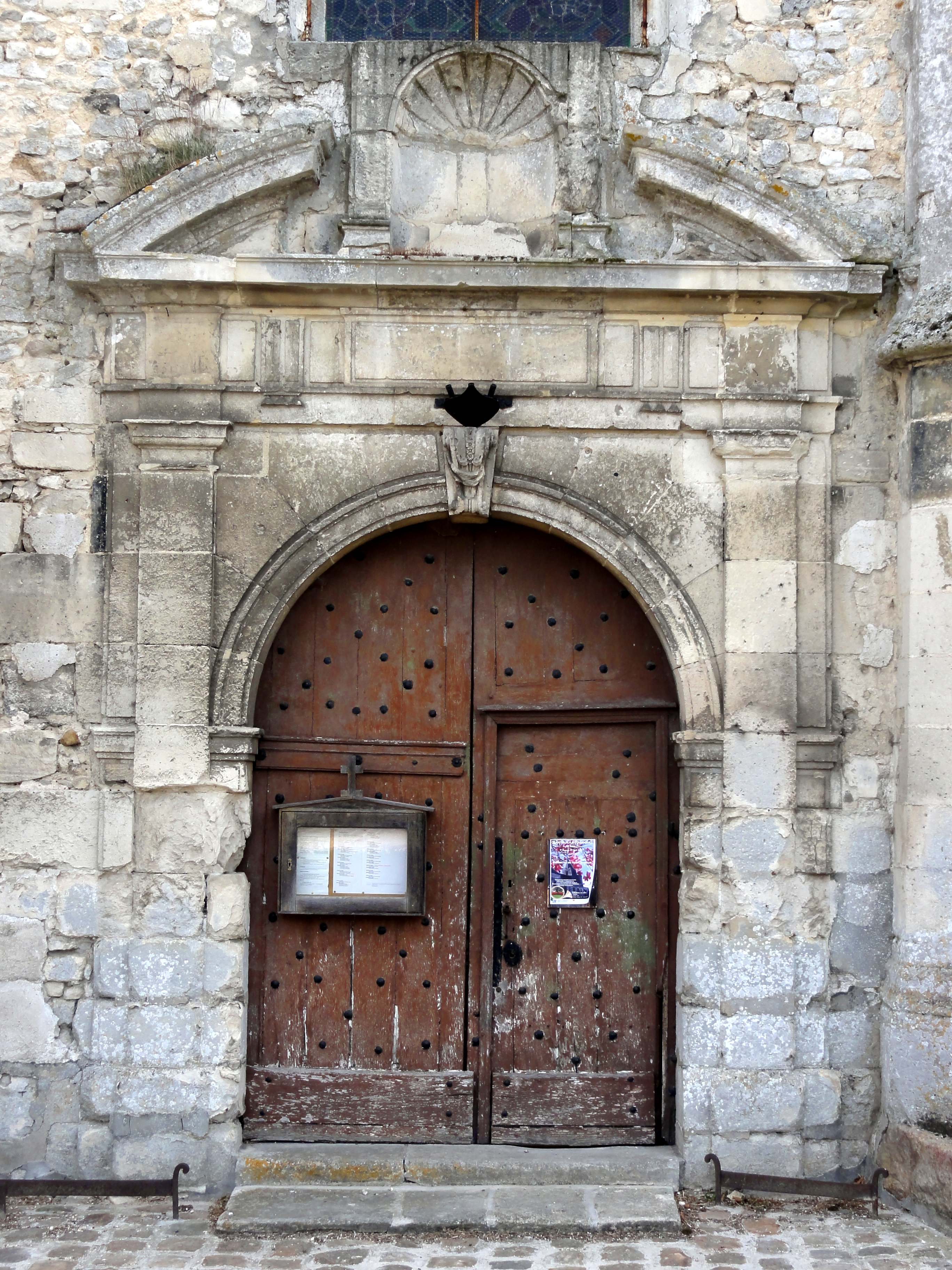
Portail Renaissance.

À l'extérieur, l'église Saint-Martin est caractérisée notamment par son clocher coiffé d'une haute flèche de pierre, tout comme par ailleurs ses voisines de Baron, Ève, Montagny-Sainte-Félicité et Plailly. La position à l'angle sud-ouest de l'église est la plus habituelle à partir du XVe siècle ; elle permet d'épauler la tour par de puissants contreforts à trois angles, et ne réduit pas la largeur du vaisseau central, comme le font les tours de croisée des XIIe et XIIIe siècles. La flèche est de plan octogonal. Comme souvent dans la région entre la fin du XIIe siècle et la fin du XIIIe siècle, elle est cantonnée de pyramidons aux angles, qui permettent le passage du plan carré vers le plan octogonal (l'angle nord-ouest forme exception, car une petite flèche hexagonale termine la tourelle d'escalier). Le même procédé a été appliqué à Ève et Plailly. Ce sont, selon Eugène Lefèvre-Pontalis, les seuls clochers flamboyants du département qui font encore appel à ce procédé. L'alternative est de bâtir la flèche au milieu d'une plate-forme entourée d'une balustrade, ce que l'on a fait à Baron et Montagny-Sainte-Félicité, et aussi à Béthisy-Saint-Pierre, Boran-sur-Oise, Creil, Venette, Verneuil-en-Halatte, etc. Les cas d'Ève, Plailly et Versigny représentent en quelque sorte des anachronismes, qui s'expliquent par l'influence, toujours forte, de la proche cathédrale Notre-Dame de Senlis.
Les crochets à deux pointes recourbées qui garnissent les arêtes ; les écailles en dents de scie émoussées ; et les ouvertures rectangulaires entourées de crochets ainsi que les oculi hexalobés qui ajourent les pans traduisent plus concrètement cette influence par la cathédrale diocésaine. Lefèvre-Pontalis a démontré que la flèche de Plailly est inspirée de Versigny. La flèche repose sur une corniche moulurée, qui est interrompue par les glacis sommitaux des deux contreforts orthogonaux par angle. Entre deux contreforts, des gargouilles font saillie ; d'autre gargouilles permettent l'évacuation des eaux pluviales entre la flèche et les pyramidons. Dix gargouilles subsistent au total. Le clocher lui-même est très sobre. Il est scandé par six niveaux de larmiers régulièrement espacés. Les cinq premiers larmiers sont présents sur les trois faces des contreforts. Le dernier est uniquement présent sur la face frontale des contreforts, et ne concerne pas les murs de l'étage de beffroi, qui se situe à ce niveau. Il est percé de deux baies abat-son en arc brisé par face, qui sont surmontées d'un bandeau biseauté. Ce sont pratiquement les seules ouvertures du clocher, avec une fenêtre au sud du rez-de-chaussée, qui est entourée d'une gorge, et surmontée d'un bandeau retombant sur des têtes grimaçantes. La tourelle d'escalier est, quant à elle, éclairée par de petites meurtrières. Comme particularités, l'on peut signaler des vestiges de gargouilles en haut du rez-de-chaussée, à l'ouest, de part et d'autre du contrefort séparant le clocher de la nef ; celle de gauche repose sur un modillon sculpté d'une tête avec de grandes oreilles, et celle de droite sur une tête hurlante. Sinon, l'ornementation se limite à des niches à statues sur les deux contreforts occidentaux. Leurs consoles sont ornées d'un écusson porté respectivement par deux angelots et deux singes, et leurs dais, non ajourés, sont ornés de réseaux flamboyants et couronnés d'une succession de crochets,.

#### Façade occidentale
Le clocher, qui entre dans la composition de la façade, a déjà été décrite. Les deux autres composantes de la façade sont le mur occidental du bas-côté nord, appareillé en pierre de taille, et le mur occidental de la nef, bâti en moellons, contrairement à tout le reste de l'église. On pourrait croire que cette partie de la façade revêtait initialement d'un caractère provisoire, jusqu'à ce que le conseil de fabrique décida enfin de doter l'église d'un portail représentatif dans le style de la Renaissance tardive. Aucun auteur n'indique la date de ce portail. Il est en plein cintre, avec une clé d'arc décorée, et cantonné de deux pilastres doriques, qui supportent un entablement. Celui-ci est décoré seulement d'un cartouche rectangulaire, qui n'affiche aucune inscription, et de deux diglyphes à gouttes. Au-dessus, un fronton brisé en cintre surbaissé encadre une niche à statue caractéristique de l'époque. Son couronnement, qui a été coupé net, devait se superposer à la partie inférieure de la fenêtre en arc brisé, qui éclaire la nef. Cette baie est dépourvue de remplage et non décorée. Un contrefort sépare les murs de la nef et du bas-côté. Il arbore une niche à statue, qui est nettement différente de celles du rez-de-chaussée du clocher. La console est sculptée de feuillages et de deux têtes de chérubins. Le dais est formé d'un petit édicule dorique, qui est sommé d'un pot à feu, et repose sur un cul-de-lampe, où se profilent deux autres têtes d'angelots inscrites dans des arcataures en plein cintre, séparées d'un pilastre et surmontées d'un entablement. Une coquille Saint-Jacques est visible en dessous. Il paraît que cette niche à statue soit la création des mêmes artisans que le portail. Le mur occidental du bas-côté sud est percé d'une fenêtre en arc brisé, qui est pourvue d'un réseau de deux formes en plein cintre surmontées d'un oculus presque rond entre deux écoinçons ajourés. Si ce remplage annonce la Renaissance, la modénature chanfreinée aigüe des meneaux, leurs bases et la gorge qui entourent la baie sont encore typiquement flamboyants. À son angle sud-ouest, le bas-côté nord est épaulé par un contrefort biais, et non de deux contreforts orthogonaux, ce qui souligne encore la nature plus tardive de cette partie de l'église,.

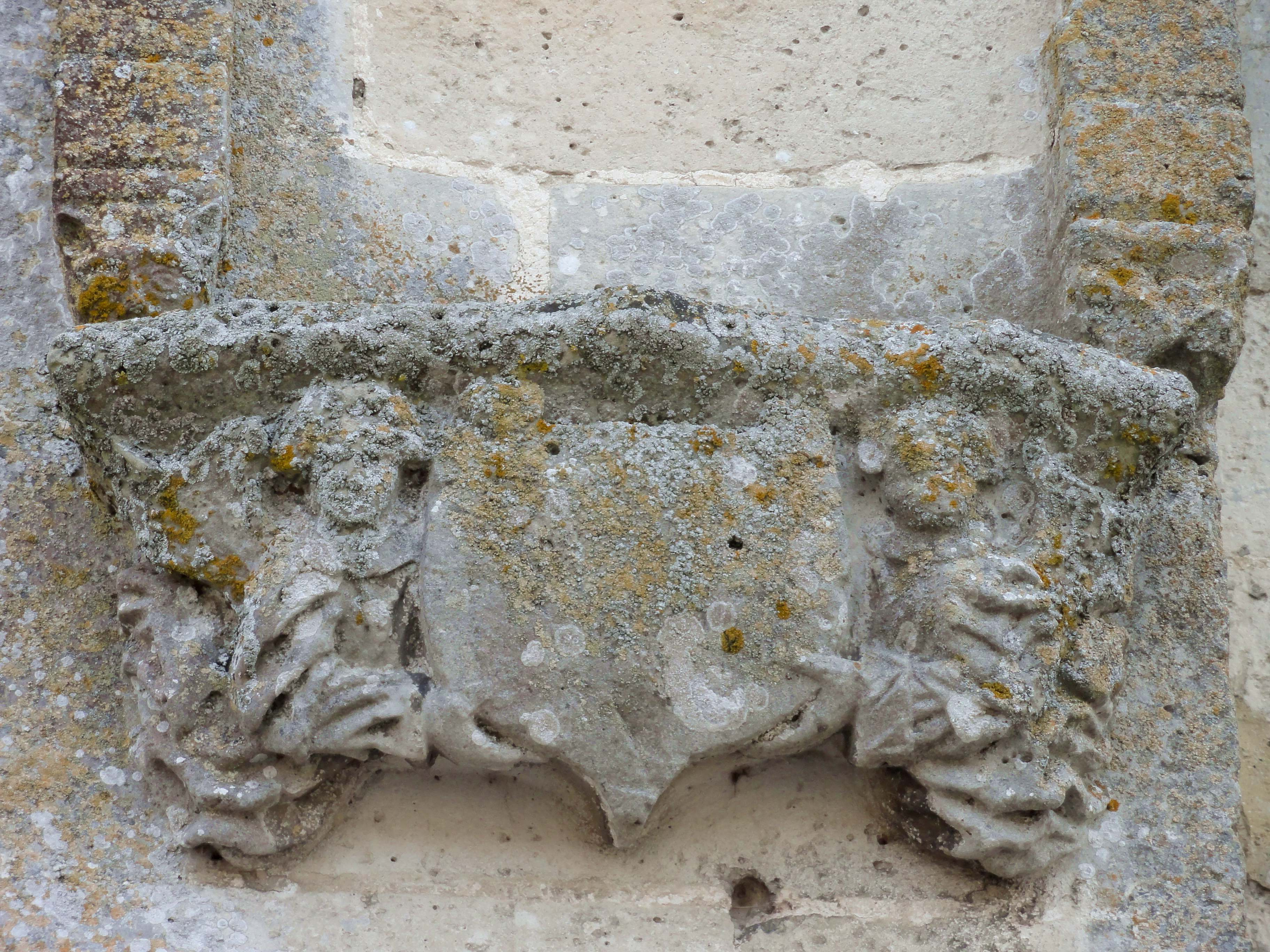
Console armoriée.
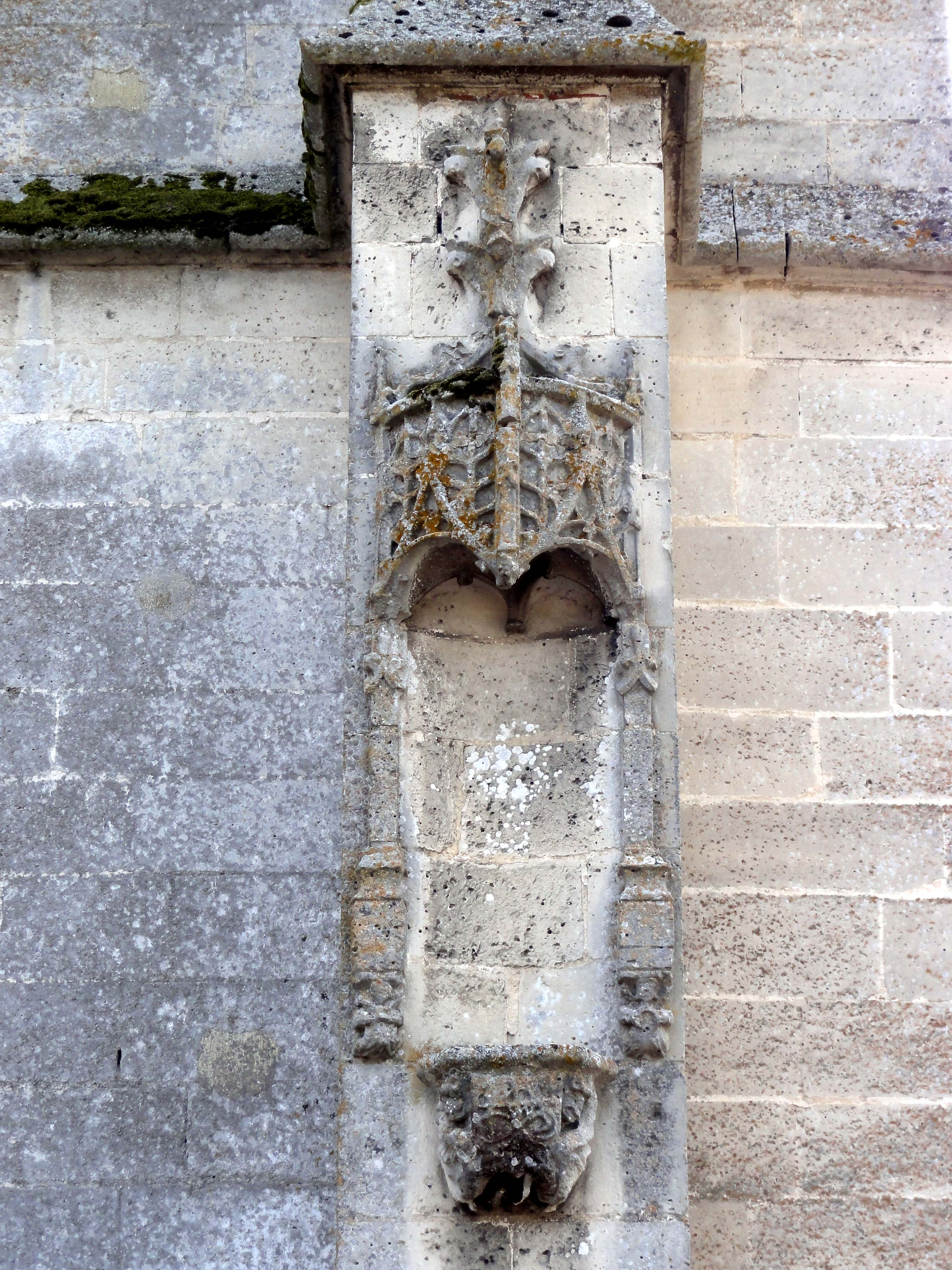
Clocher, niche sur un contrefort occidental.
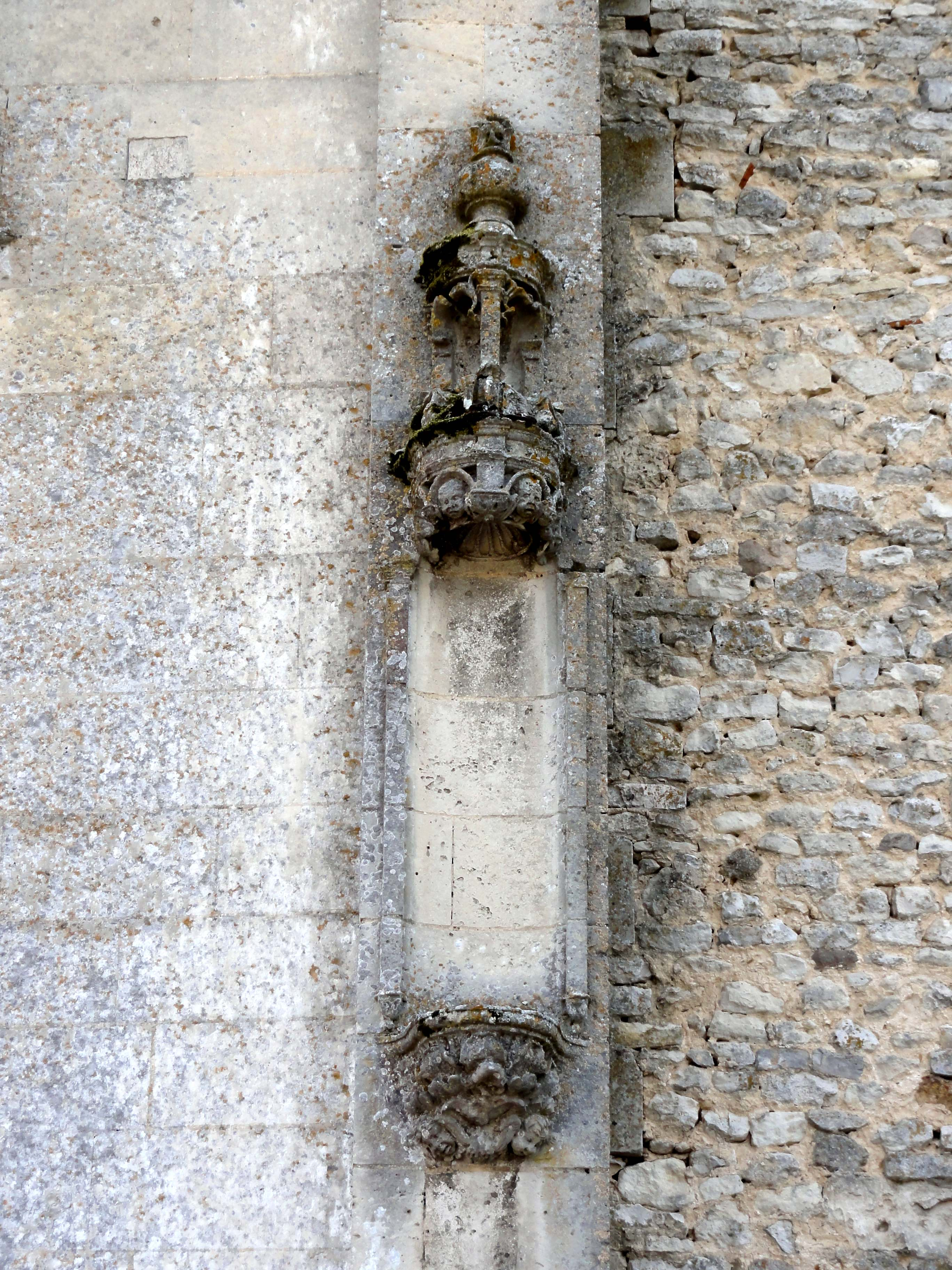
Nef / bas-côté sud, niche Renaissance.
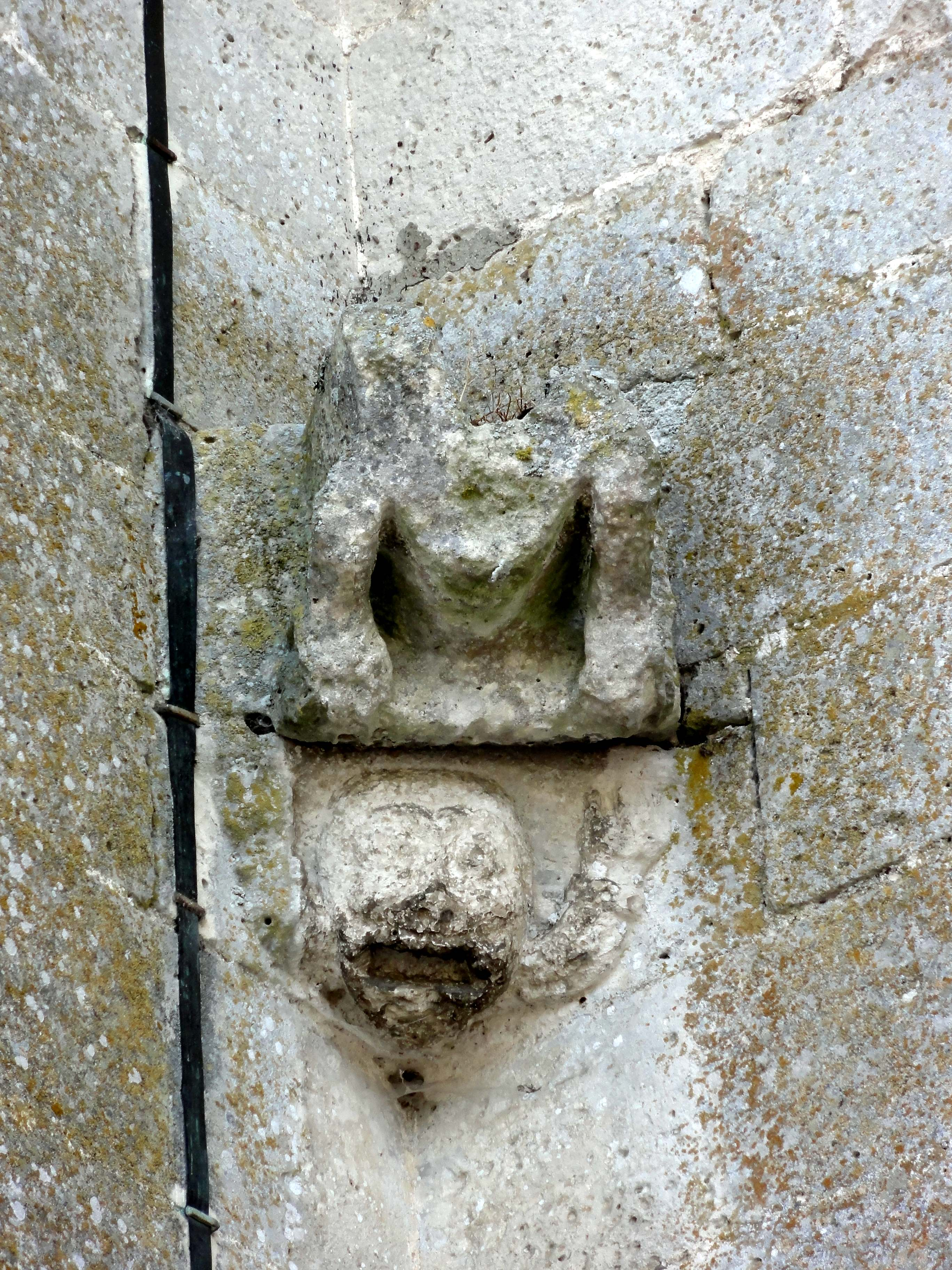
Vestige de gargouille et modillon.
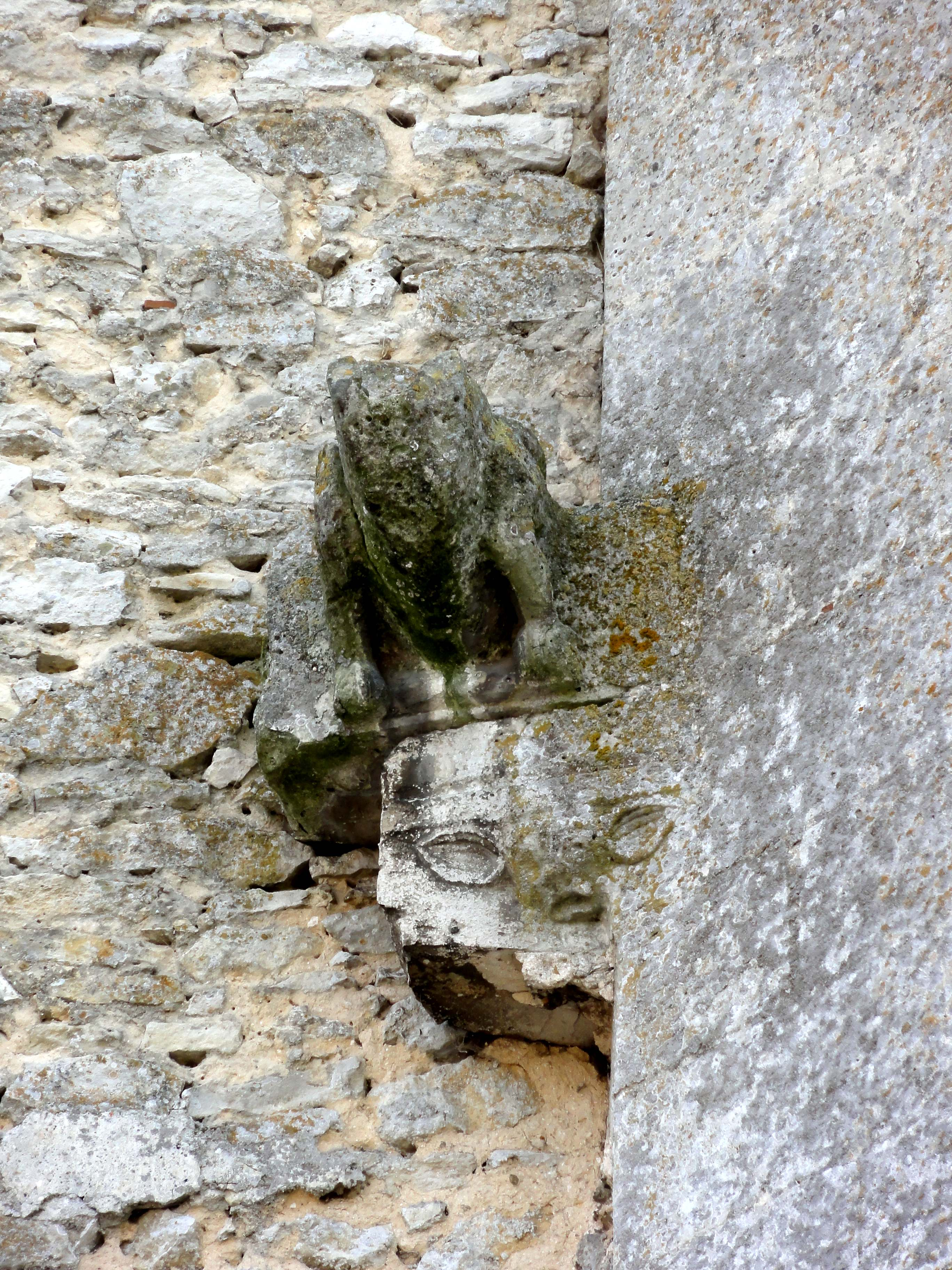
Vestige de gargouille et tête hurlante.
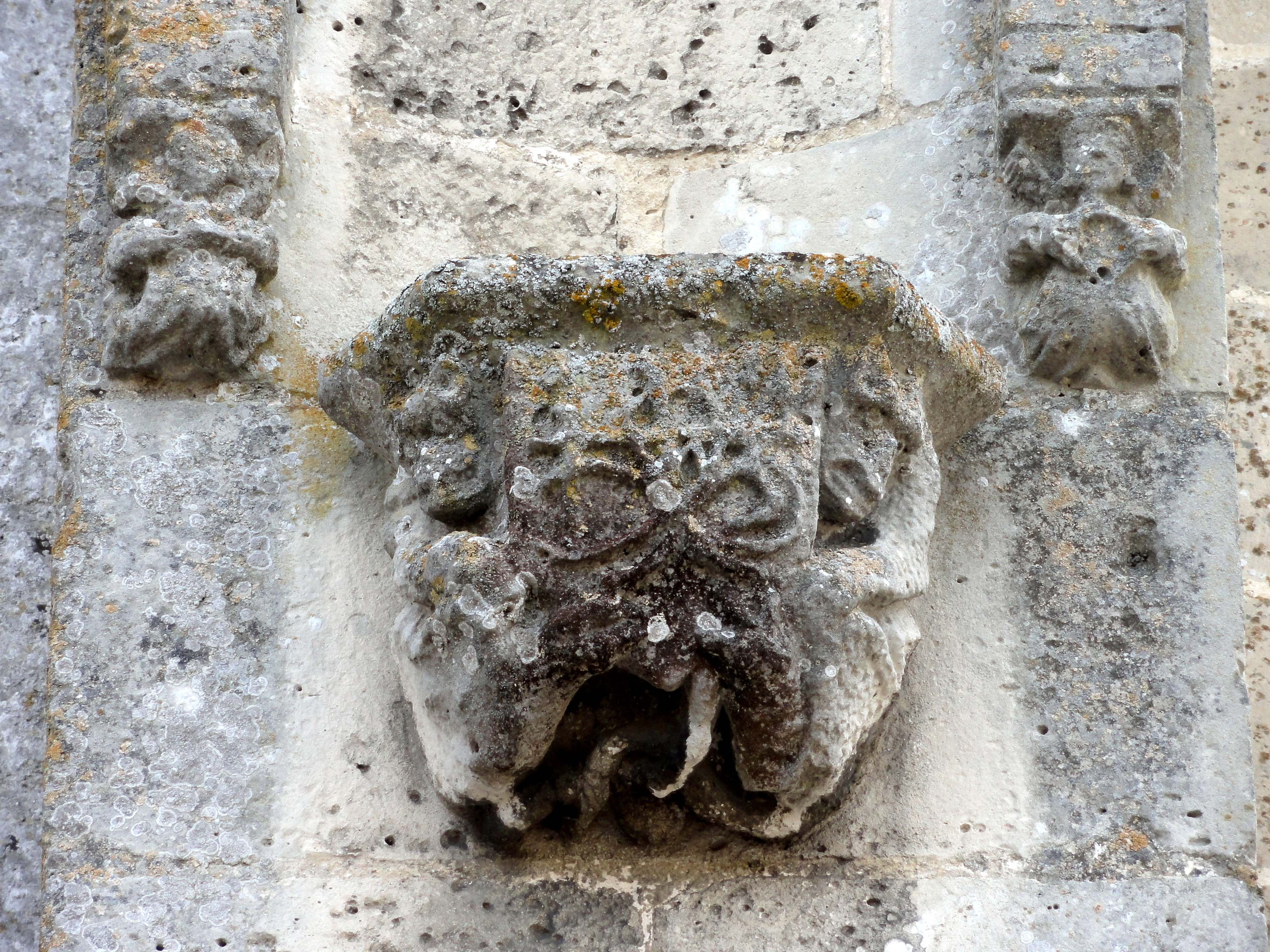
Console armoriée.

#### Élévations latérales et chevet

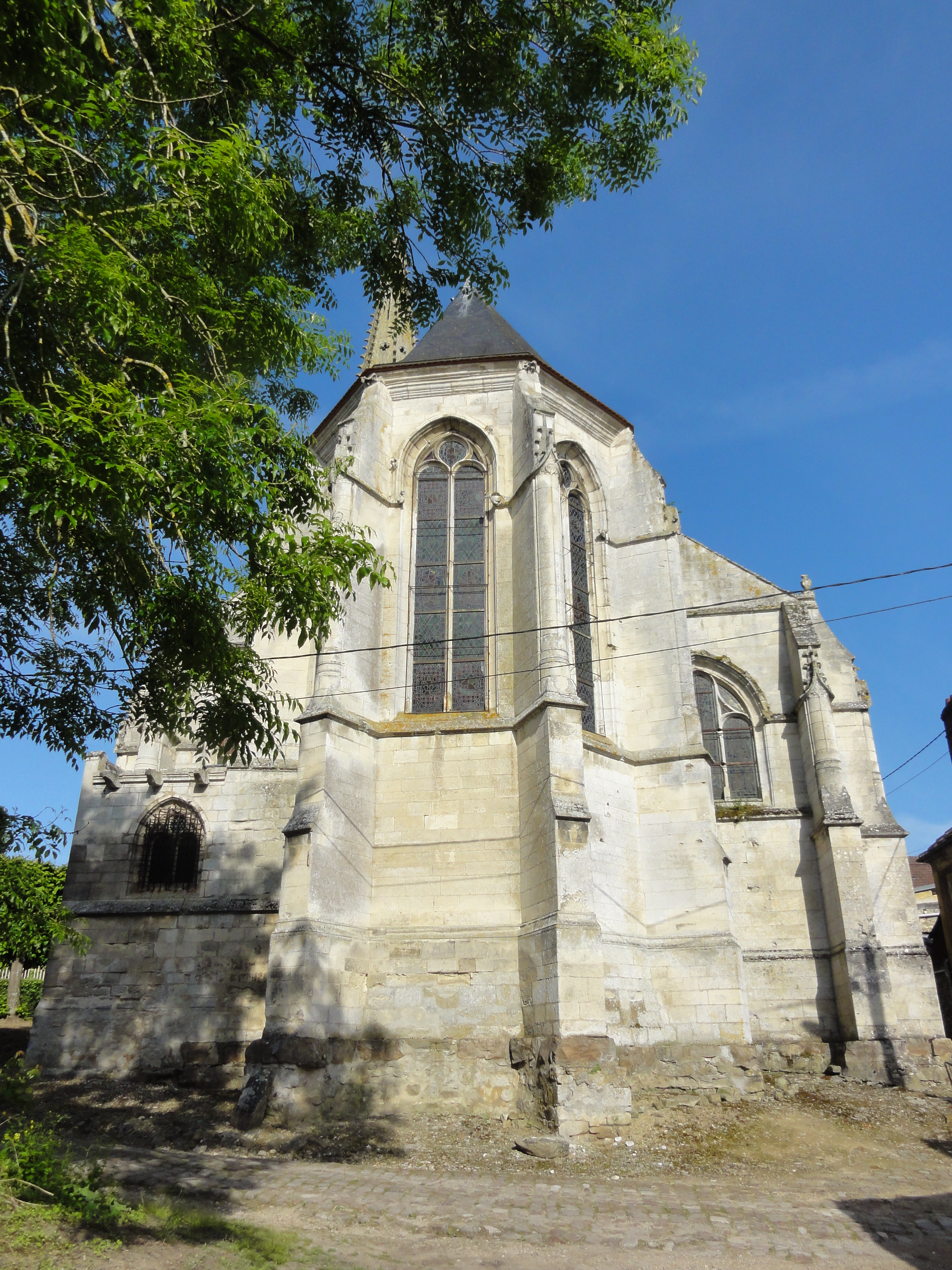
Chevet.

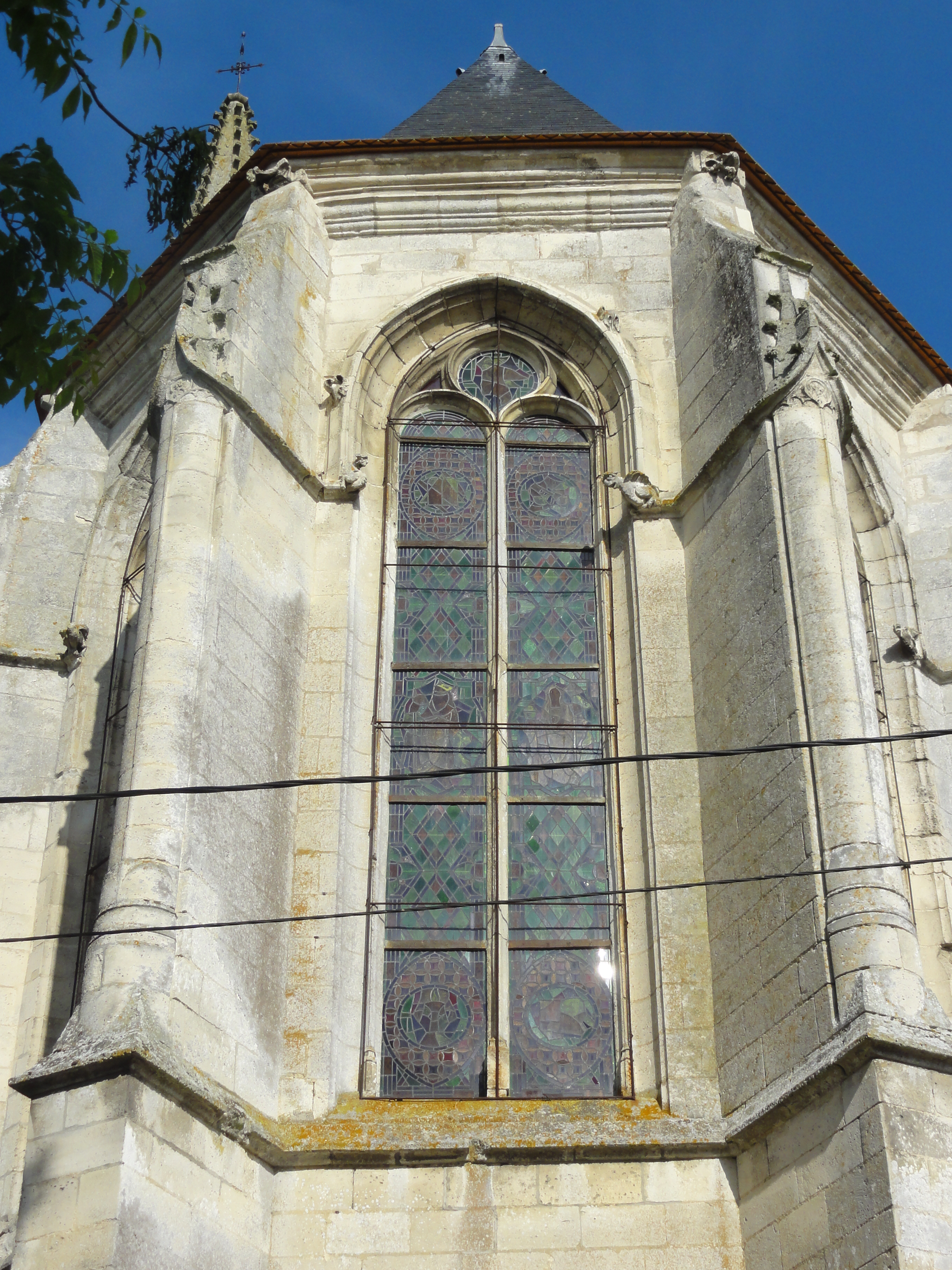
Chevet, baie d'axe.

Les élévations latérales et le chevet sont particulièrement soignés. Sauf le soubassement du chevet, où le terrain est en pente, tous les murs sont réalisés en pierre de moyen appareil. Après les premières assises, les murs et contreforts se retraitent par une plinthe moulurée. À mi-hauteur des allèges, les contreforts sont scandés par un larmier simple. La limite des allèges est soulignée par un larmier, qui fait le tour des contreforts. Les fenêtres prennent appui sur ce larmier, qui est situé un peu plus haut sur l'abside que sur les bas-côtés. La première fenêtre du nord et les cinq baies de l'abside présentent tous le même remplage que la baie occidentale du bas-côté nord, déjà signalée. Les baies de la seconde et de la troisième travée des bas-côtés, y compris la baie au chevet du bas-côté nord, sont plus larges, et pourvues d'un remplage de deux formes en plein cintre flanquant une lancette en arc brisé, qui va jusqu'au sommet. Au-dessus des arcs en plein cintre, elle est cantonnée de deux accolades. Avec le pourtour de la baie, qui est mouluré d'une gorge, elles forment des mouchettes simplifiées, comme reminiscence des réseaux flamboyants. Les fenêtres de l'abside d'Ève adoptent le même dessin. La baie au chevet du bas-côté sud, aussi large que les autres et également à deux meneaux, est la seule à posséder un remplage flamboyant. Les trois formes se terminent par des accolades, et sont surmontées de deux soufflets simplifiés, qui sont surmontés d'un écoinçon ajouré, et flanquées de deux étroites mouchettes. La simplicité des formes indique, comme sur les autres fenêtres, le déclin de l'architecture gothique. Toutes les fenêtres sont surmontées d'un bandeau, qui se poursuit sur les murs et les contreforts au niveau des impostes. Au-dessus de certaines baies, le bandeau est peuplé de petits animaux fantastiques. De petites chimères jaillissent aux impostes.
Les murs se terminent par une haute corniche moulurée au profil complexe, qui évoque Jonquières, église reconstruite au début du XVIe siècle, et Montagny-Sainte-Félicité. Entre le bandeau et la corniche, le mur de la troisième travée du sud est décoré de deux niveaux d'arcatures trilobées plaquées, comme sur les façades d'Ève, Saint-Pierre de Senlis et les églises flamboyantes les plus abouties. L'effort décoratif porte également sur les contreforts, dont la face frontale est arrondie à partir du larmier à la limite des allèges, et jusqu'au gâble en accolade tracé par le bandeau. Il y a de discrètes bases moulurées, et deux arcatures trilobées plaquées tout aussi discrètes, séparées verticalement par un mince filet. Un soufflet s'insère entre les trilobes. Derrière le gâble, le contrefort se retraite, et revient vers le plan rectangulaire. Un clocheton plaqué, garni de crochets, se dégage devant l'avant-dernière section du contrefort. Suit une seconde retraite par un glacis formant larmier, immédiatement en dessous de la corniche. Enfin, le contrefort bute contre la corniche. À ce détail près, l'église de Survilliers possède des contreforts analogues, au sud. Juste sous la corniche, des sculptures fortement dégradées, et difficilement identifiables, font saillie. Avec Mont-l'Évêque, Versigny possède sans doute l'un des chevets flamboyants les plus soignés de l'ancien diocèse de Senlis. Quelques particularités sont à signaler. Au nord, le premier et le dernier contrefort sont sommés d'un pot à feu, à l'instar du dais sur le contrefort occidental du même bas-côté. Au-dessus des contreforts méridionaux du bas-côté sud, des murs-boutants ou arcs-boutants intérieurs épaulent le mur gouttereau de la nef. Ils sont dissimulés par la toiture, à l'exception des chéneaux dominés par des gargouilles. Un portail Renaissance bouché demeure visible en dessous de la fenêtre de la seconde travée du sud. Il est flanqué de pilastres corinthiens, qui supportent un entablement surmonté d'un fronton en arc de cercle entre deux vases, dont le décor dénote l'influence de la Renaissance italienne. Ce portail doit être antérieur au portail occidental, et est de qualité supérieure. L'inscription sculptée en bas-relief sur le fronton est énigmatique : On y lit cinq fois les lettres « RT·AL ». Ces initiales se lisent également sur le retable de 1561. À gauche du portail, le contrefort porte un cadran solaire.

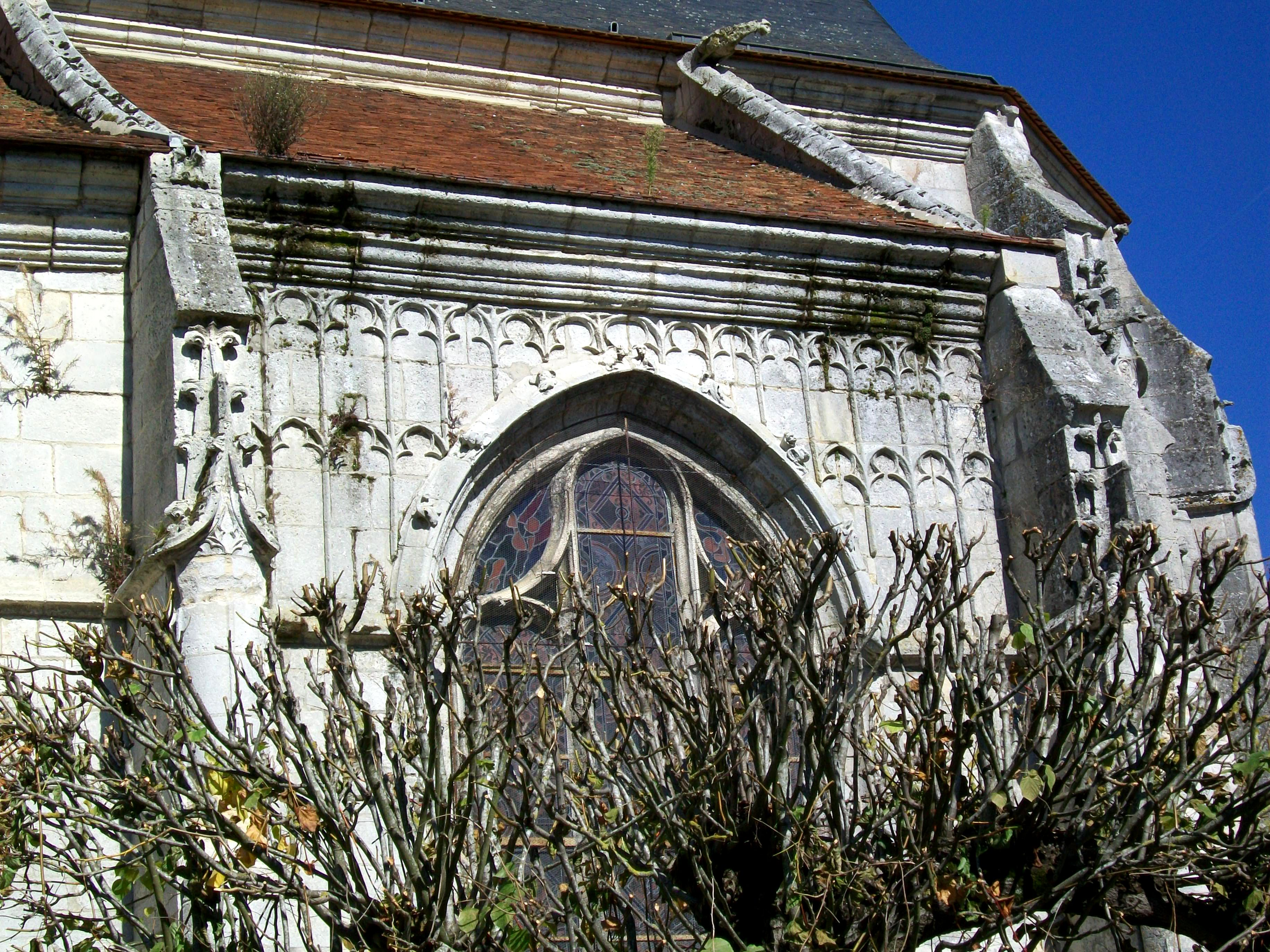
Arcatures plaquées.
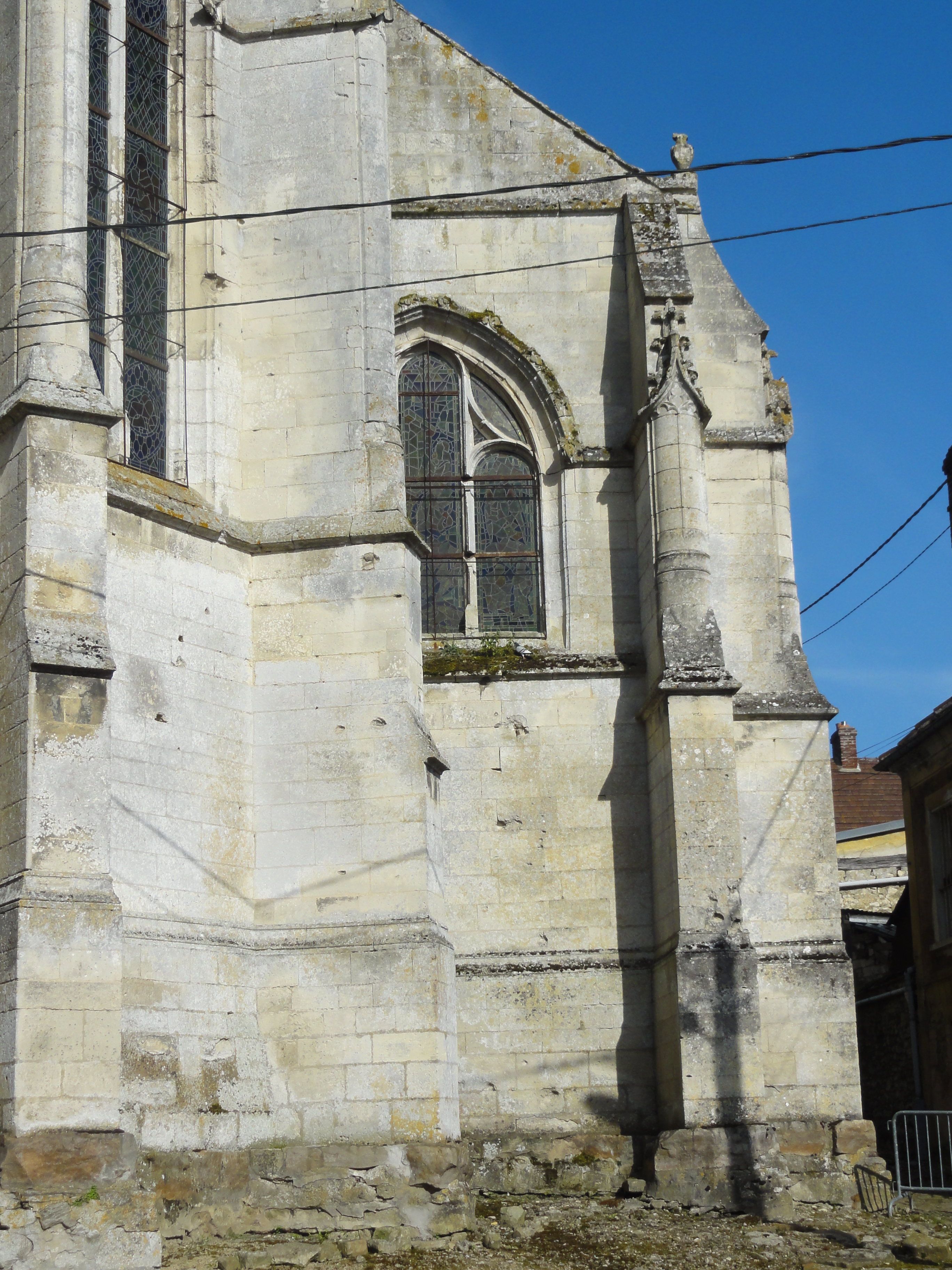
Chevet du bas-côté nord.
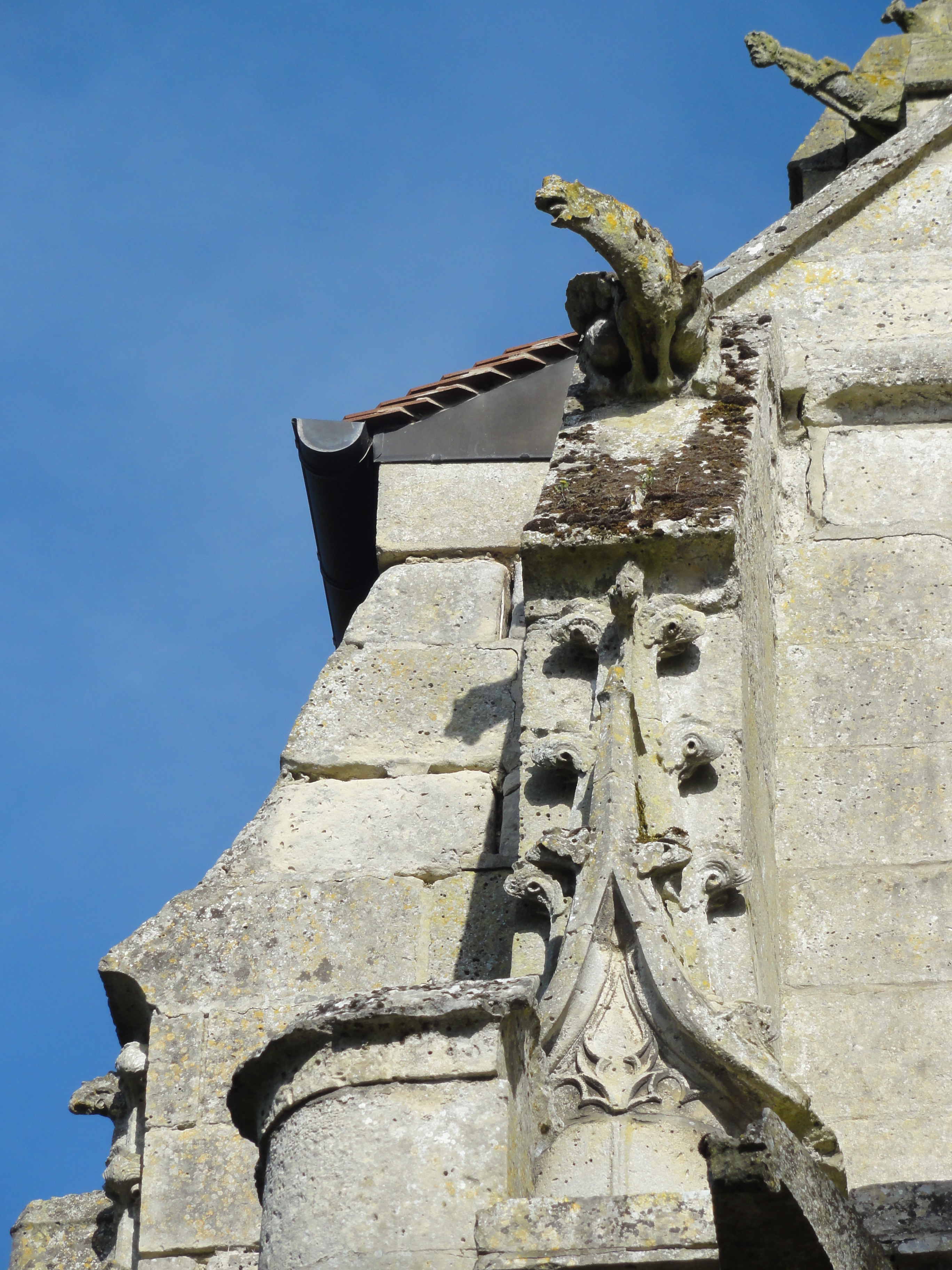
Contreforts du bas-côté sud.
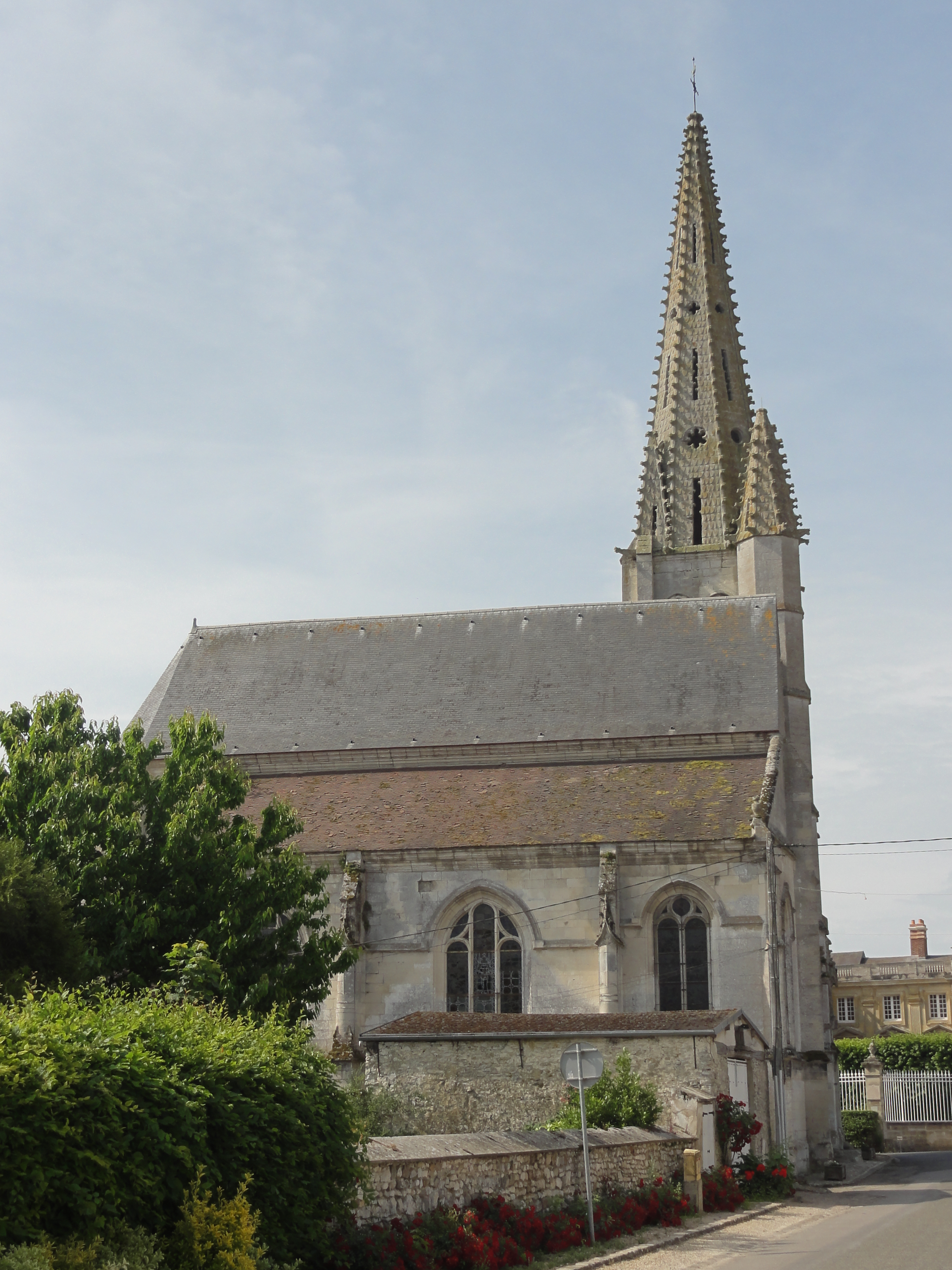
Vue depuis le nord.
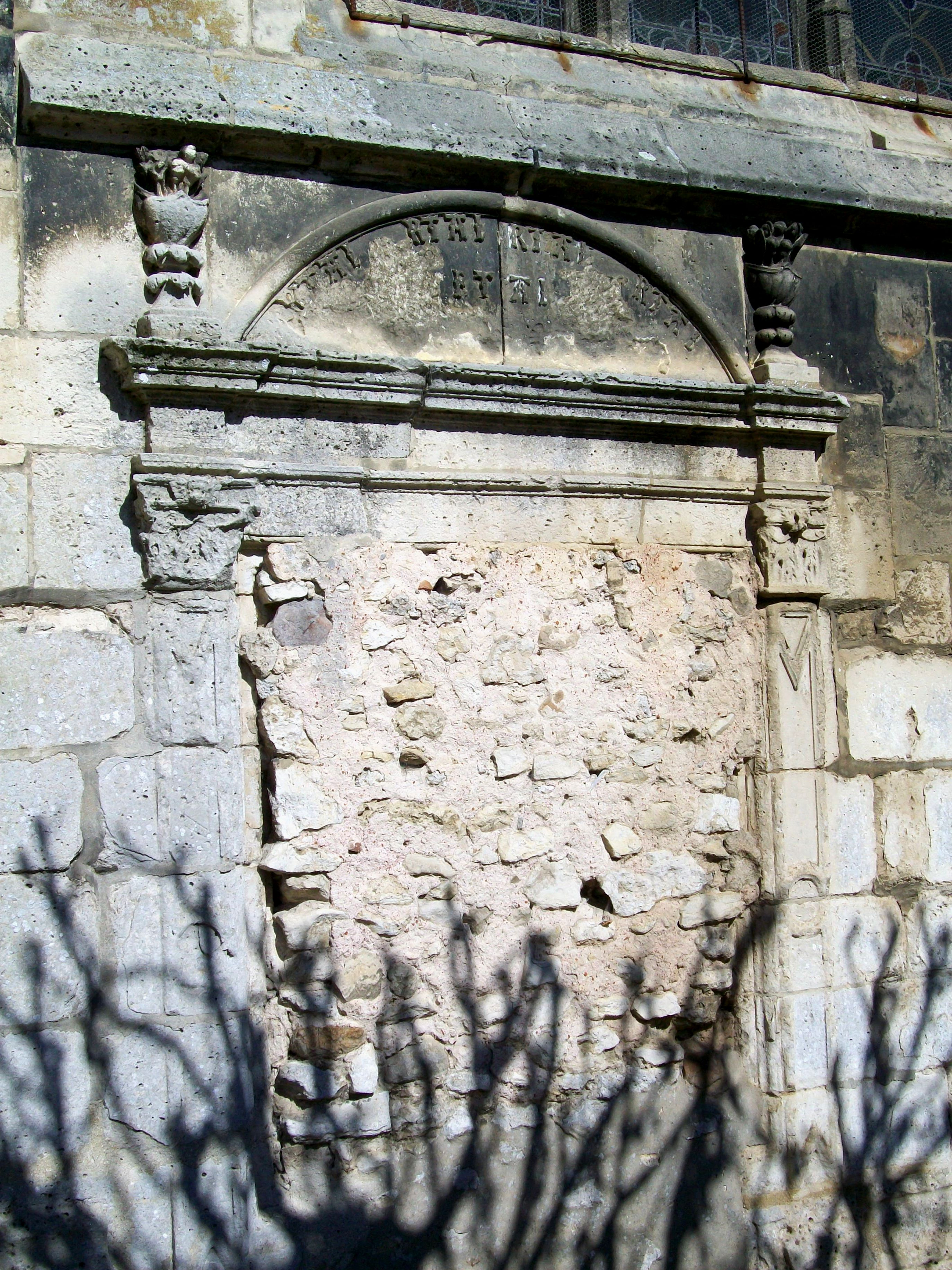
Ancien portail latéral sud.
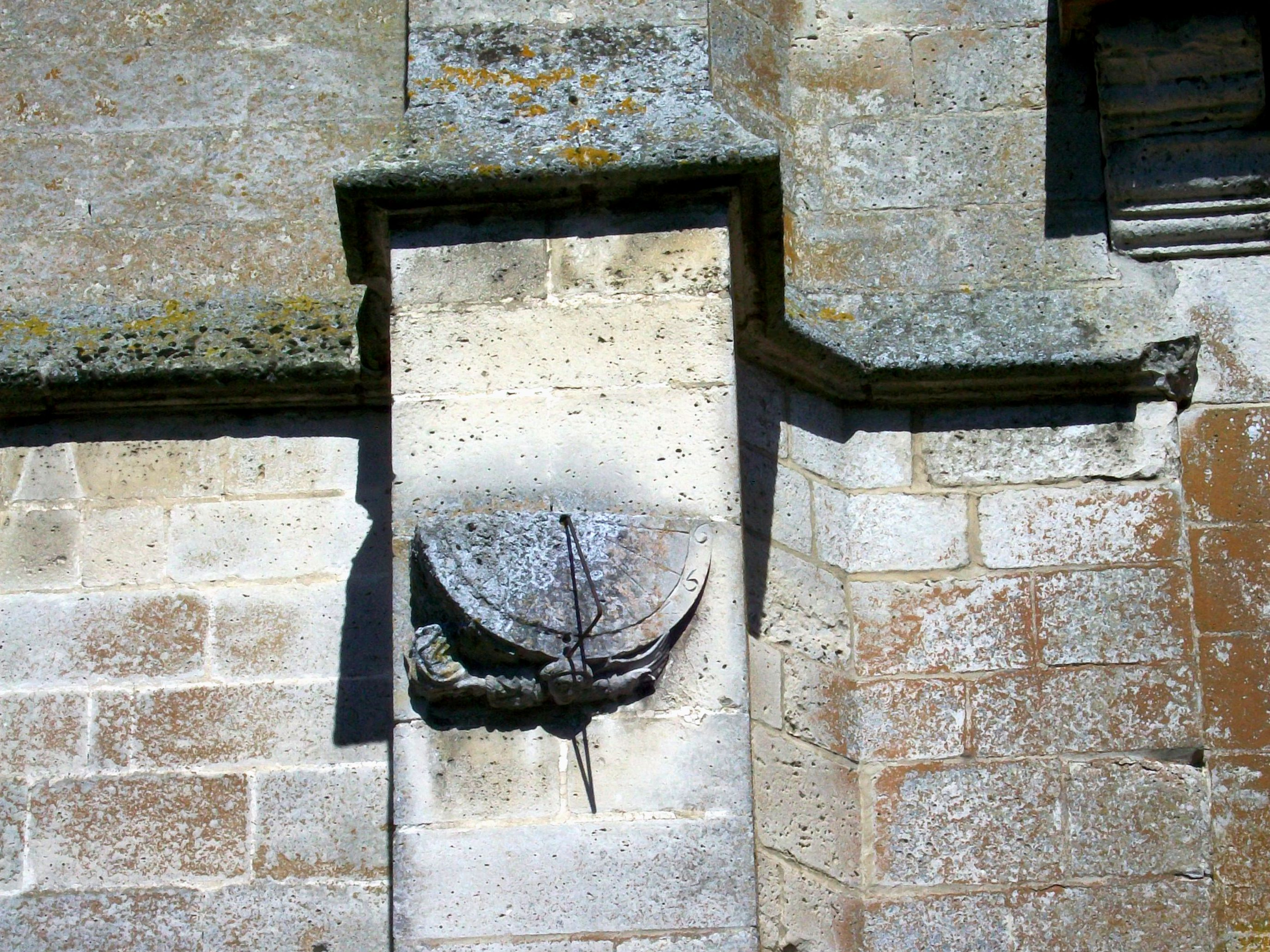
Cadran solaire.

### Intérieur

#### Vaisseau central

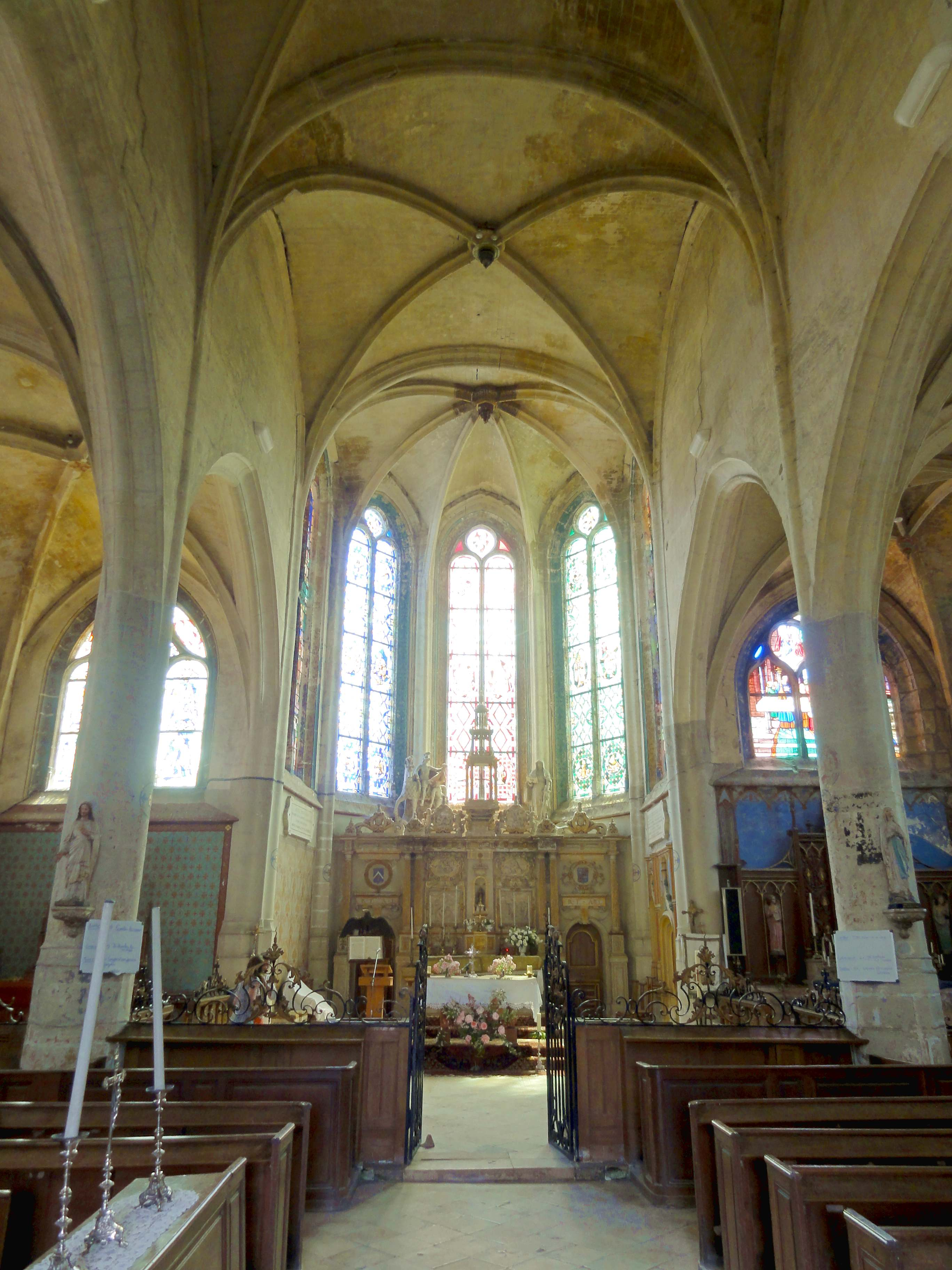
Nef, vue vers l'est.

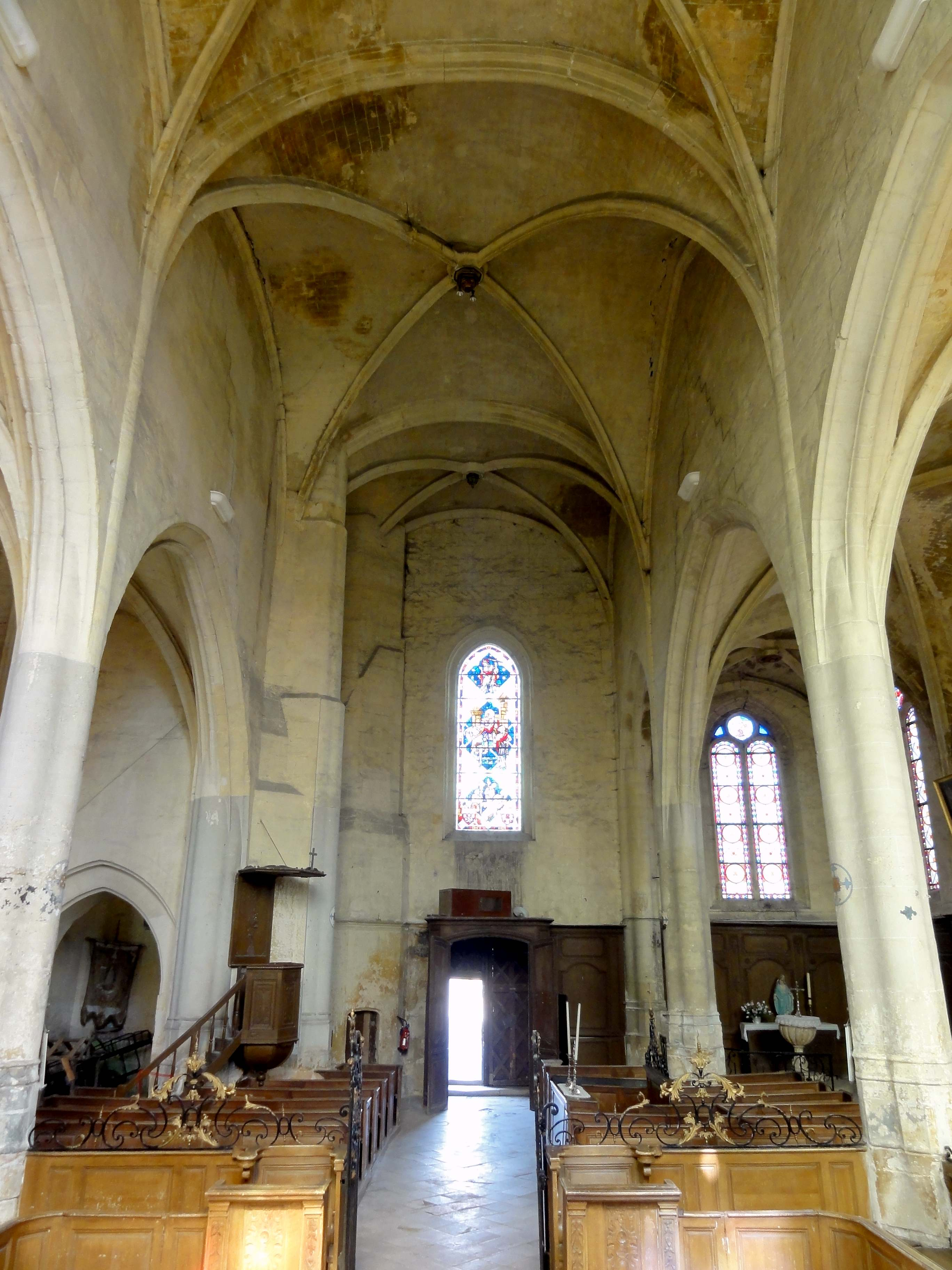
Nef, vue vers l'ouest.

Le chanoine Müller dit : « L'église de Versigny est un monument petit, mais d'un plan et d'une architecture agréables ». Dominique Vermand précise : « Le volume intérieur est très ouvert grâce aux proportions des grandes arcades, qui, larges et retombant sur de minces piles circulaires, intègrent totalement les bas-côtés dans le volume du vaisseau central ». Si l'église Saint-Martin est relativement petite, comme le suggère le petit nombre de travées, la seconde et la troisième travée sont profondes, et le vaisseau central a la largeur et la hauteur d'une grande église de ville, comme par exemple Pont-Sainte-Maxence. C'est aussi le cas des églises voisines de Baron et Ève. Mais aucune des églises flamboyantes de la région possède des piliers aussi minces par rapport aux proportions du vaisseau central. Ils ne sont pas cylindriques, mais ondulés, et présentent quatre ronflements correspondant à la retombée des grandes arcades et des arc-doubleaux. D'un type courant, ces piliers se retrouvent aussi à Baron, Borest, Ève, Montagny-Sainte-Félicité et Saint-Sauveur. Au début et à la fin des grandes arcades, l'on ne trouve pas des piliers engagés du même type, mais des piliers qui comportent une arête saillante entre chaque ondulation, comme à Saint-Sauveur. Entre les pans de l'abside, les piliers se composent, comme d'accoutumée, de trois ronflements, et sont de plus faible diamètre, car supportant seulement les ogives et formerets. Les bases, très éloignées du sol, sont formées par une plinthe moulurée, et adoptent un plan polygonal complexe, tout comme les socles. Les arcades affichent un profil prismatique complexe, et se fondent directement dans les piliers, sans interposition de chapiteaux. Elles sont en arc brisé. Plutôt que de donner à la première grande arcade du nord un tracé plus aigu (sachant que la première travée est moins profonde), le maître d'œuvre a pris le parti de la faire retomber à un niveau plus haut, ce qui est contraire aux conventions.
Au-dessus de chaque pilier, une ondulation monte sur les murs jusqu'à la retombée des hautes-voûtes. Les murs aveugles au-dessus des grandes arcades représentent environ un tiers de la hauteur totale du vaisseau. Assez curieusement, les doubleaux du vaisseau central reprennent la forme de ces ondulations, et en tiennent un profil émoussé qui annonce le déclin de l'architecture flamboyante, vers 1540. Dans le même sens, les doubleaux, ogives et formerets sont en cintre surbaissé. Le profil prismatique aigu des ogives et formerets, encore proprement flamboyant, contraste avec ces constats. Les clés de voûte de la nef sont des rosaces de feuillages d'une grande plasticité entourées d'étoiles à six branches formées par des arcs trilobées. Les rosaces sont pendantes, comme la plupart des clés de voûte dès la fin de la période flamboyante. La clé de voûte de l'abside, autour de laquelle rayonnent six branches d'ogives, se compose de trois octogones superposés, et d'une composition de feuilles de chou frisées. La polychromie architecturale de cette clé, ainsi que de toute l'abside et des chevets des bas-côtés, est typiquement néogothique. Les fenêtres de l'abside prennent appui sur un larmier arrondi. Elles sont entourées d'une gorge, comme à l'extérieur, et c'est par ailleurs aussi le cas de la baie occidentale de la nef, bien que le portail en dessous soit nettement plus tardif que le reste de l'église. Au sud de l'abside, on peut encore signaler la piscine liturgique et le portail en anse de panier de la sacristie, qui sont richement décorés dans le style flamboyant. L'authenticité de cet ensemble n'est toutefois pas assuré, et il est susceptible de remonter seulement aux années 1860.

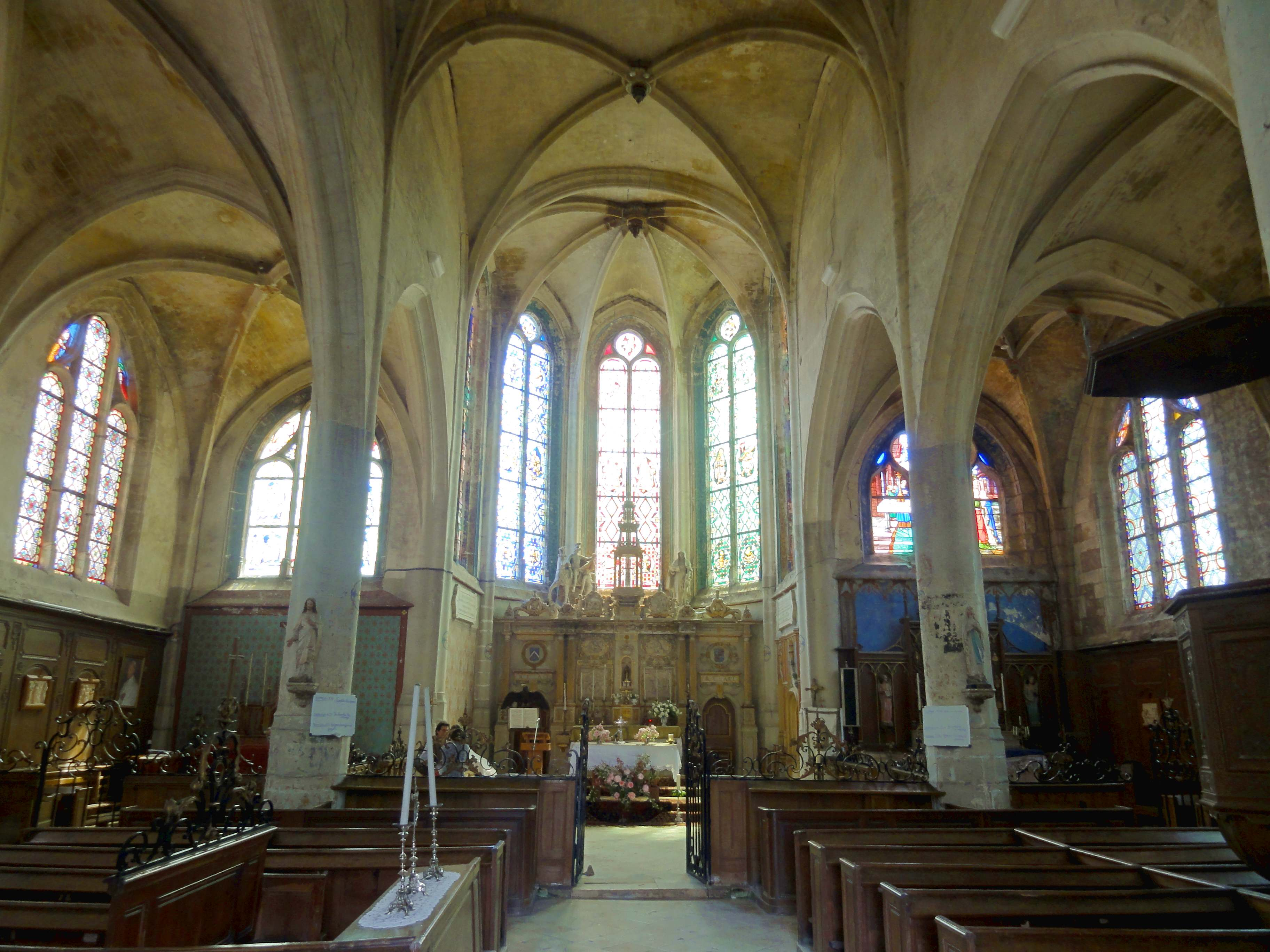
Vue intérieure générale.
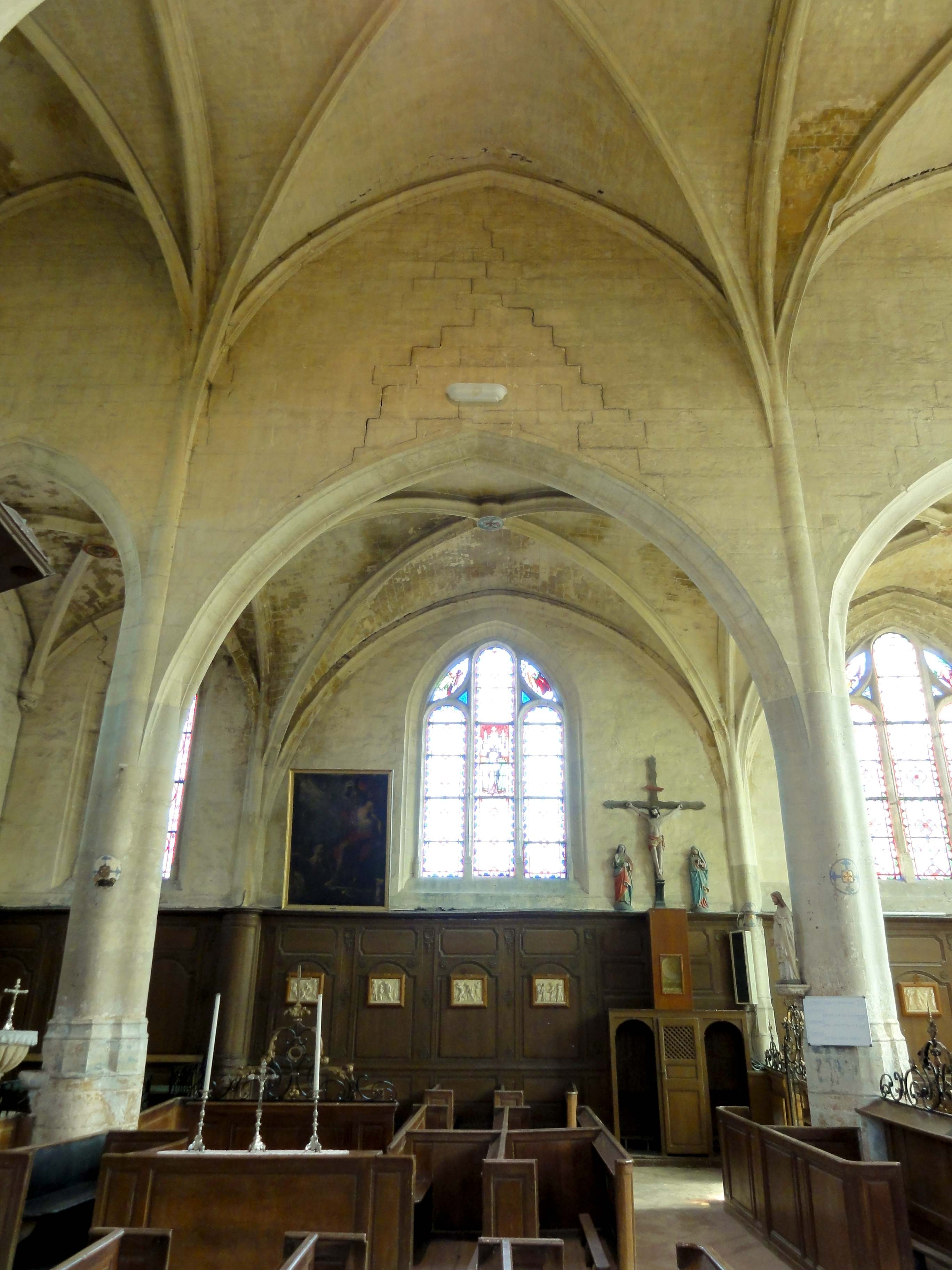
2e travée, élévation nord.
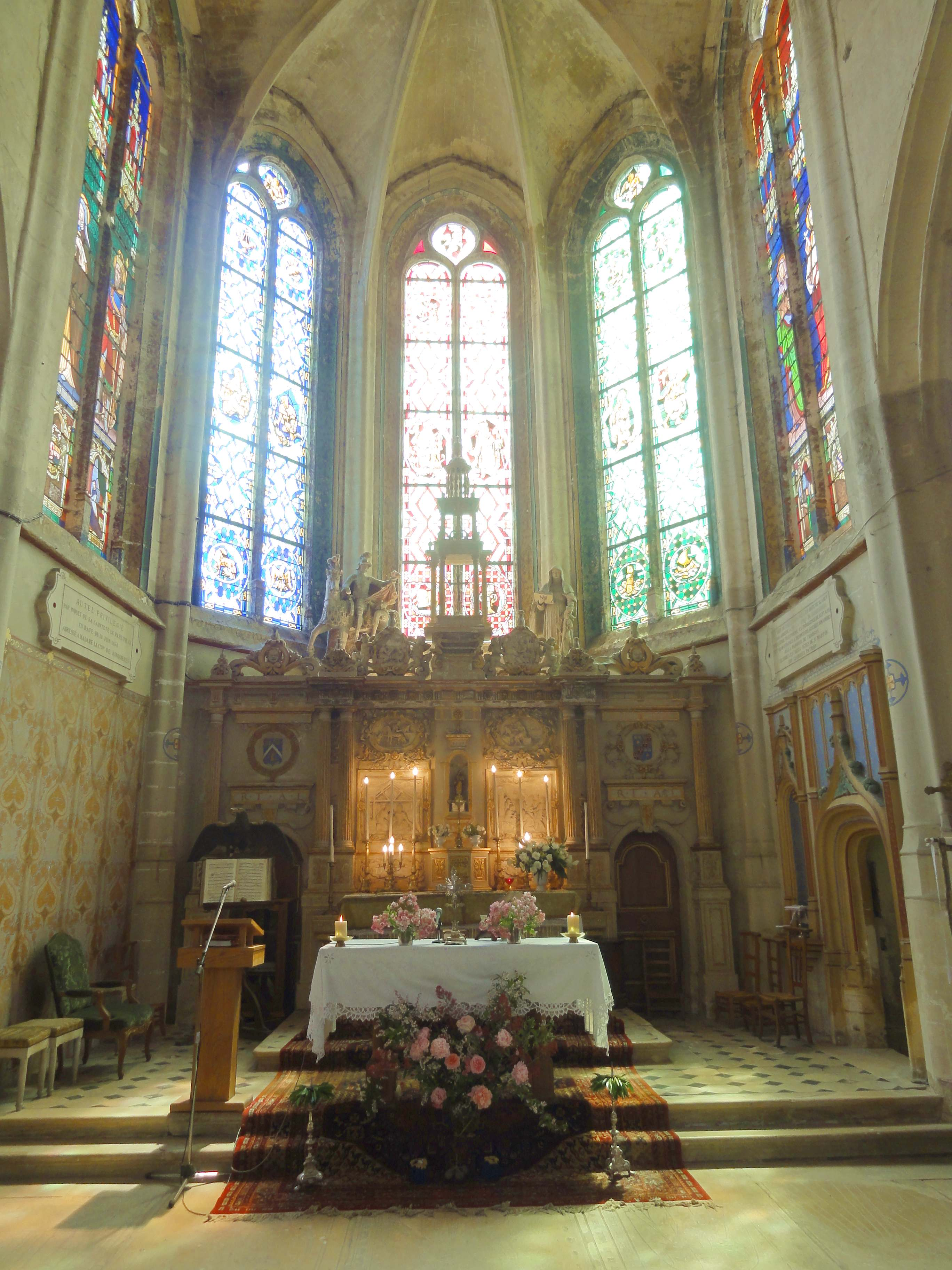
Abside, vue vers l'est.
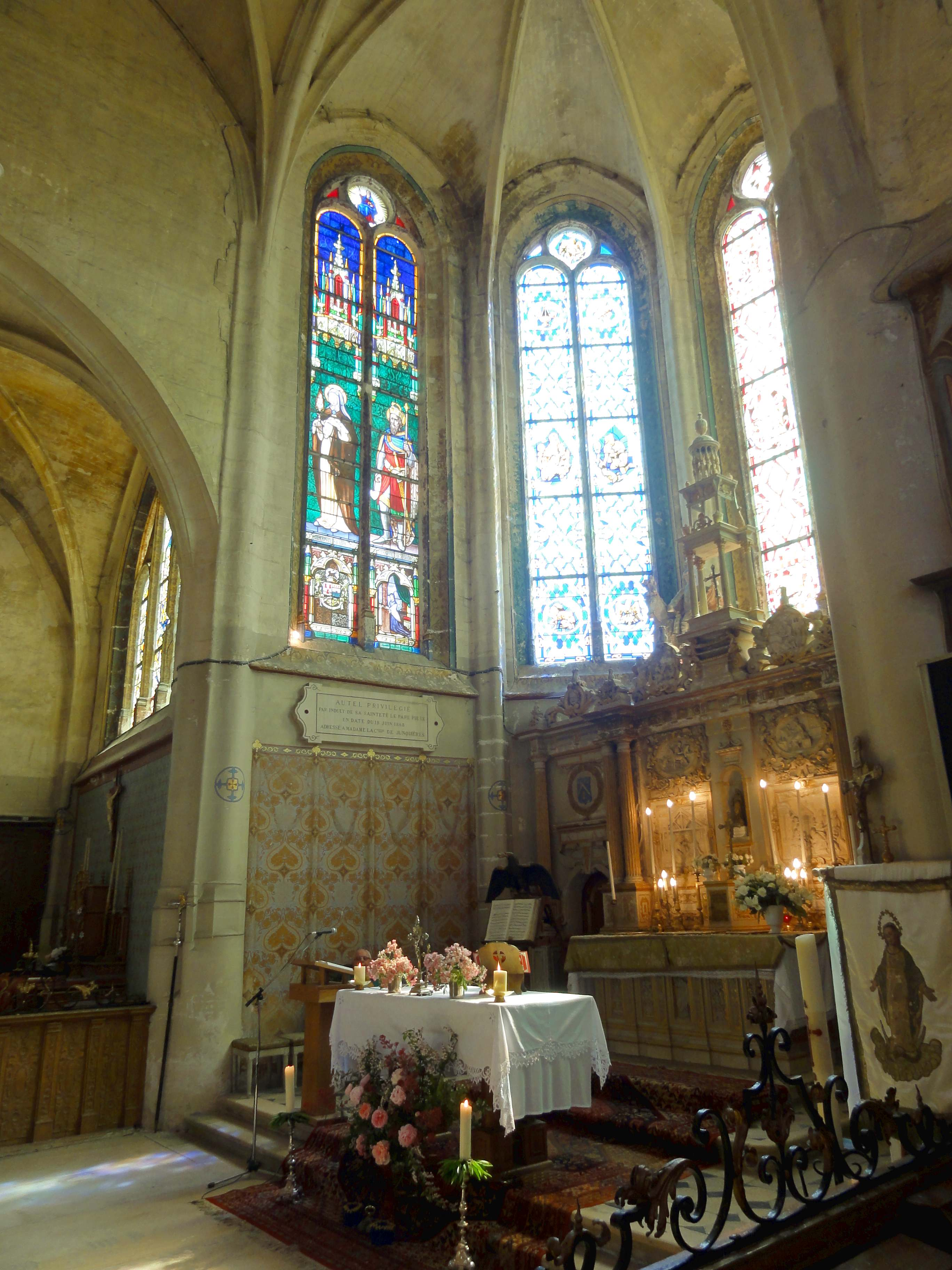
Abside, côté nord-est.
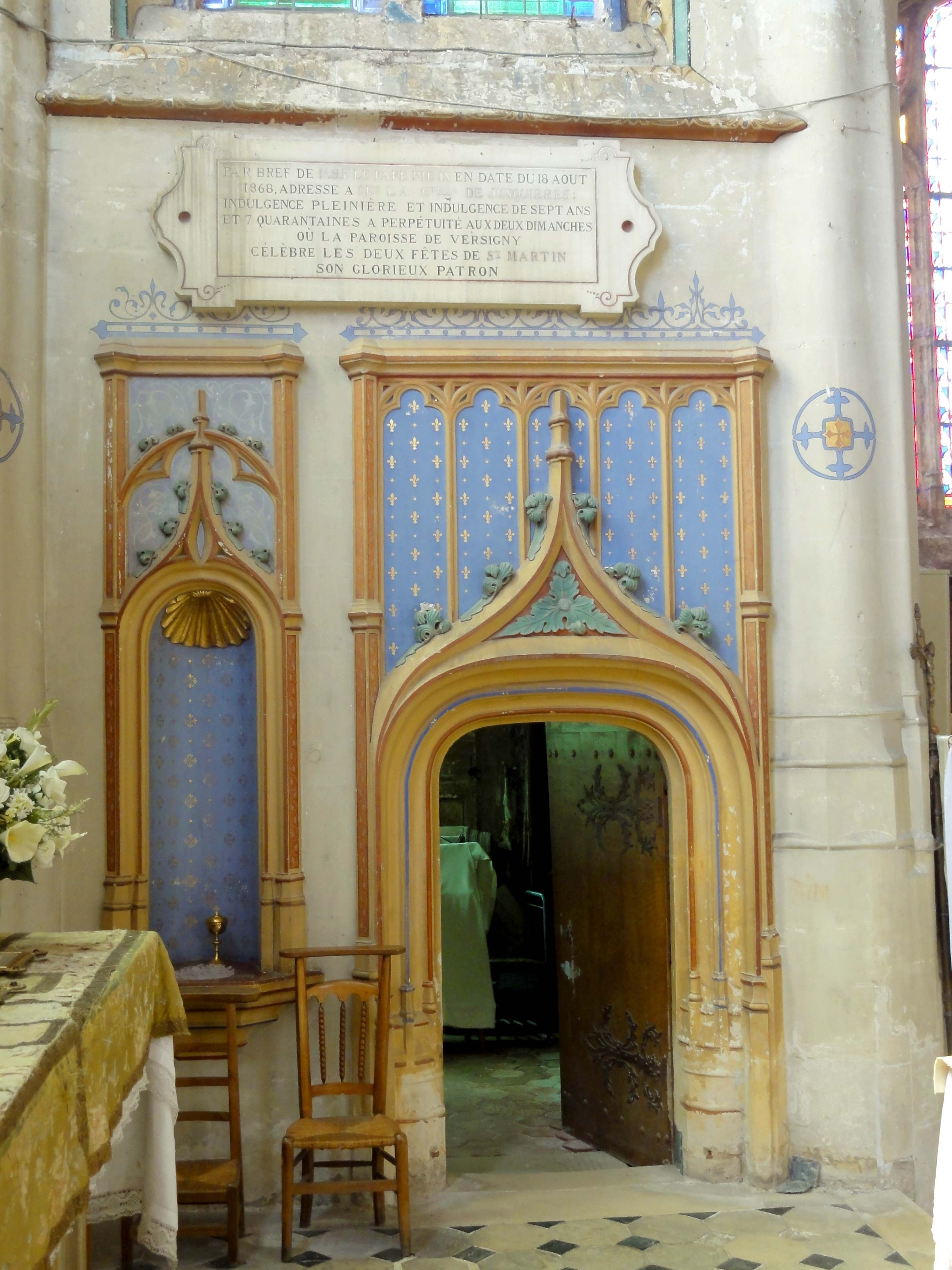
Porte de la sacristie.
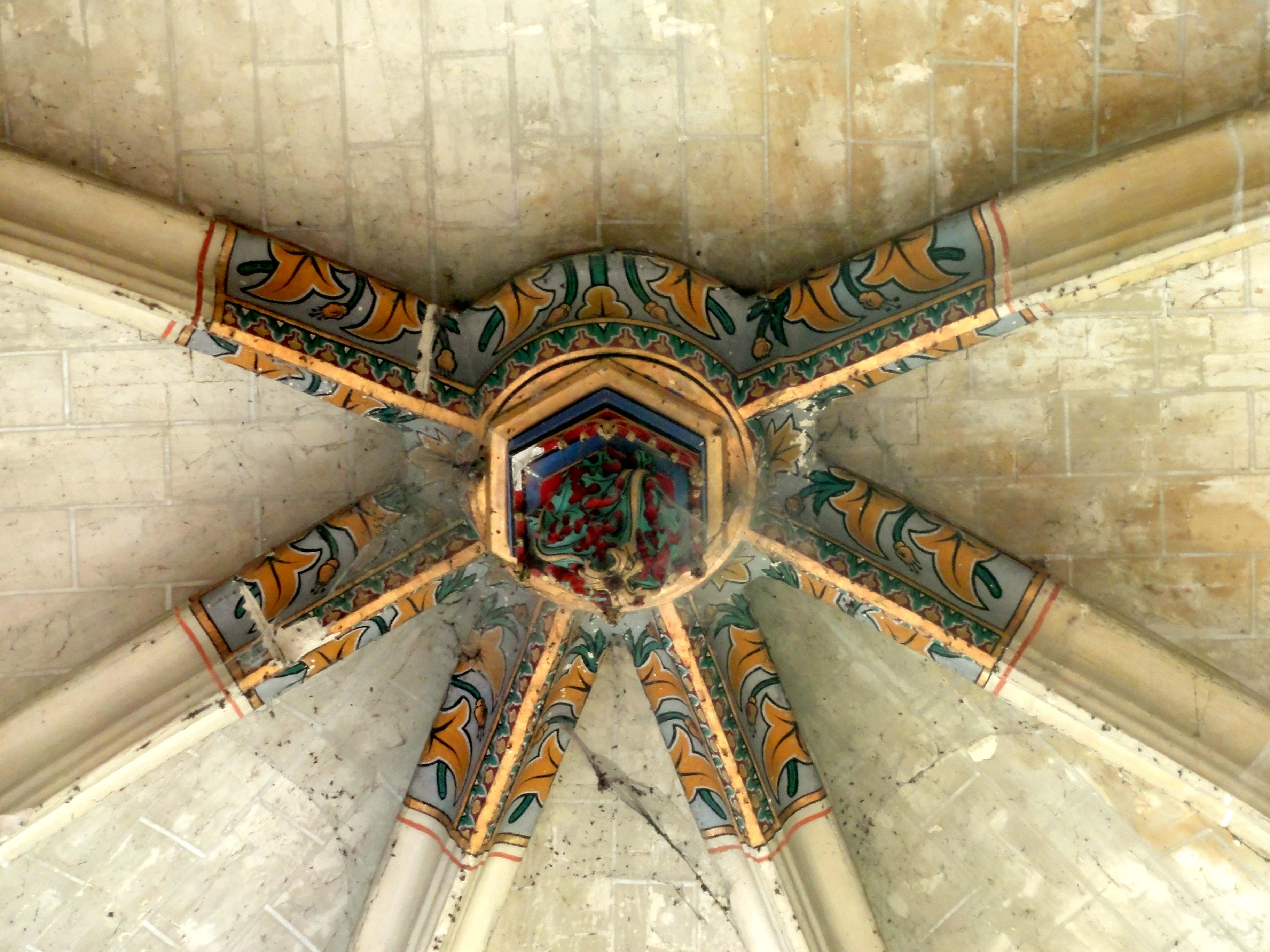
Abside, clé de voûte.

#### Base du clocher

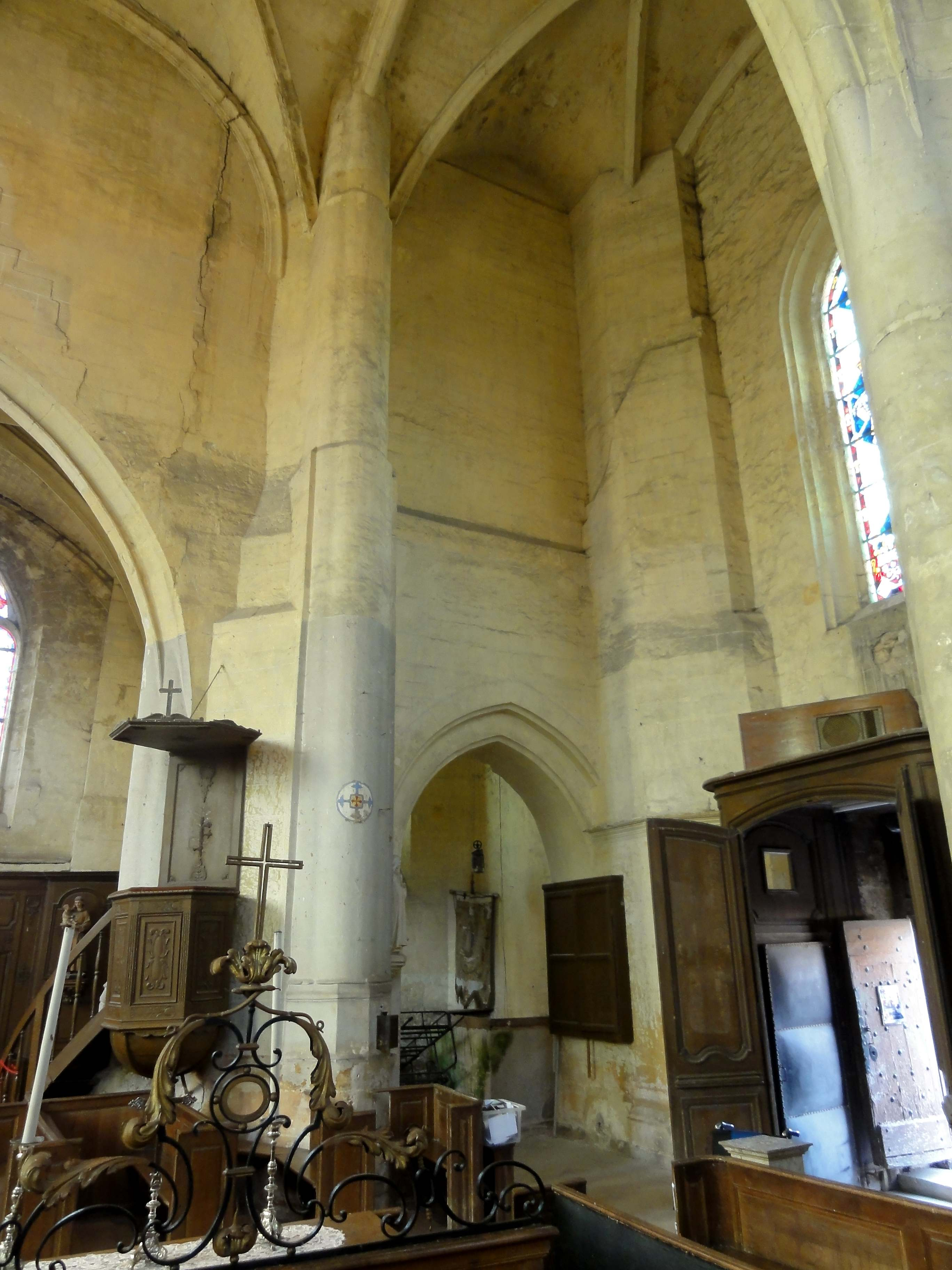
Vue depuis la nef.

Depuis la nef et le bas-côté sud, la base du clocher s'ouvre par d'épaisses arcades en tiers-point, qui sont moitié moins élevées que les grandes arcades. Elles sont à double rouleau. Les arêtes de chacun des deux rangs de claveaux sont entaillées d'une étroite gorge. Il n'y a ni chapiteaux, ni tailloirs. L'intérieur de la base du clocher est aussi élevé que les bas-côtés. La travée est de plan carré, mais les murs sont reliés les uns aux autres par d'étroits pans obliques. Le fort ébrasement de la fenêtre, côté sud, met en exergue l'épaisseur des murs. Dès l'origine, la voûte comporte un trou de cloches en son centre. Il est entouré d'un rang de claveaux saillant. Les ogives ont un profil semblable que dans la nef, mais sont plus épaisses. Des formerets existent également. Ogives et formerets s'interpénètrent pour former un pilier cylindrique engagé, qui retombe aussitôt sur un cul-de-lampe sculpté de feuillages ou de petits animaux phantastiques. Trois petits trous ont été percés dans les voûtains pour le passage des cordes. En outre, une ouverture rectangulaire a été percée dans le voûtain occidental sans aucun ménagement, afin de faire passer les poids de l'horloge. Au sol, un genre d'alcôve est destiné à protéger les fidèles. Aujourd'hui, la sonnerie et l'horloge sont automatisées, et ces dispositifs ont perdu leur utilité. L'antériorité de la base du clocher est visible depuis le bas-côté, où l'un des contreforts orientaux fait saillie devant le mur gouttereau. L'un des contreforts septentrionaux empiète dans la nef, comme à Baron, mais contrairement à cette église, l'on a pris soin de lui donner l'apparence d'un pilier : la face frontale est arrondie, et il y a une base du même type qu'ailleurs dans la nef. À côté de ce contrefort, soit à l'angle nord-est du clocher, un massif de maçonnerie disgrâcieux stabilise la structure. De l'autre côté de l'arcade au nord de la base du clocher, soit dans l'angle sud-ouest de la nef, trois pans de la cage d'escalier octogonale sont visibles. L'accès se fait depuis la nef, par une petite porte en anse de panier toute simple. En bas de la tourelle d'escalier, l'on trouve la même plinthe moulurée qu'à l'extérieur de l'église. Plus haut, au niveau du sommet du portail de la nef, court une corniche moulurée, et encore plus haut, les murs de la cage d'escalier se retraitent grâce à un fruit. L'on note que les travées adjacentes de la nef et du bas-côté sud sont dépourvues de formeret côté clocher.

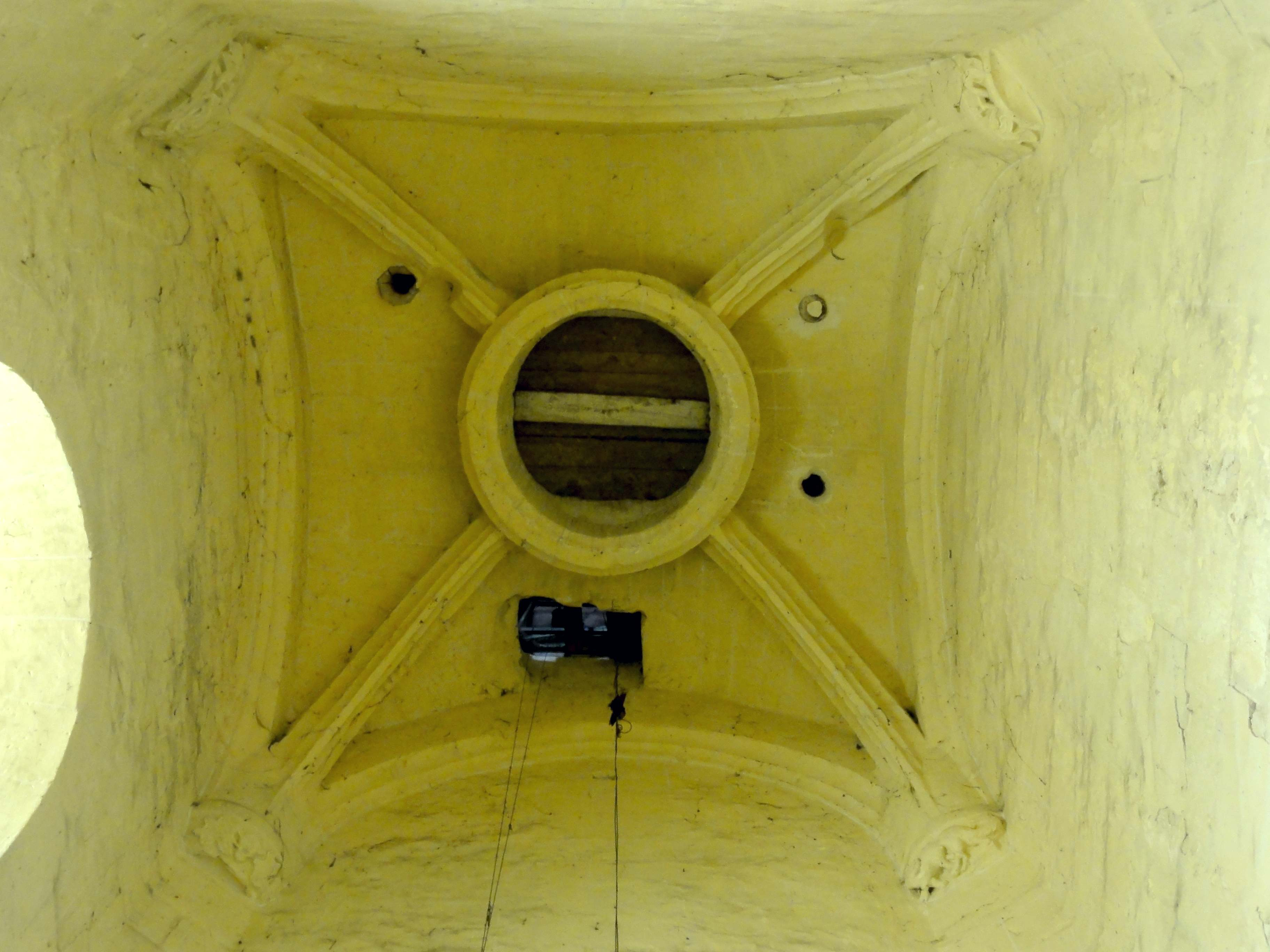
Voûte.
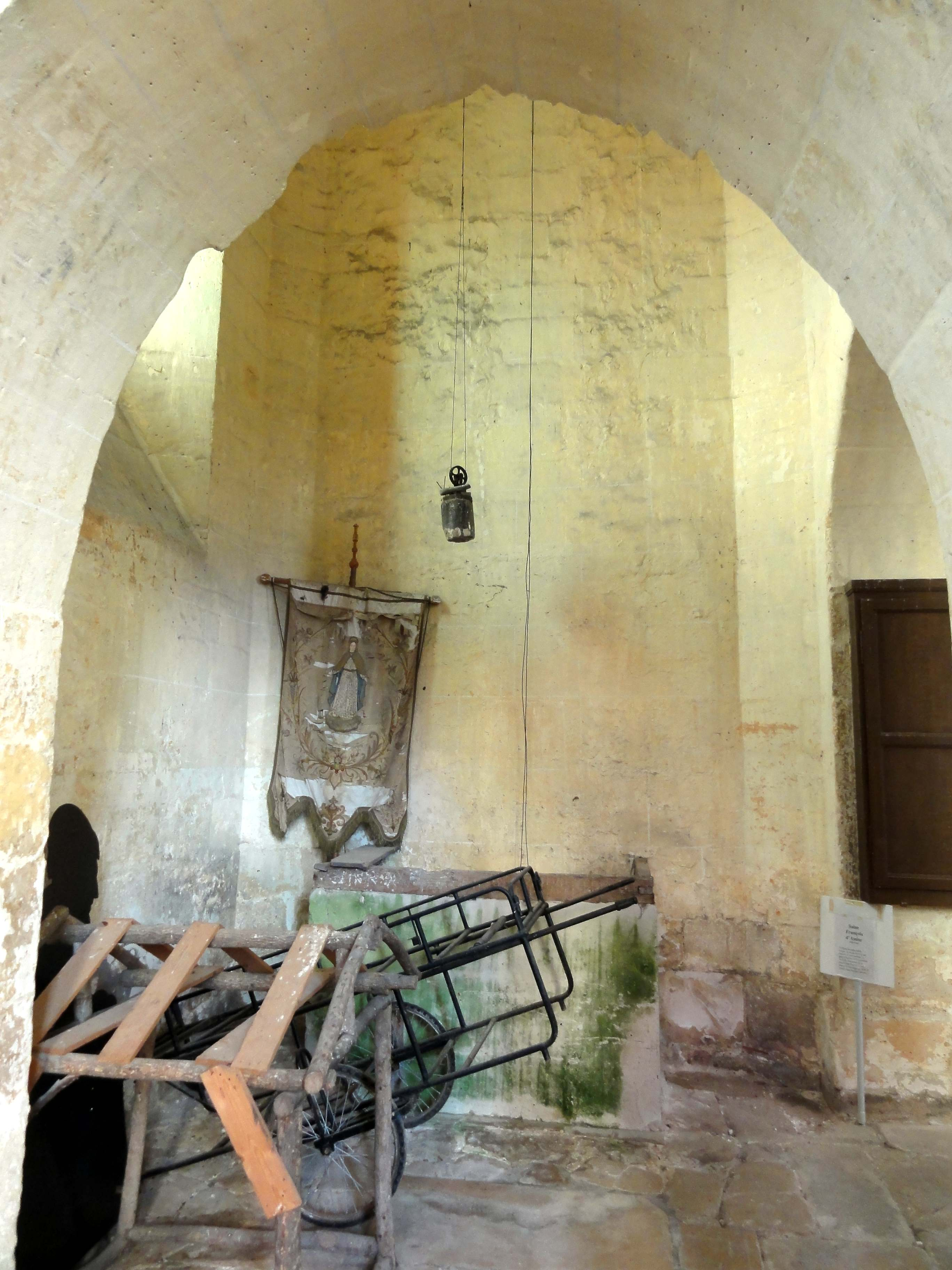
Vue vers l'ouest.
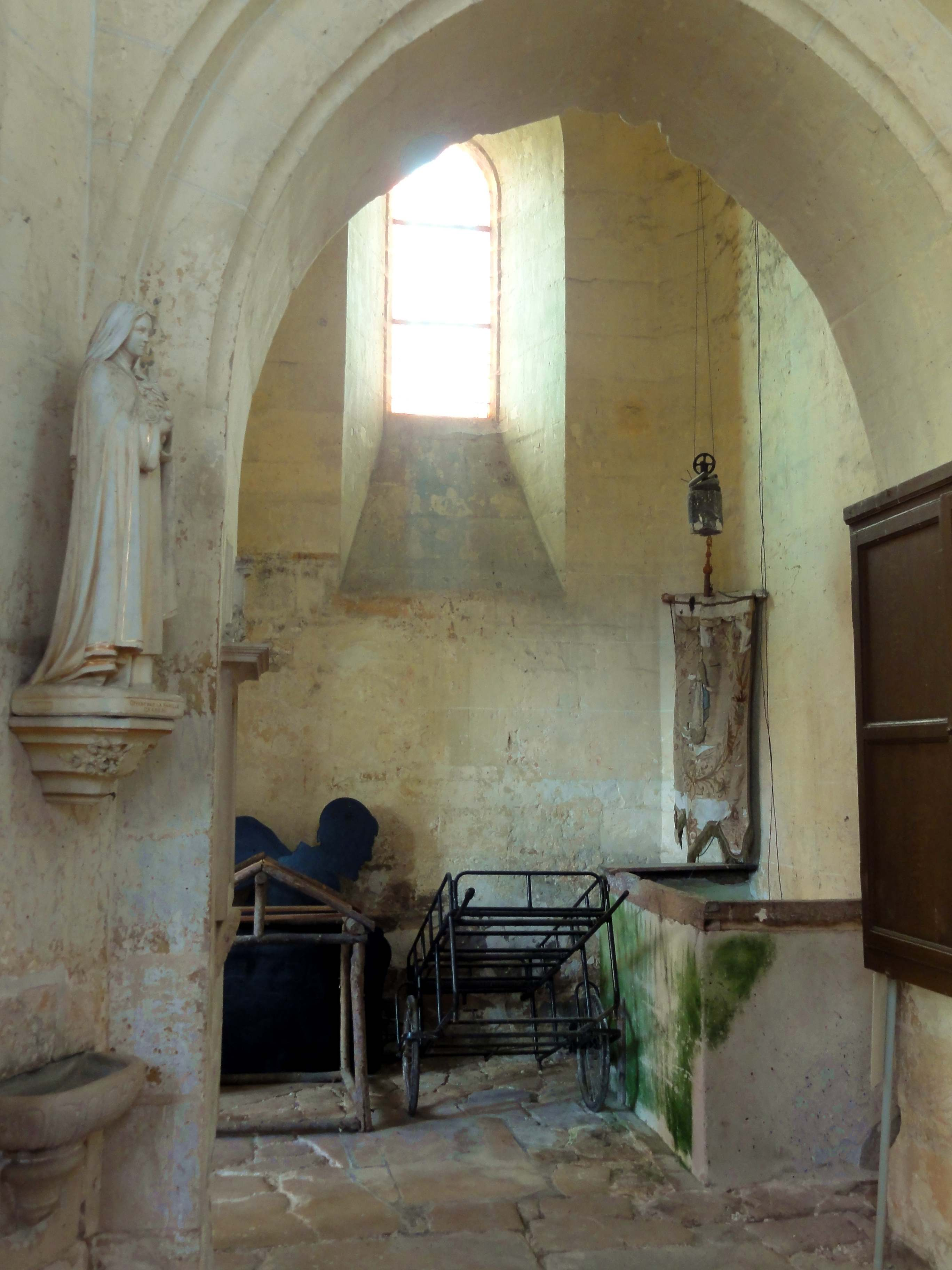
Vue vers le sud.
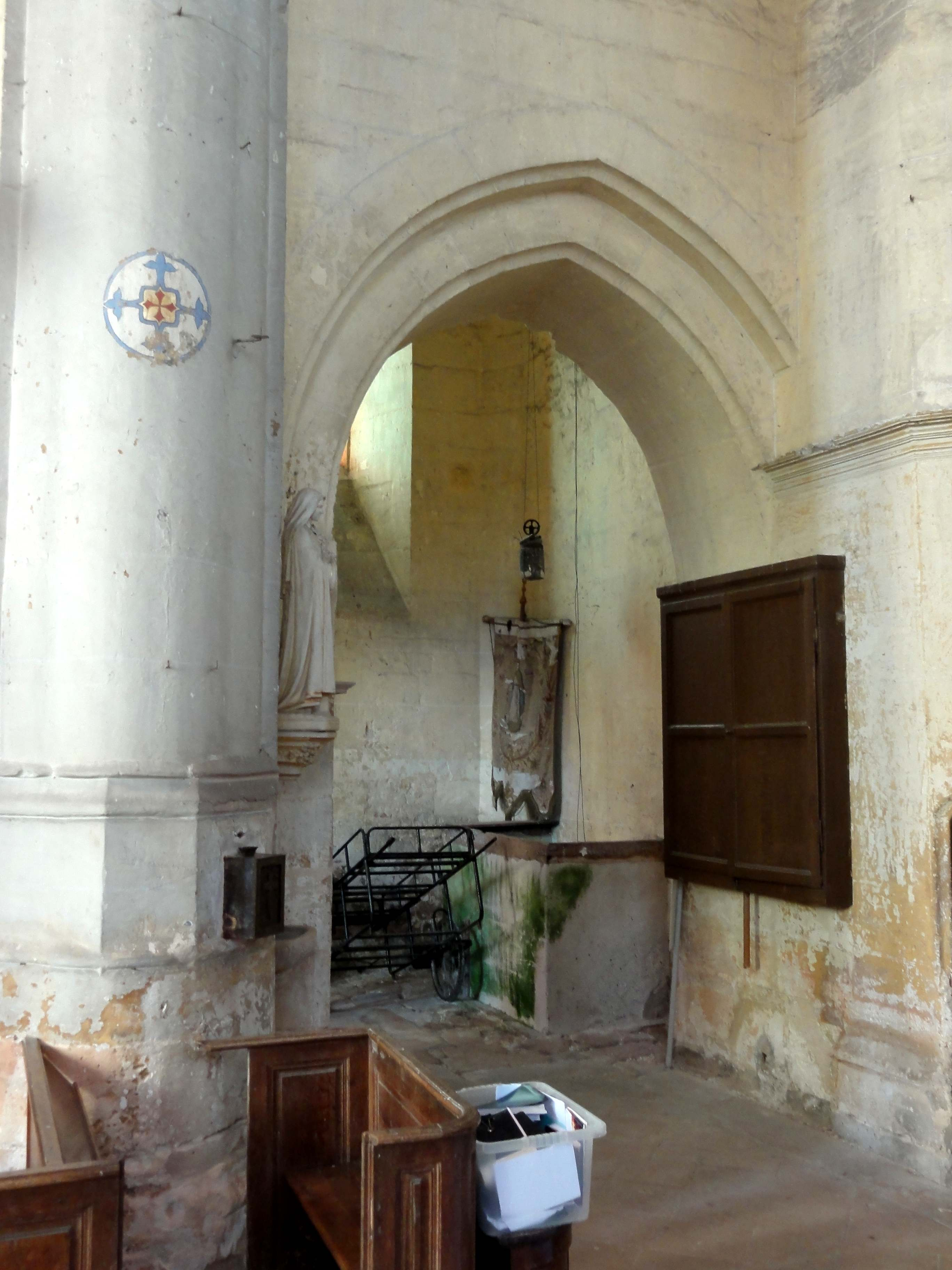
Vue depuis la nef.
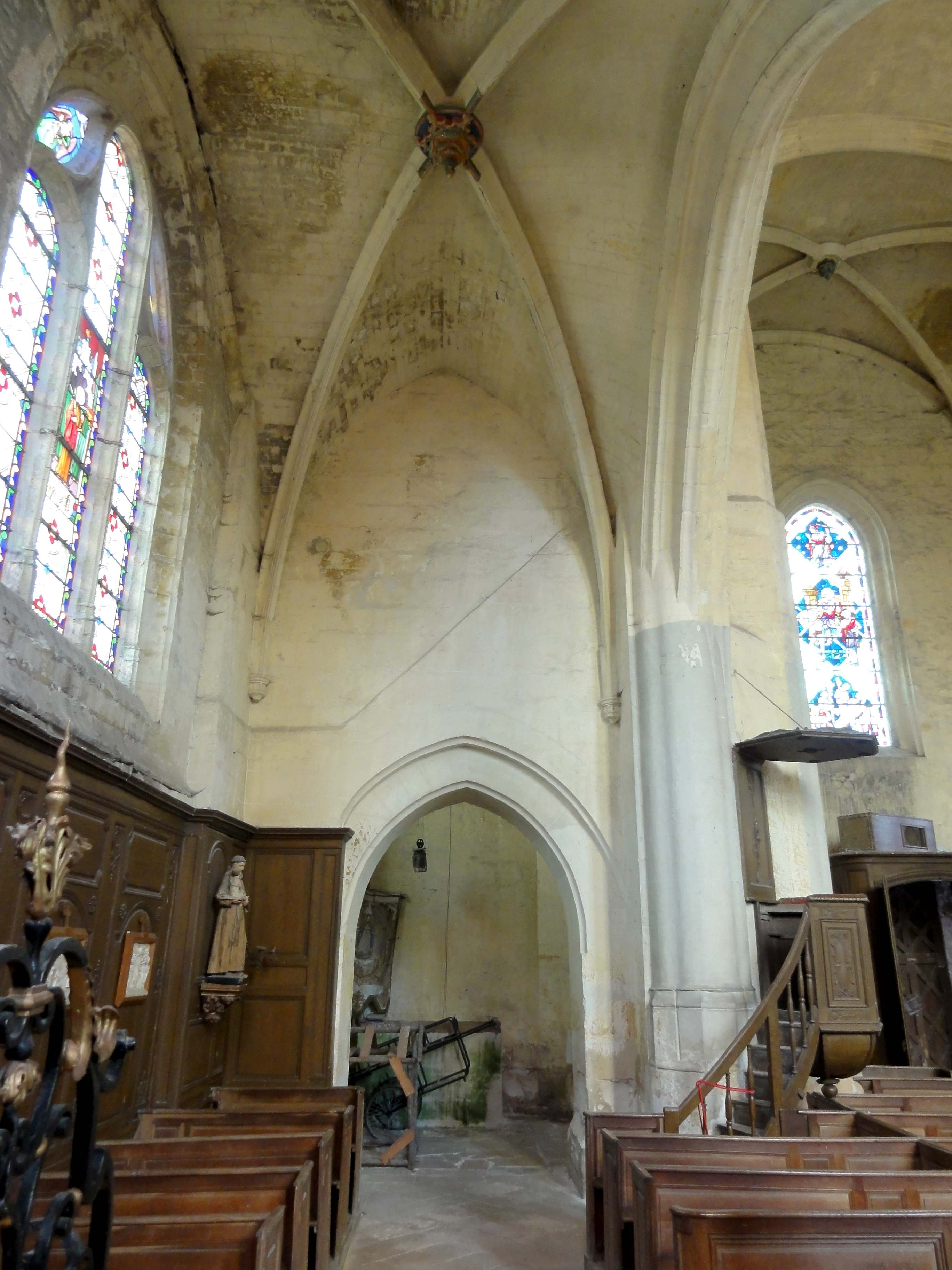
Vue depuis le bas-côté.
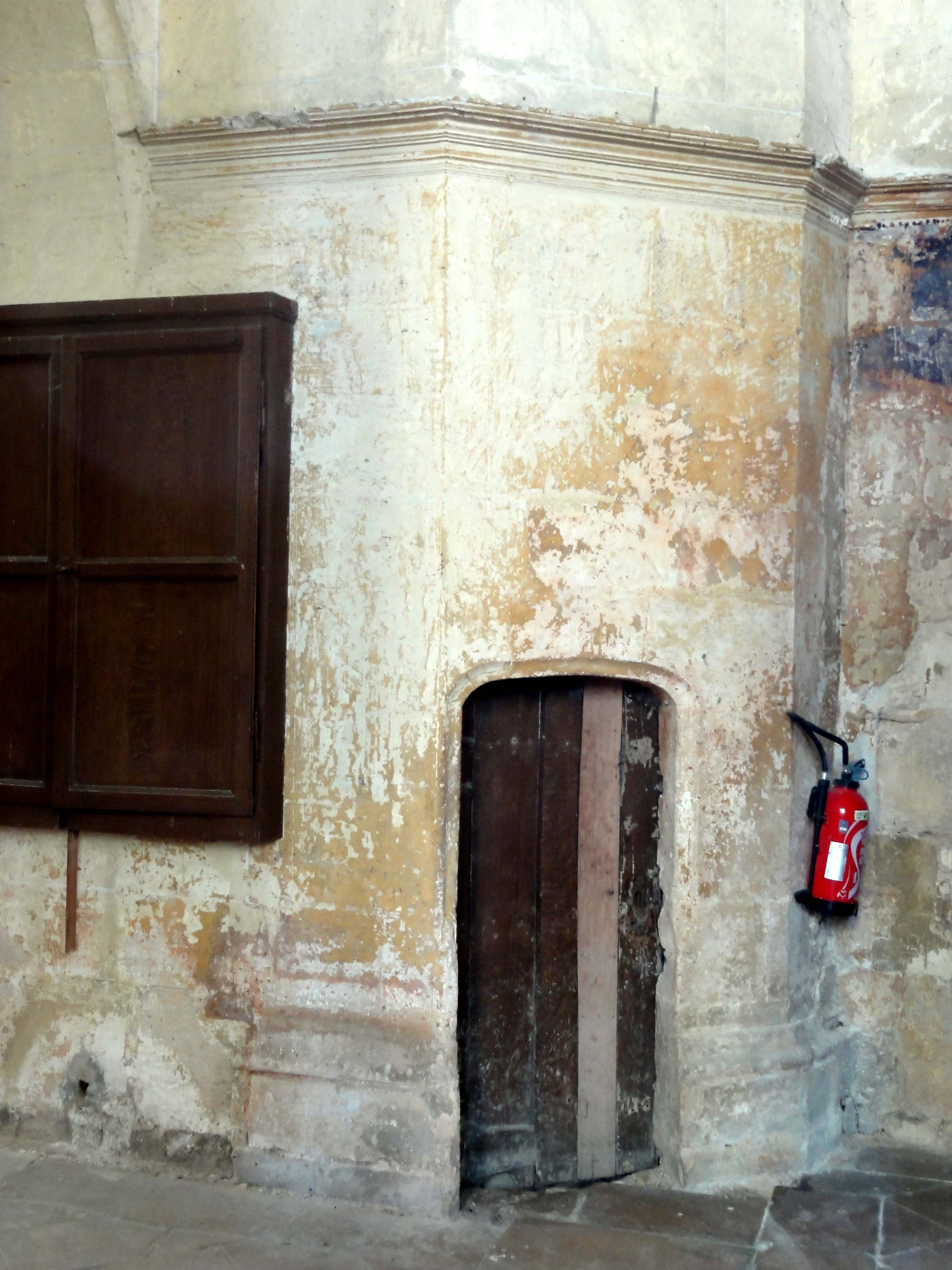
Cage d'escalier.

#### Bas-côtés

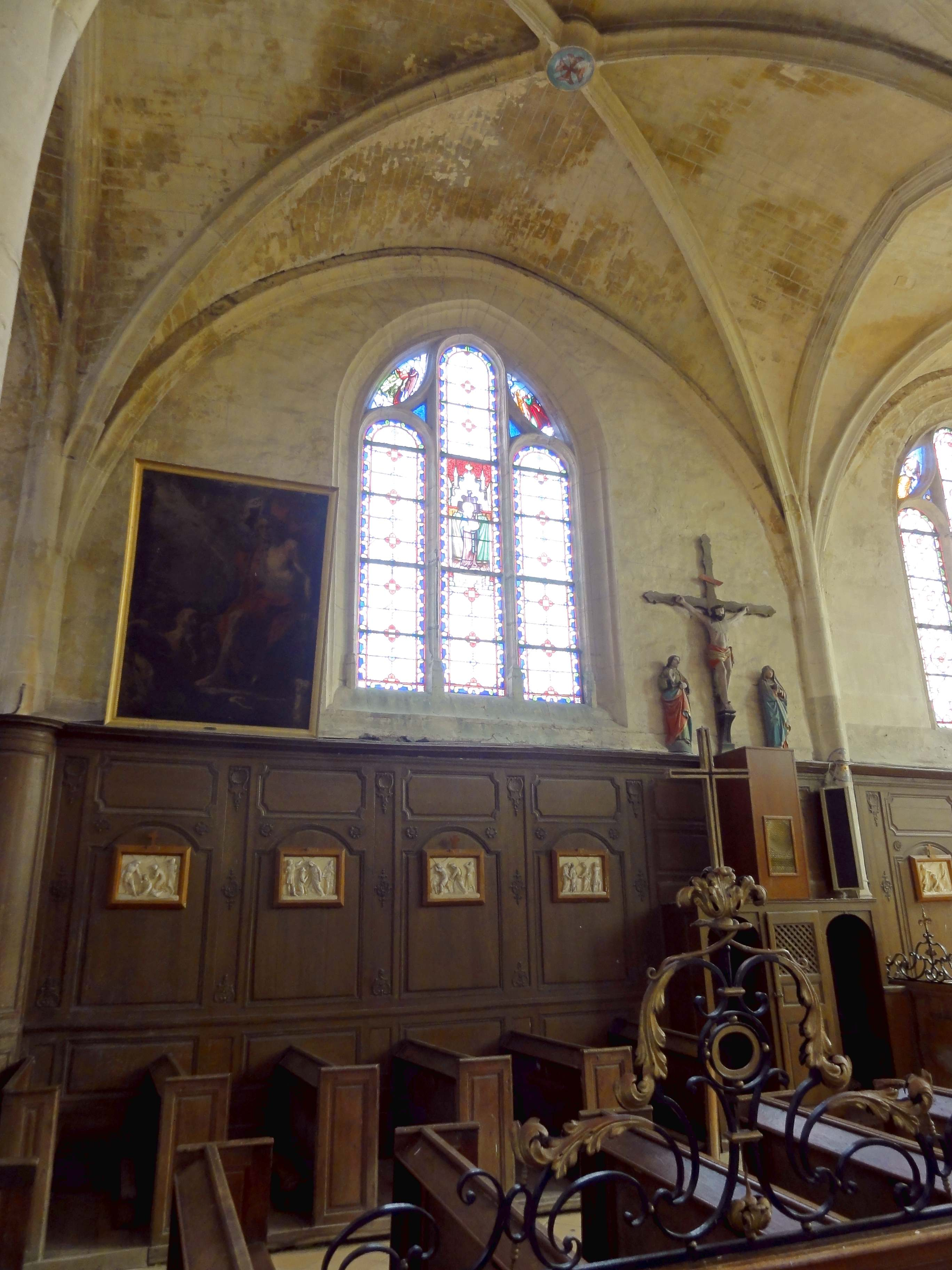
Bas-côté nord, 2e travée.

Les bas-côtés ont une largeur moitié moindre que la nef, mais atteignent les deux tiers de sa hauteur, ce qui leur confère un caractère élancé. Grâce aux larges fenêtres, ou aux deux fenêtres dans la première travée du nord, ils sont très lumineux. Les fenêtres prennent appui sur un larmier mouluré, comme dans l'abside. Les soubassements sont entièrement revêtues de boiseries de qualité. Ces boiseries passent autour des piliers engagés, qui sont à trois renflements, et appartiennent au même type que leurs homologues de l'abside. Les doubleaux et formerets sont en arc brisé surbaissé, et non en cintre surbaissé, ce qui est le cas dans la nef. Du reste, toutes les nervures adoptent un profil prismatique flamboyant. La voûte de la seconde travée du sud se distingue de toutes les autres, car quatre tiercerons dessinent un carré autour de la clé de voûte, comme à Chérence, Cléry-en-Vexin (nef), Genainville (3e travée des deux vaisseaux), Nucourt, Vétheuil (3e chapelle du nord), etc. C'est la même travée qui est décorée d'arcatures plaquées à l'extérieur. Il s'agit sans doute de l'ancienne chapelle seigneuriale. Aujourd'hui, c'est la chapelle de la Vierge. Comparée à certaines voûtes de Baron, Ève et à plus forte raison Pont-Sainte-Maxence, sa voûte reste néanmoins assez sobre. La clé de voûte centrale et les quatre clés secondaires sont pendantes, et décorées de feuillages. Un octogone entoure la clé centrale. Sous la voûte de l'autre travée du bas-côté sud, la clé ressemble à celles de la nef. Dans la première travée du nord, le bas-relief sur le médaillon qui orne le sommet de la voûte représente le Baptême du Christ, et indique la vocation de cette travée en tant que chapelle des fonts baptismaux. Les clés des deux travées suivantes ne sont pas sculptées, et peintes de deux croissants entrecroisés. D'autres particularités existent au début de chacun des deux bas-côtés, où les ogives sont reçues sur de petits culs-de-lampe. Au sud, contre le mur oriental du clocher, ils sont seulement moulurés et sculptés de feuillages simples. Au nord, au droit du mur occidental, l'un arbore un homme vert, et l'autre une chimère.

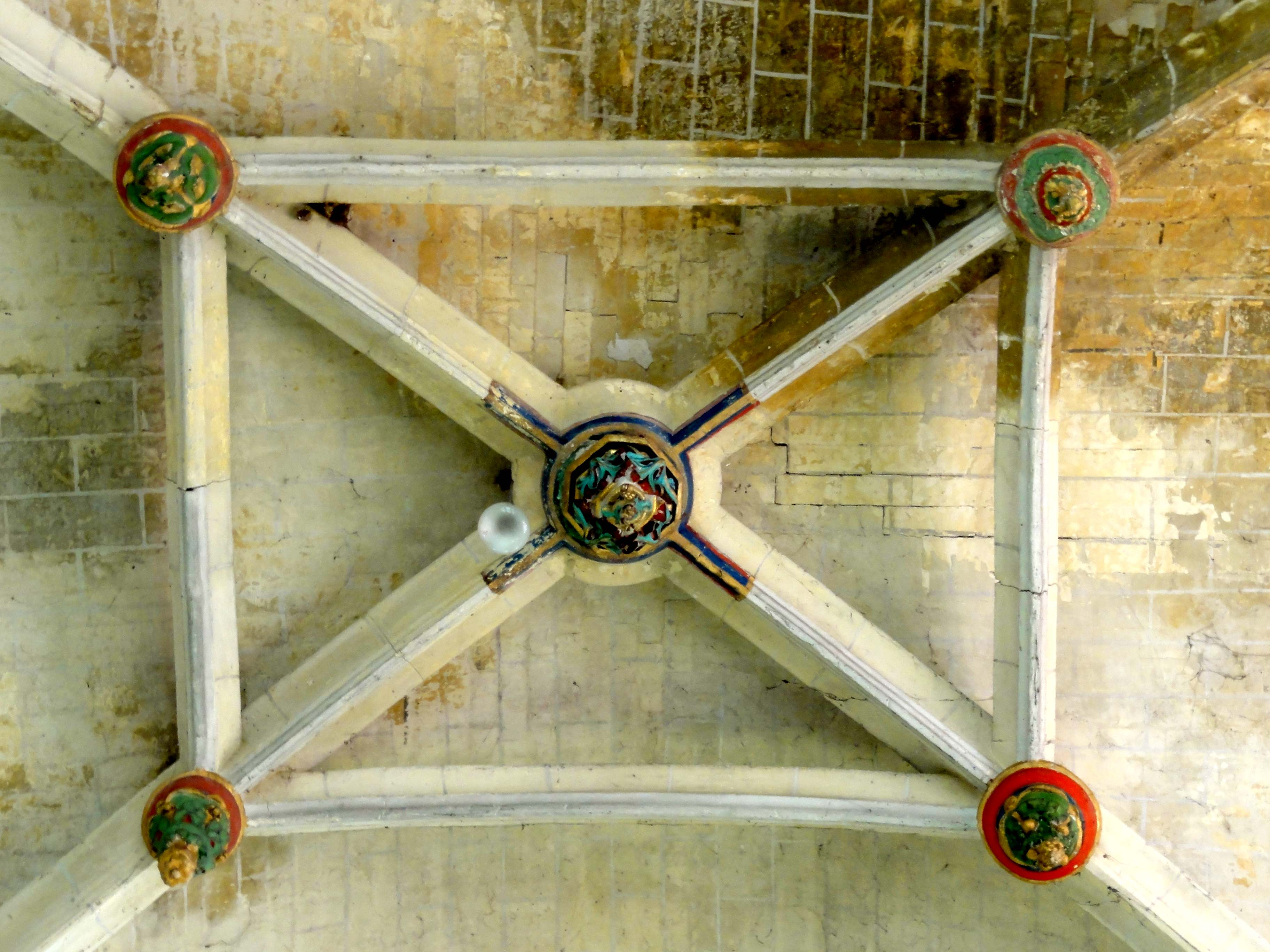
Bas-côté sud, voûte de la dernière travée.
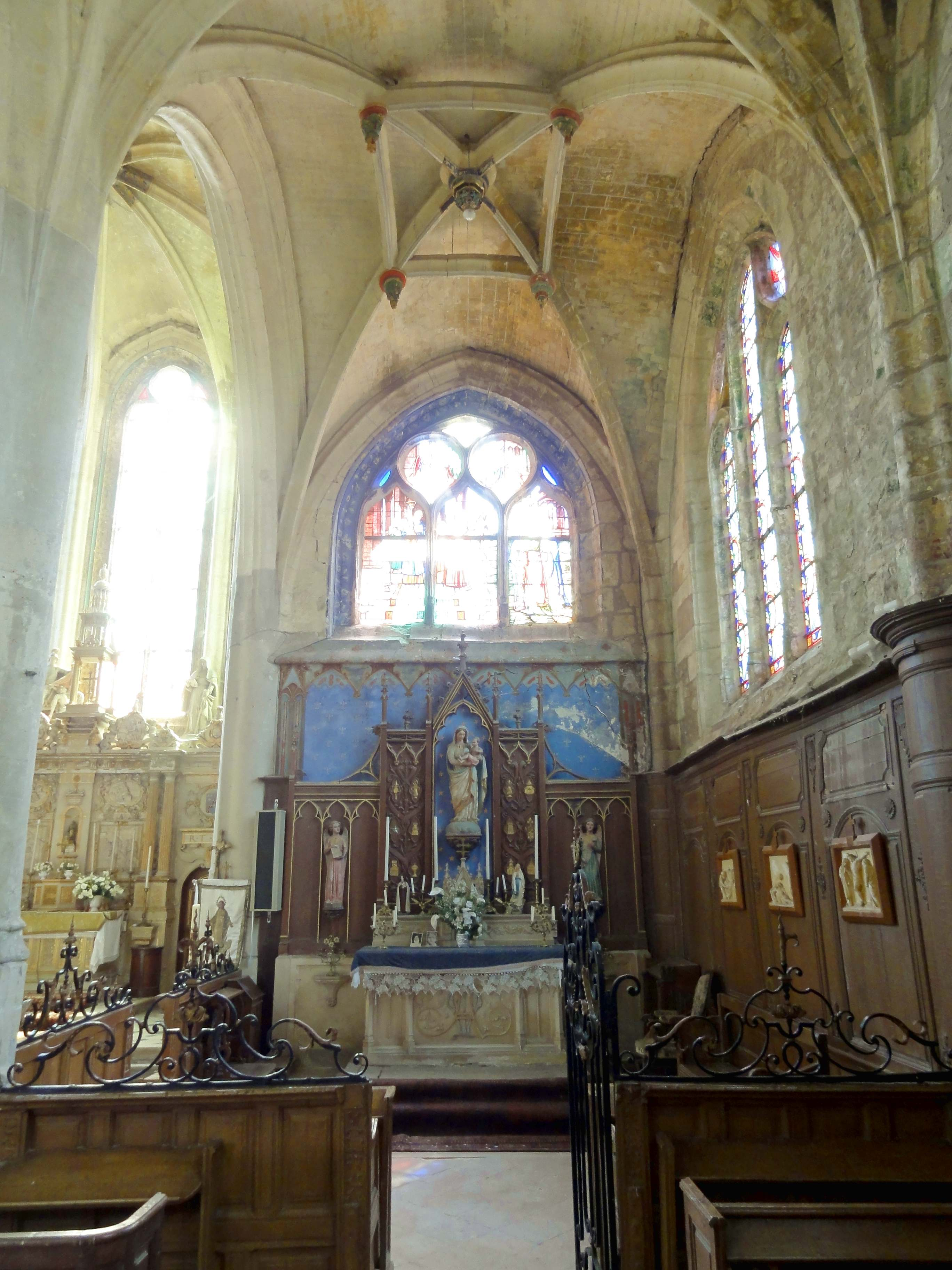
Bas-côté sud, chapelle de la Vierge.
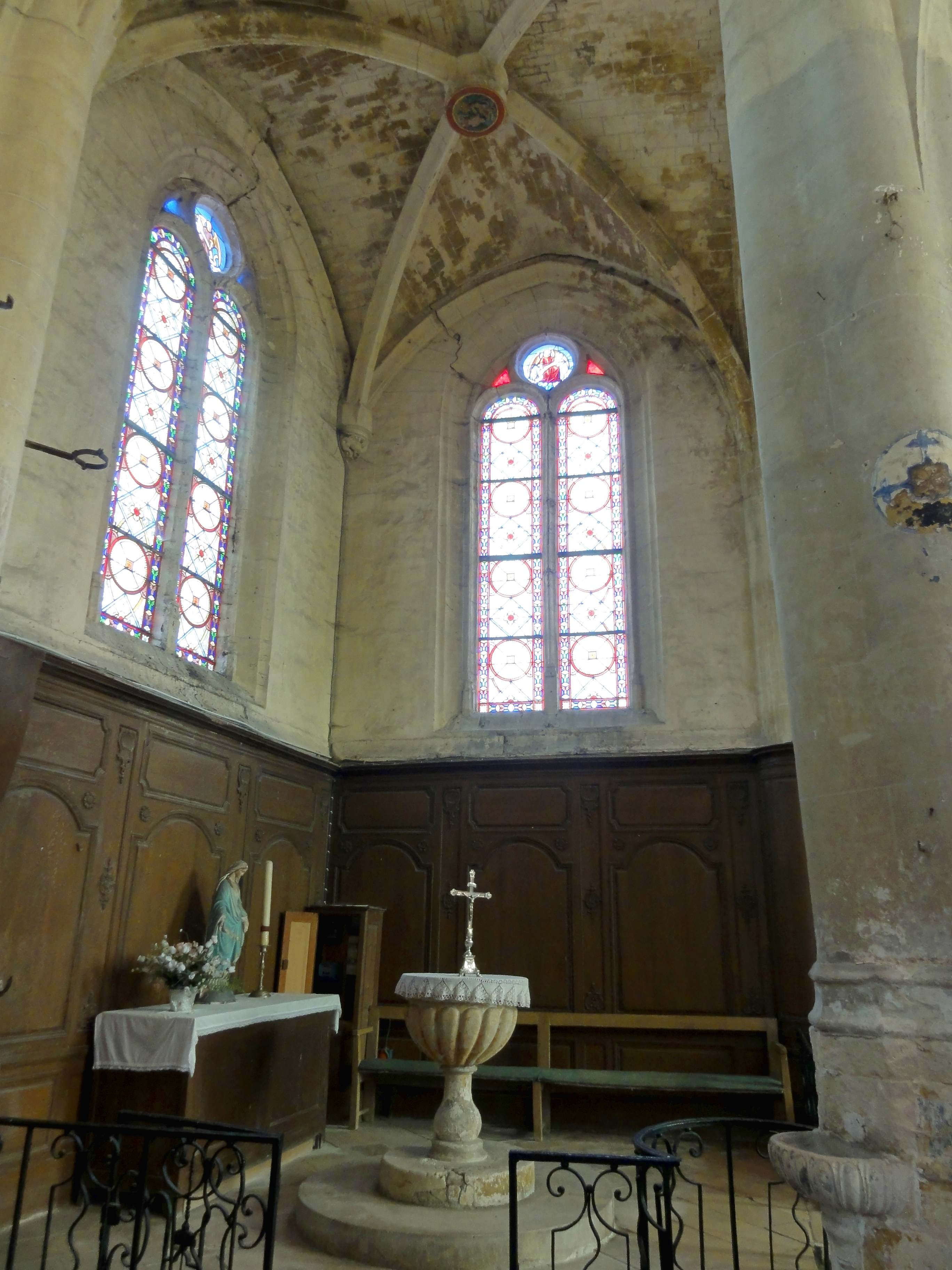
Bas-côté nord, chapelle baptismale.
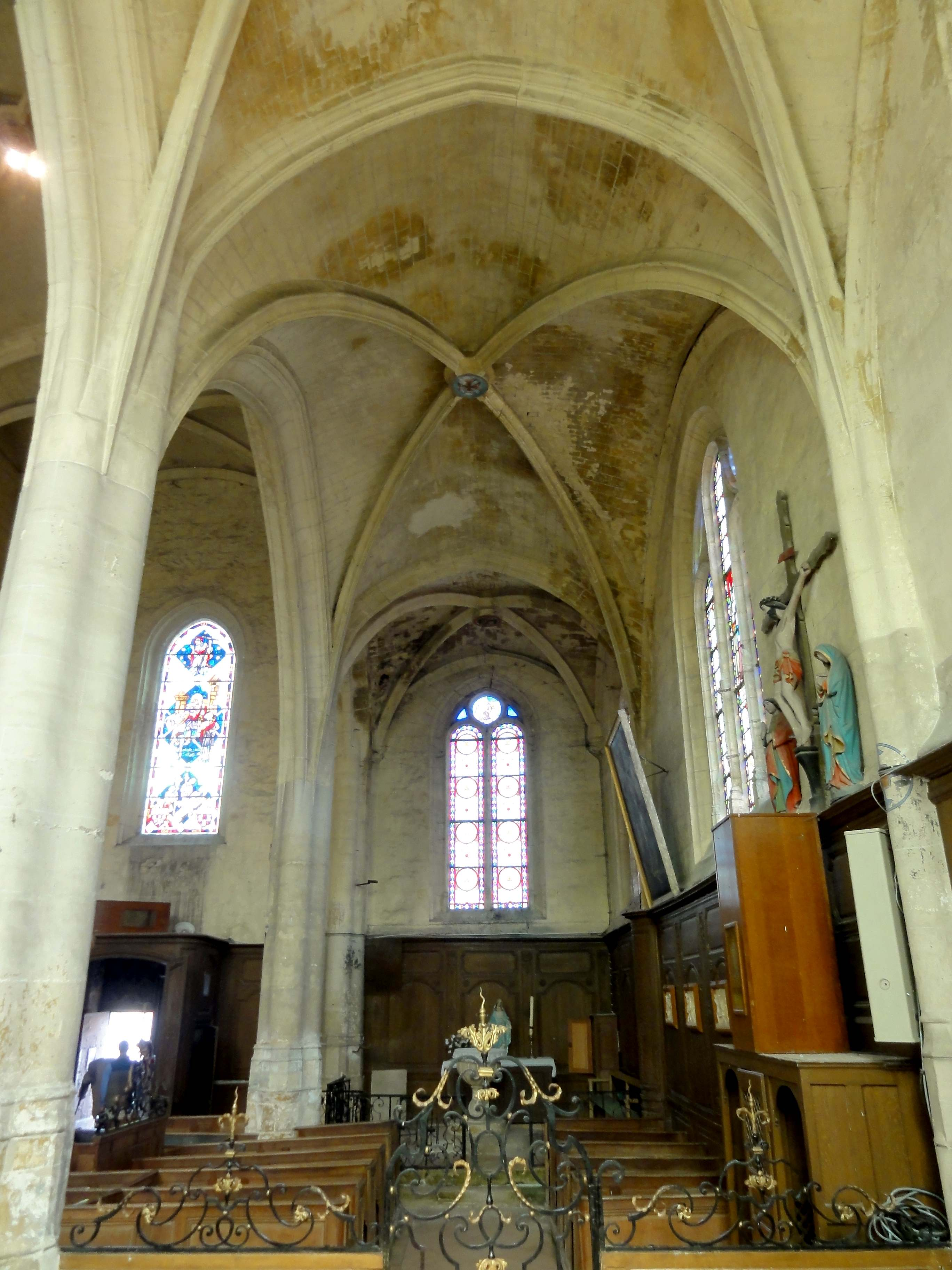
Bas-côté nord, vue vers l'ouest.
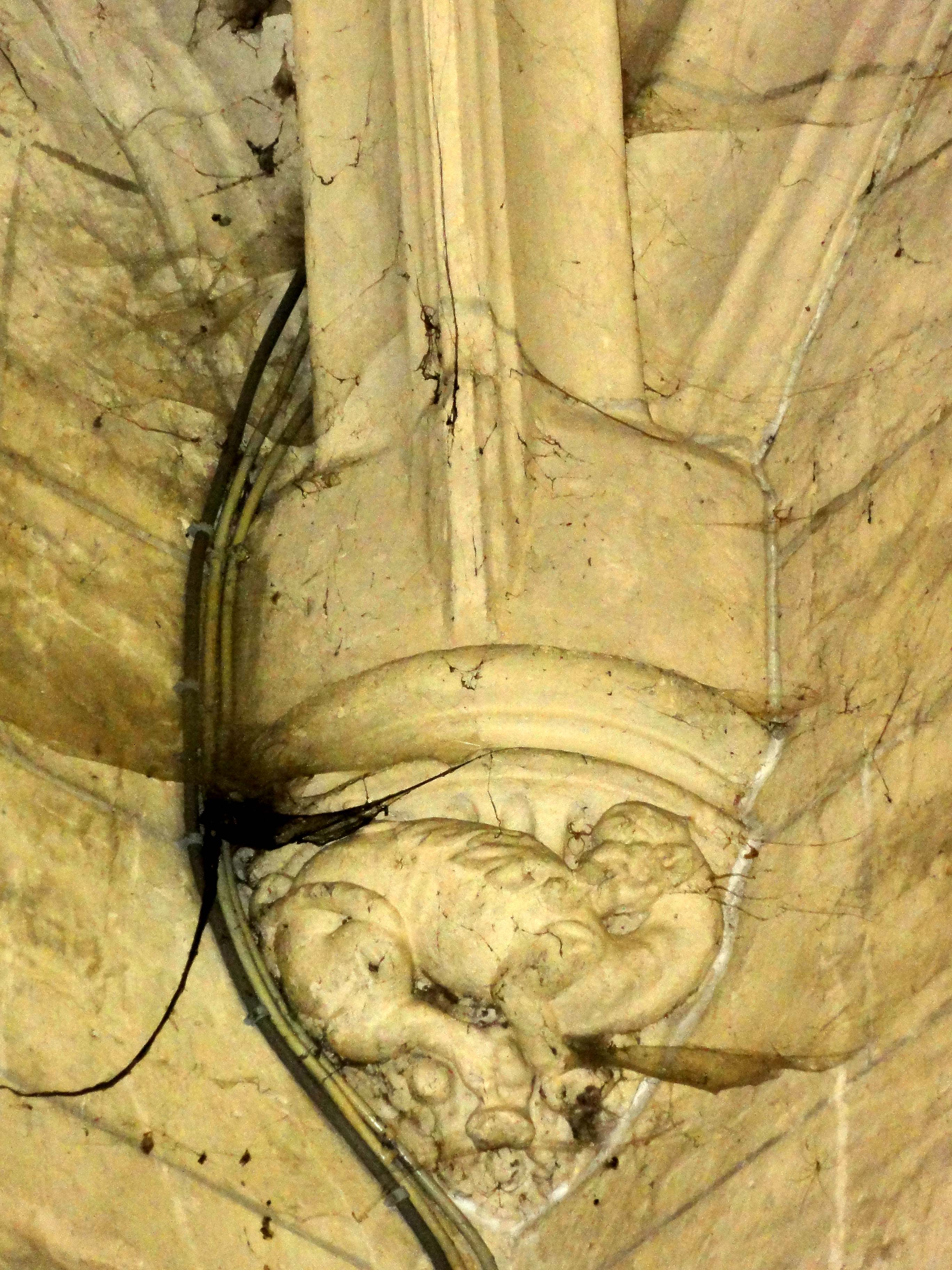
Bas-côté nord, cul-de-lampe dans l'angle.
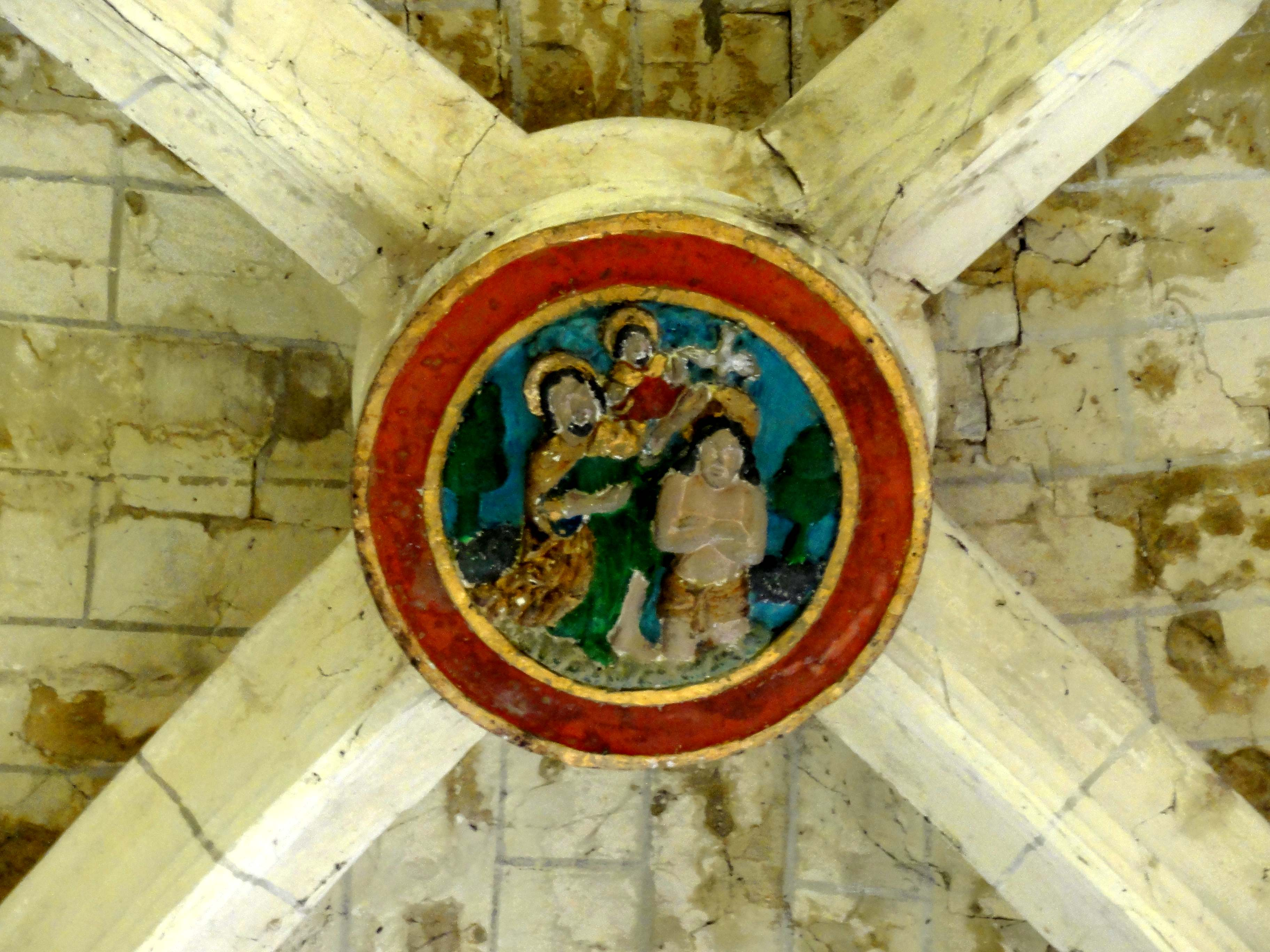
Bas-côté nord, clé de voûte de la 1re travée.

## Mobilier

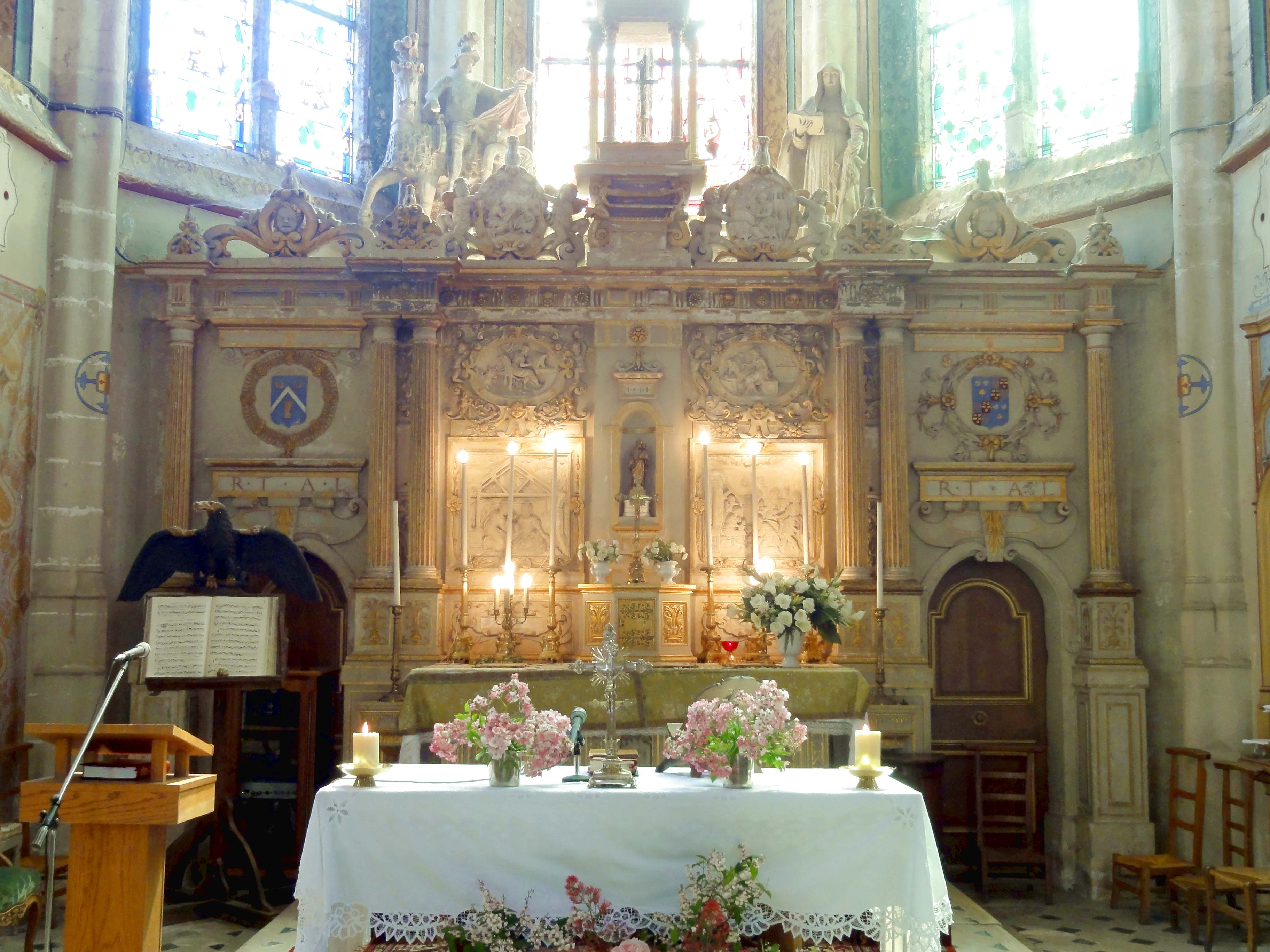
Vue d'ensemble.

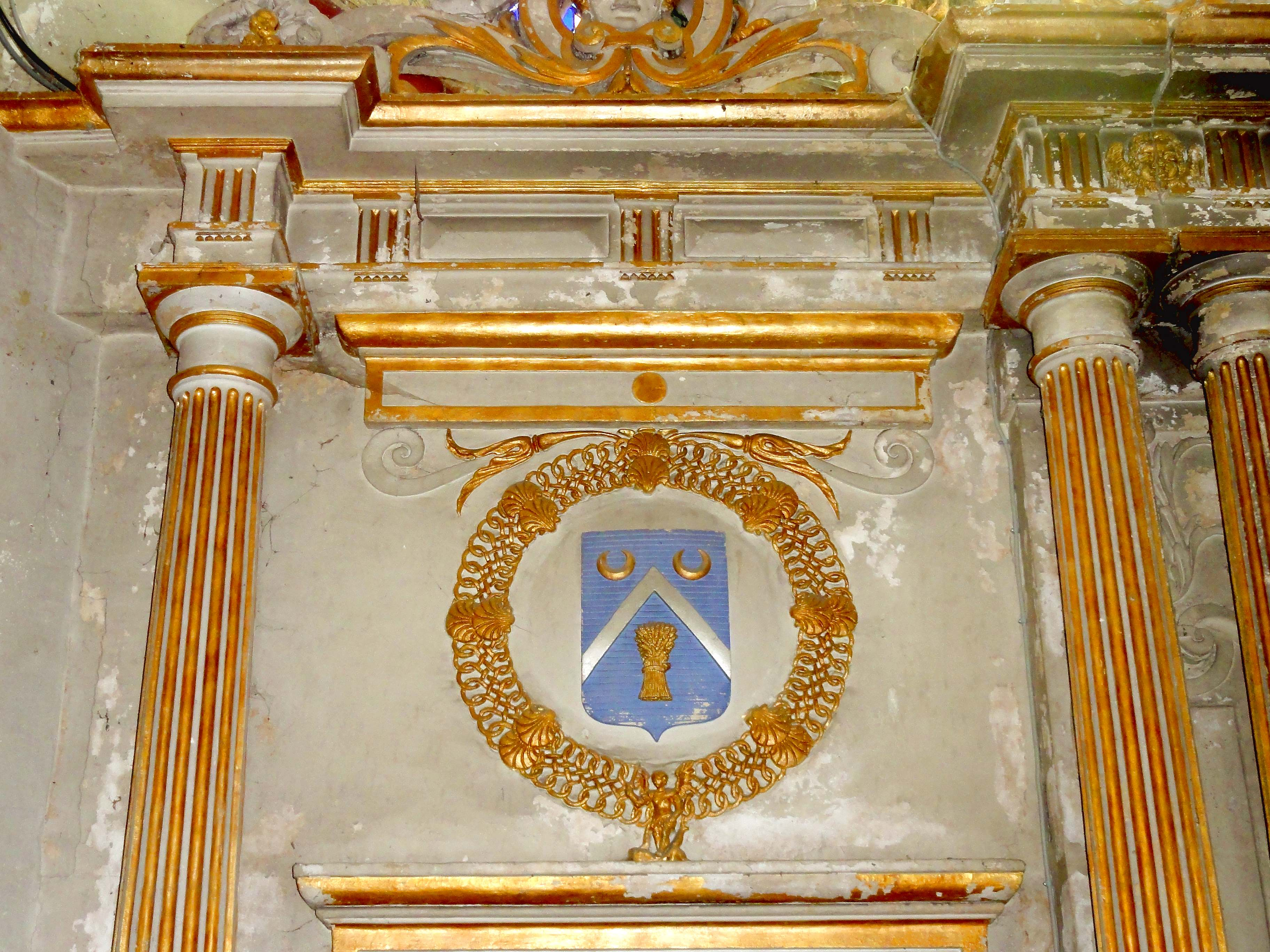
Blason des Junquières.

Parmi le mobilier de l'église, sept éléments sont classés monument historique au titre objet, dont quatre dalles funéraires.

### Retable
Le retable de pierre de 1561 est de style Renaissance, et richement sculpté, avec rehaussement de nombreux éléments par des dorures. Il ferme la partie oblique de l'abside, et délimite ainsi un réduit à usage de sacristie. Les deux portes vers ce réduit, à gauche et à droite, flanquent le retable proprement dit, et entrent dans sa composition. Chacune des portes est surmontée d'un cartouche et d'une section d'entablement portant l'inscription « RT·AL », qui figure également sur le fronton du portail latéral sud bouché, et demeure énigmatique. Au-dessus, l'on voit le blason de la famille de Junquières (d'azur au chevron d'argent et chargé de deux croissants d'or et d'une botte d'épi de même posés deux sur un) au milieu d'un collier de l'ordre de Saint-Michel, à gauche, et les armoiries de la famille Lhoste de Beaulieu (écartelé ; en 1 et 4 : d'azur chargé de deux roses d'argent en chef et d'un trèfle d'or ; en 2 et 3 : écartelé, en a et d : d'azur chargé de trois épis d'or ; en b et c : de gueules à la fasce d'or chargée d'un carreau de sable et accompagné de trois roses d'or) au milieu d'une guirlande, à droite. De part et d'autre des portes et du retable, des colonnettes cannelées sont placées sur des stylobates ornés d'un décor végétal incluant des têtes humaines. Ces colonnettes, qui forment des paires à gauche et à droite du retable, supportent un entablement décoré de triglyphes à gouttes très espacés. Au-dessus du retable, ils alternent avec des rosaces ou patères à ombilic. Le tabernacle se superpose au retable en son milieu, et apporte un élément de scansion vertical à l'instar des colonnettes. Ce corps central est très sobre. Il comporte notamment une niche à statue, un chapiteau de pilastre portant la date de 1561 et une section d'entablement.
Le tabernacle lui-même ne dépasse pas la hauteur des stylobates, et est très petit. Le décor de ses pans obliques latéraux est assimilé largement à celui des stylobates. Plus intéressants sont les bas-reliefs du retable. Ses deux segments, séparés par le corps central, comportent chacun un panneau carré, représentant la Nativité du Christ et l'Adoration des Mages, et au-dessus, un cartouche ovale porté par deux génies et entouré de rinceaux. Celui de gauche montre saint Luc en train d'écrire son Évangile devant un pupitre, avec le bœuf lui servant d'attribut derrière lui, et celui de droite saint Matthieu installé pareillement pour rédiger son Évangile, cette fois-ci l'homme ailé lui servant d'attribut est installé sur son pupitre. Les deux autres Évangélistes figurent sur des médaillons placés au-dessus de l'entablement, portés par des chérubins. Ici saint Jean et saint Marc ont installé leurs pupitres dans un décor paysager, l'un à l'ombre d'un arbre et l'autre devant la silhouette d'une ville, et sont accompagnés respectivement de l'aigle et du lion. Entre les deux médaillons, une sorte de chapiteau corinthien est surmonté d'un dais en bois du XIXe siècle. Au-dessus des portes, des têtes d'anges joufflues se profilent au-dessus de deux palmes nouées ensemble. L'ensemble du retable a été repeint au XIXe siècle, et les dorures refaites. L'œuvre a été classée en 1907.

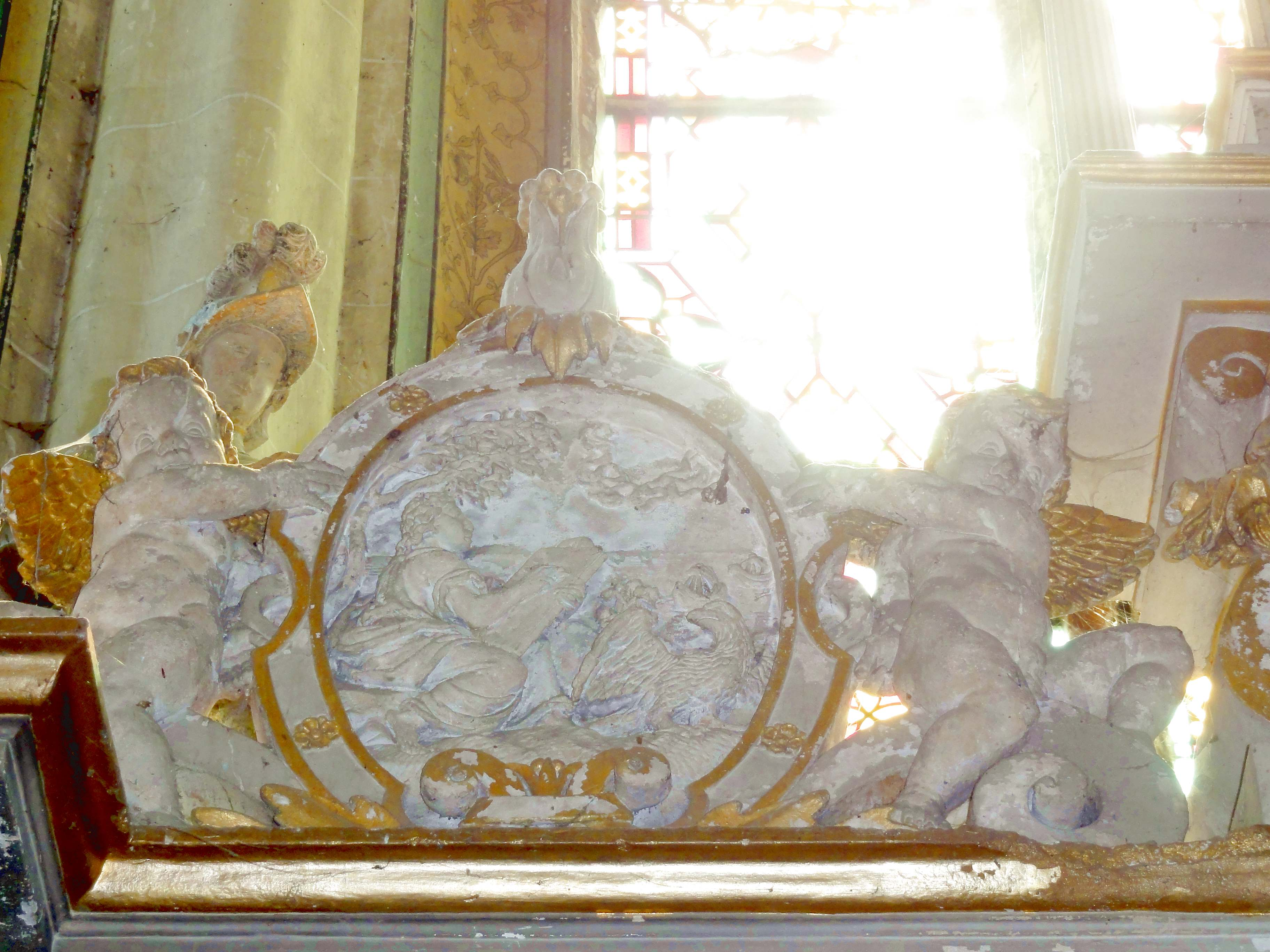
Saint Jean.
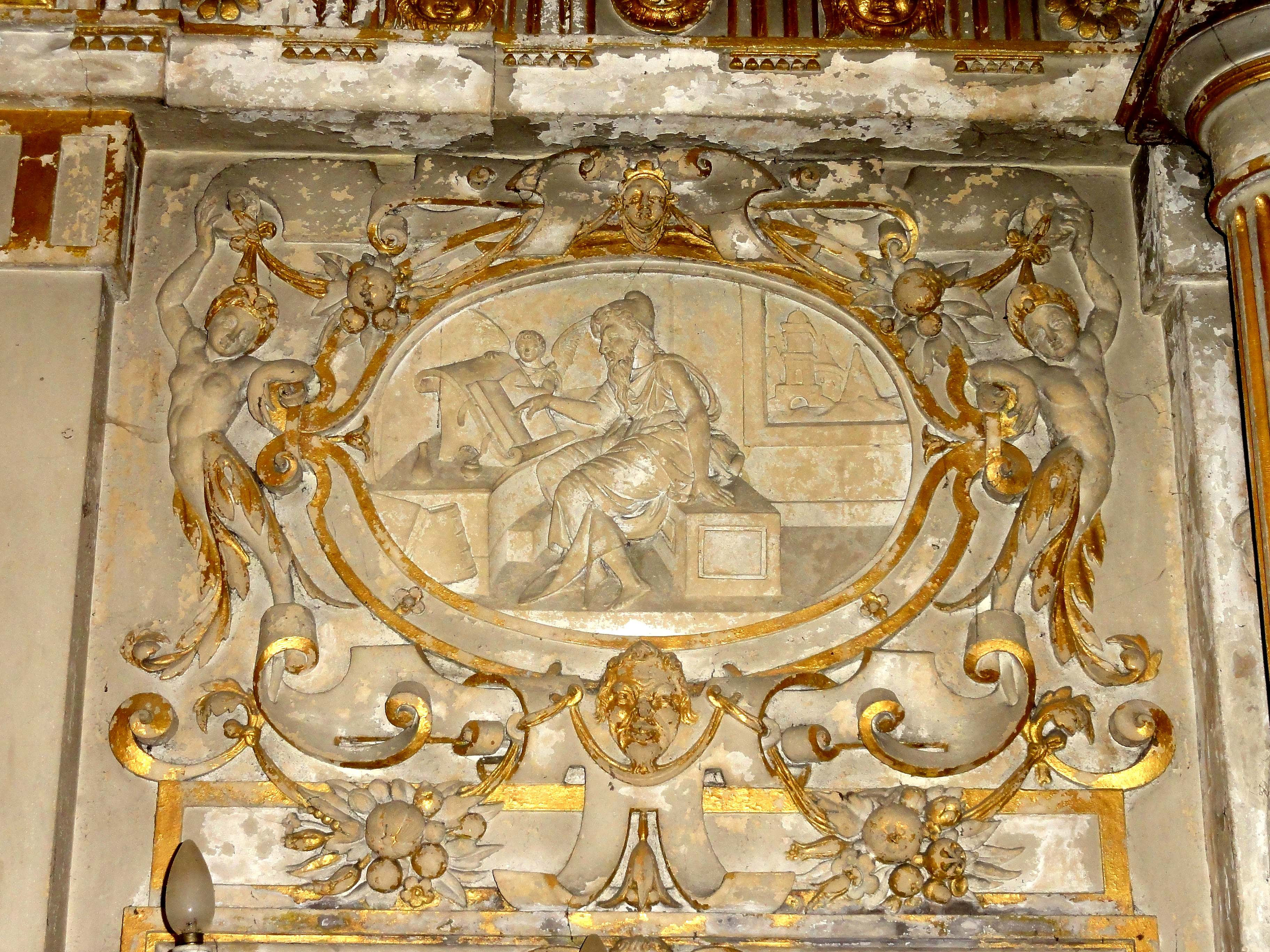
Saint Matthieu.
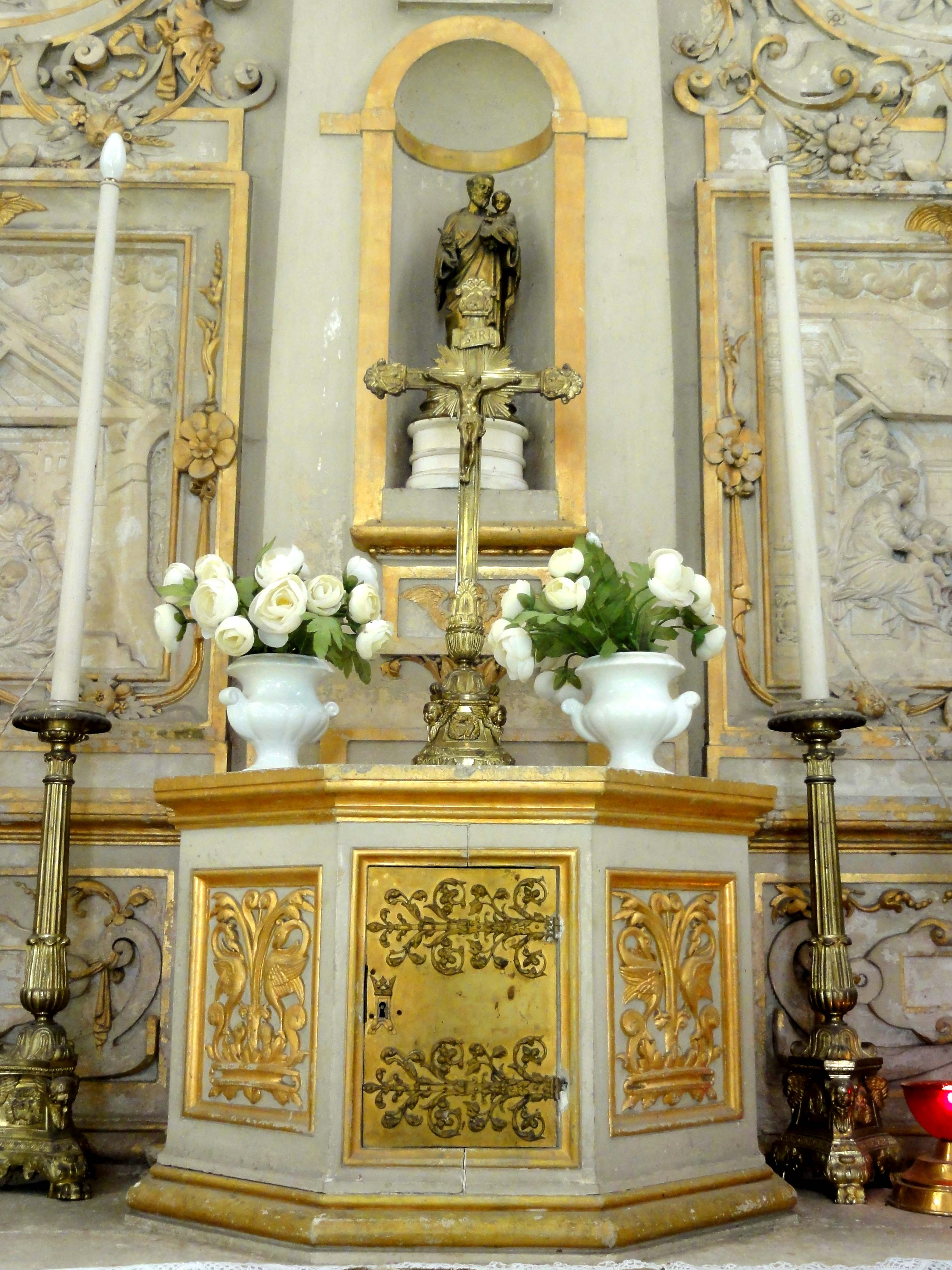
Tabernacle.
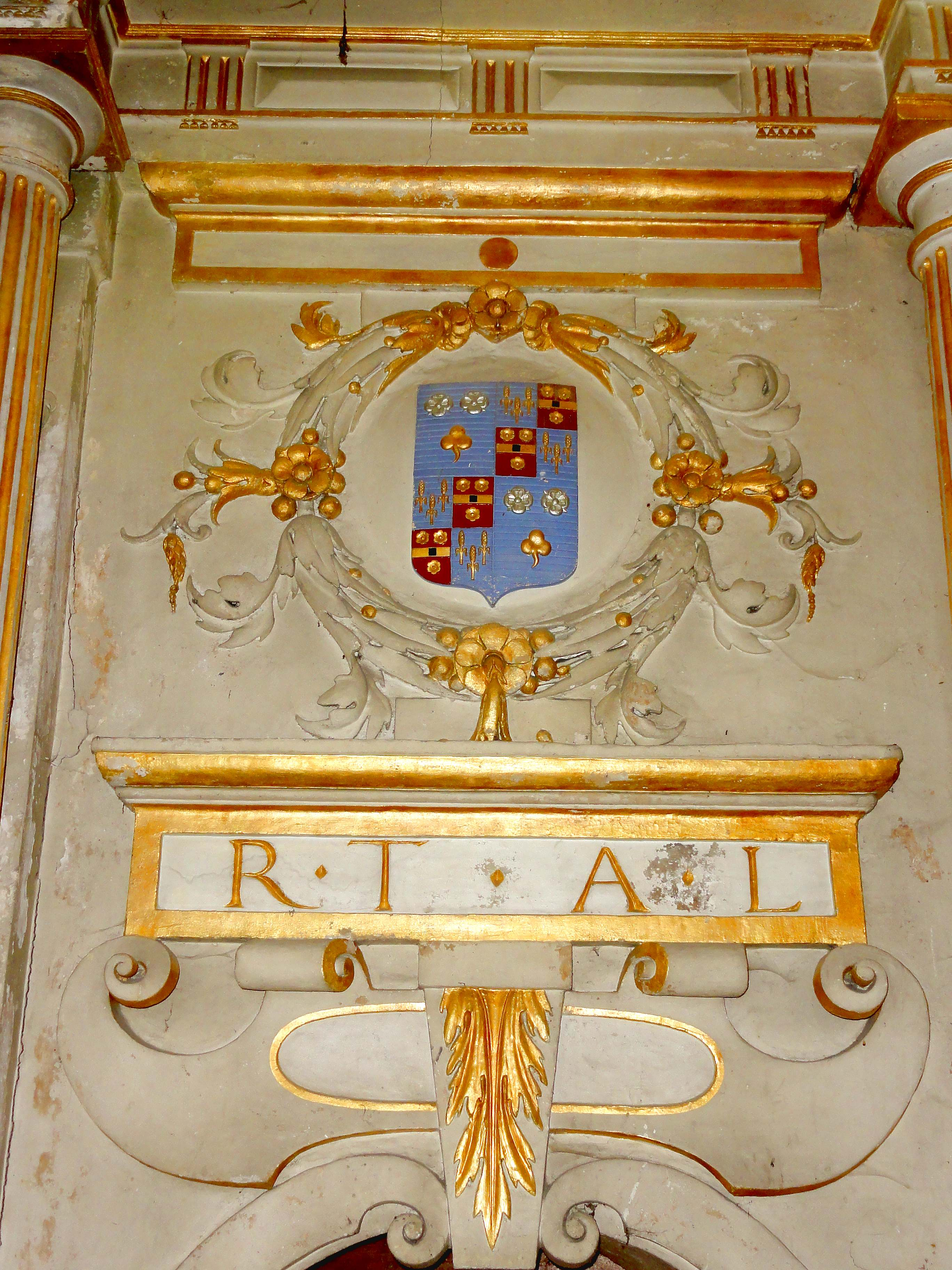
Armoiries des Lhoste de Beaulieu
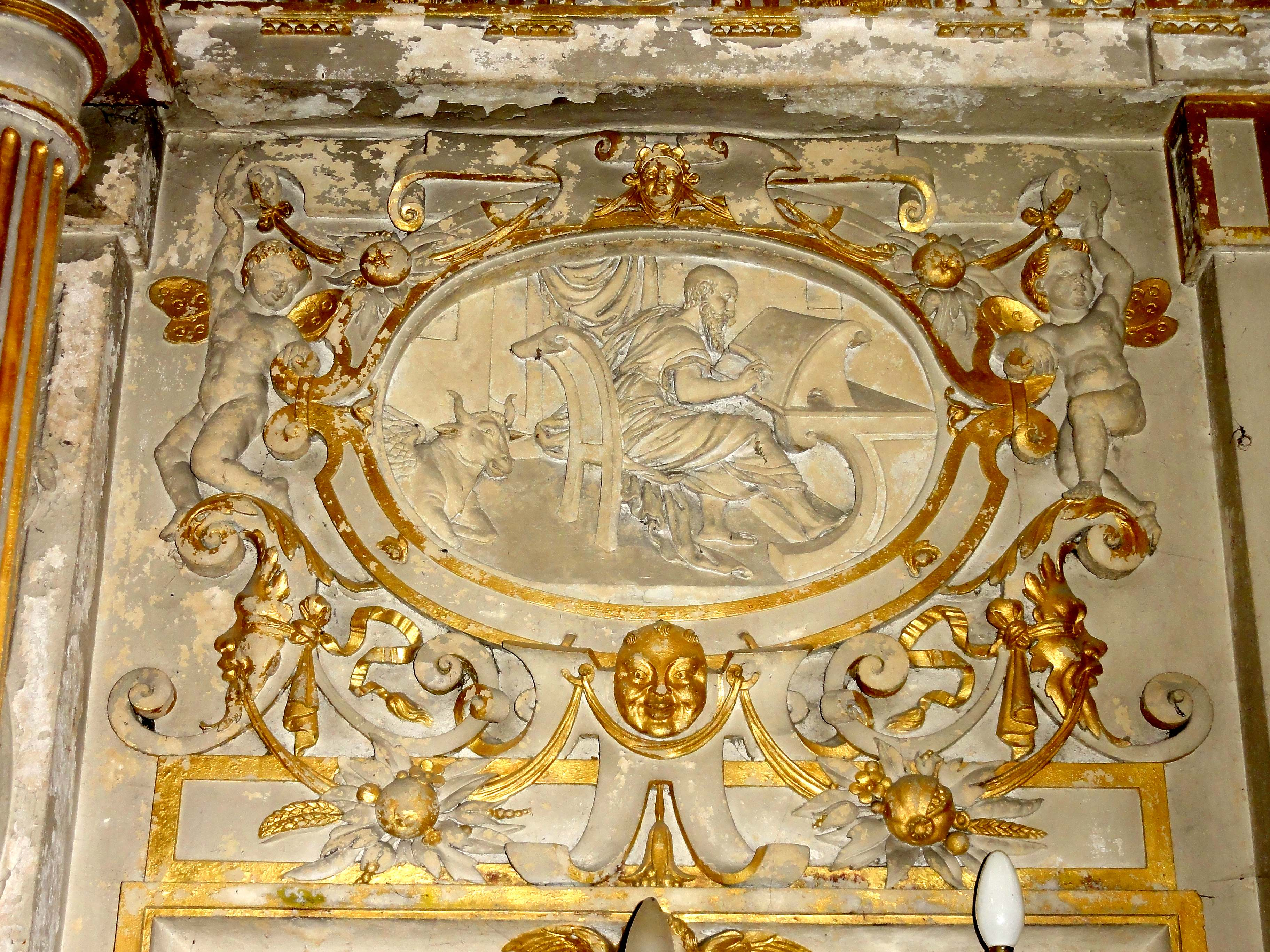
Saint Luc.
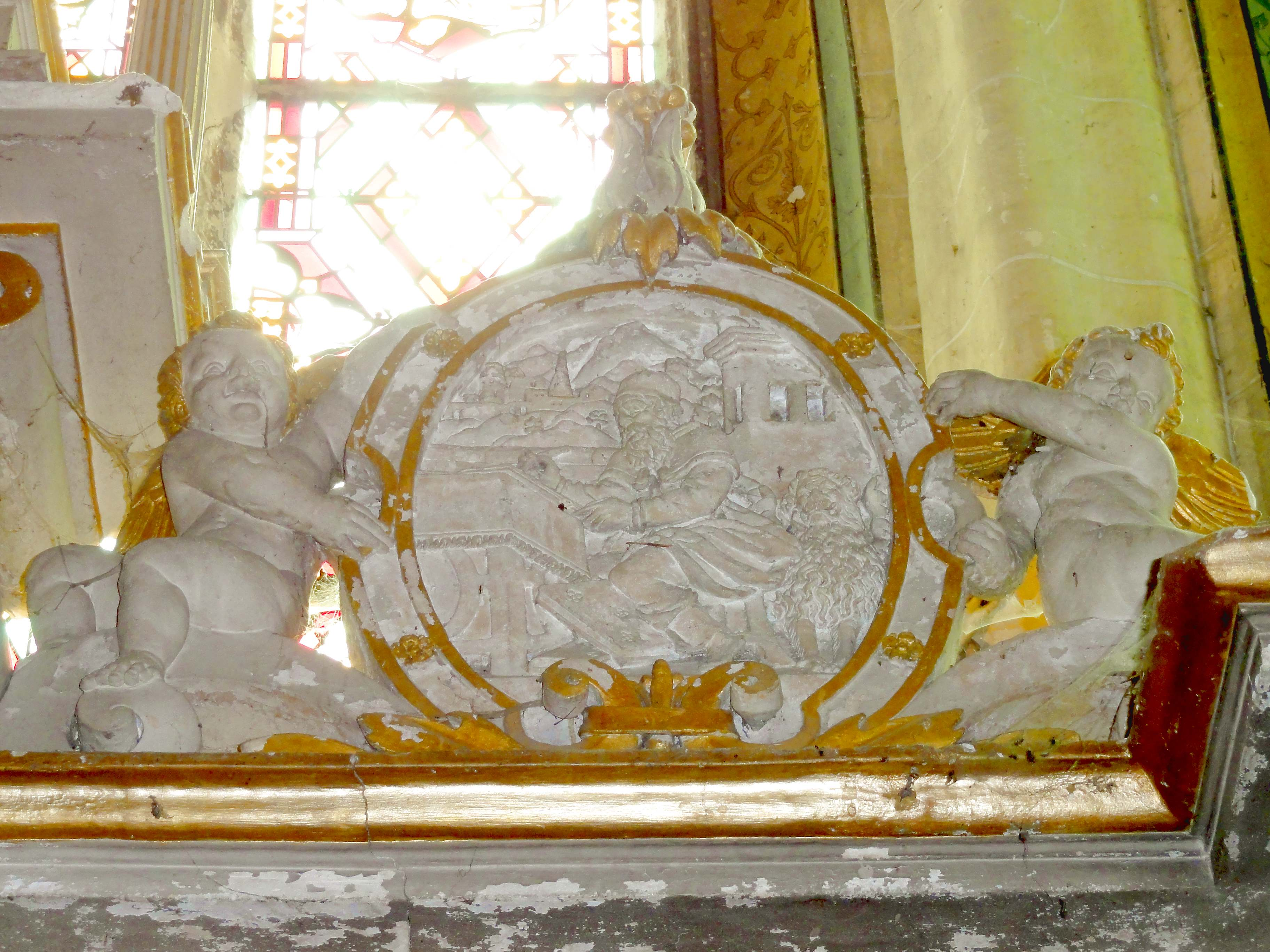
Saint Marc.

### Mobilier liturgique et statues

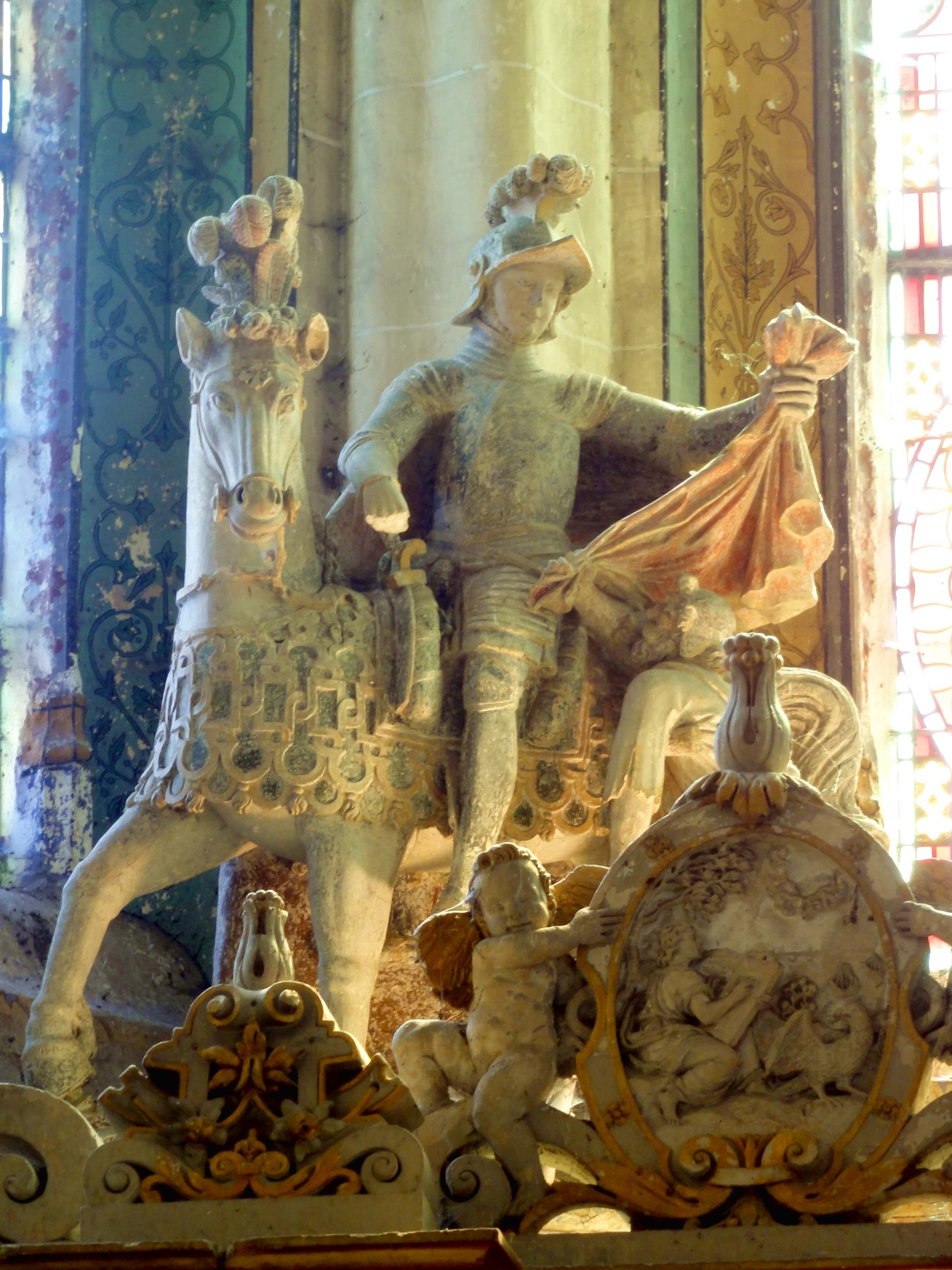
Charité de Saint-Martin.

Deux stalles sont placées à l'entrée de la troisième travée de la nef, qui constitue la première travée du chœur liturgique, l'autre étant l'abside. Ces stalles dateraient du troisième quart du XVIe siècle, soit de la même époque que le retable et le portail latéral sud. Elles ont des parcloses et miséricordes sculptées (l'une des deux manque), et des purpitres avec un panneau central également sculpté. Dex bancs disposés en équerre font suite aux stalles. Ils ont également des purpitres, qui sont en revanche de simples panneaux à fenestrages. D'autres panneaux, sculptés en bas-relief, ferment la partie postérieure des grandes arcades de la troisième travée, tout en laissant libre des passages vers les bas-côtés. De chaque côté, cinq panneaux, tous identiques et sculptés de cuirs découpés, sont cantonnés de six pilastres arborant des chutes de fleurs. Ces panneaux, ainsi que les dossiers des bancs et stalles, sont surmontées d'une grille en fer forgé d'une soixantainte de centimètres de hauteur, qui a vraisemblablement été ajoutée au XVIIIe siècle. Depuis la nef et les bas-côtés, il y a également des portières en fer forgé. Les stalles, les panneaux sculptés et les grilles et portières sont classés au titre objet depuis 1907.
Comme dans la plupart des églises à saint Martin, l'église possède un groupe sculpté représentant la Charité de Saint-Martin. En l'occurrence, il est en pierre calcaire polychrome, mesure 160 cm de hauteur et date de la seconde moitié du XVIe siècle. Le saint, représenté comme jeune homme portant une armure, monte un cheval de parade, dont l'on remarque le couvre-chef de plumes, ainsi que l'armure ornée de grecques. Le mendiant se tient debout aux côtés de la monture, à droite, appuyé sur une béquille. Son bienfaiteur lui a déjà découpé la moitié de son ample manteau rouge, et la tient en hauteur par sa main gauche, alors que le pauvre s'en saisit déjà. La main droite de saint Martin, et par conséquent l'épée, manquent. L'œuvre se rapproche de ses homologues Cinqueux et Fresnoy-le-Luat, exposées aujourd'hui au musée de l'Archerie et du Valois de Crépy-en-Valois. Le classement remonte à 1925. La polychromie d'origine a été découverte en 1961. Posé sur le plafond du réduit derrière le retable, devant la baie du pan nord-est de l'abside, le groupe sculpté est invisible si l'on s'approche trop du retable, et ne peut donc être aperçu qu'avec beaucoup de recul. En face au sud, la statue d'une sainte non identifiée occupe l'emplacement analogue. Sa figure évoque celle de saint Martin, et l'œuvre devrait lui être contemporain, mais n'est pas classée. La femme lit dans un livre qu'elle tient dans sa main droite, alors qu'elle s'appuie sur une canne, dans la partie supérieure est enveloppée dans une frange de sa pèlerine, par sa main gauche. Comme autres œuvres de sculpture, l'on peut citer saint Antoine de Padoue, au début du bas-côté sud, et le groupe de calvaire dans la seconde travée du bas-côté nord. Ce sont le Christ en croix accompagné d'une Vierge de douleur et de saint Jean, de facture naïve, provenant sans doute d'une poutre de gloire. En outre, l'aigle-lutrin en bois taillé et les deux bannières de procession représentant l'Immaculée Conception méritent l'attention.

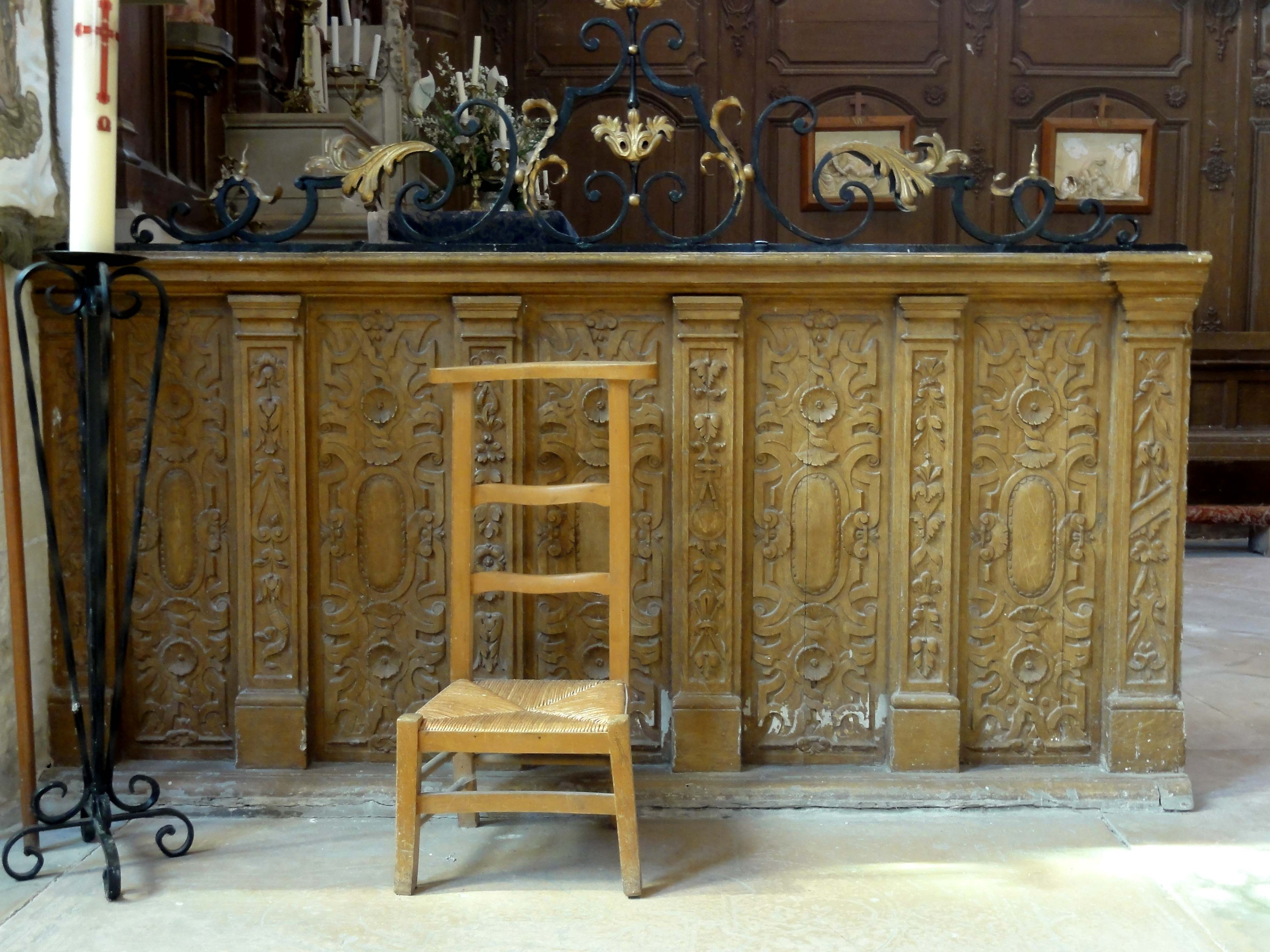
Clôture du chœur.
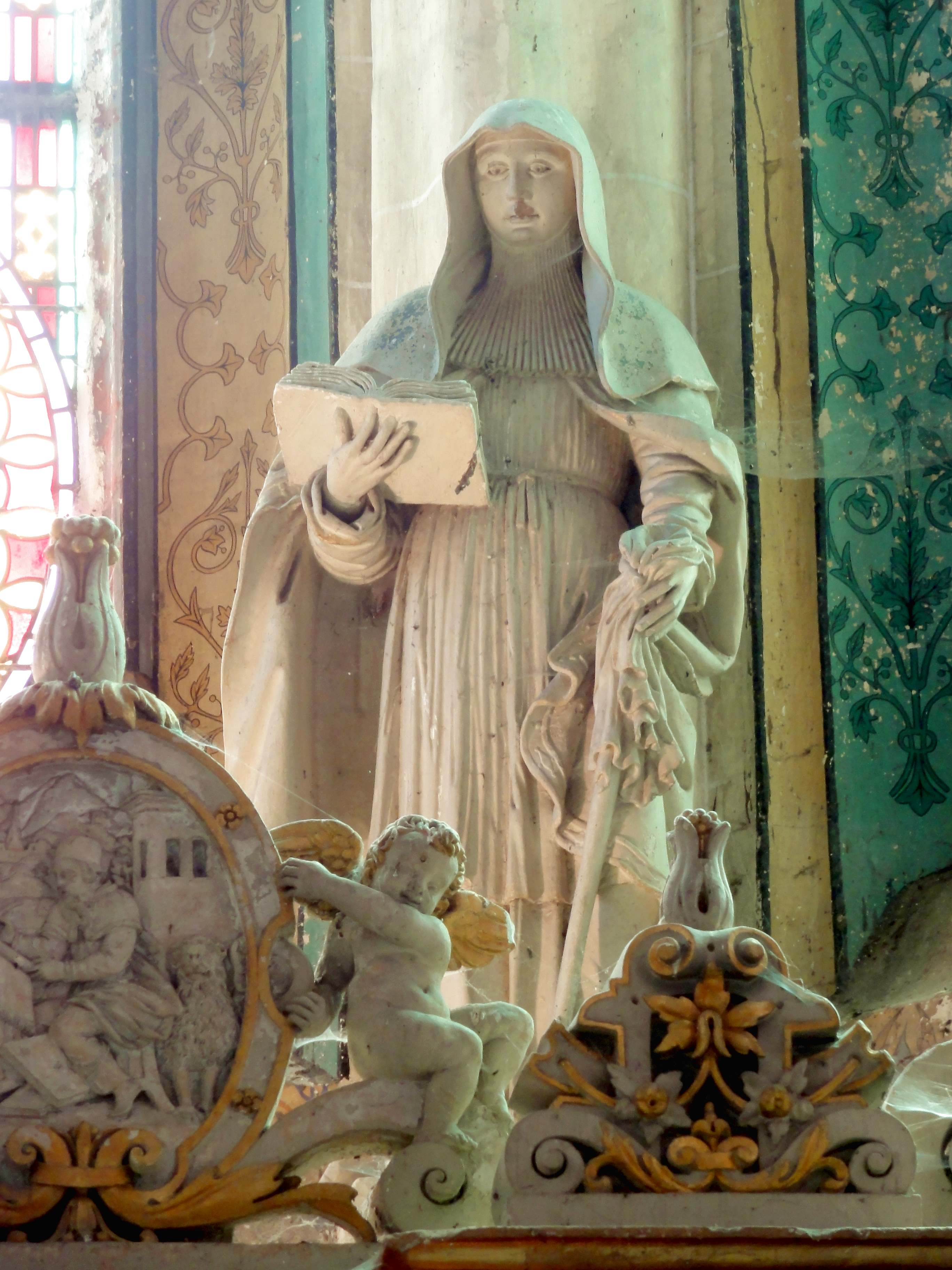
Statue d'une sainte.
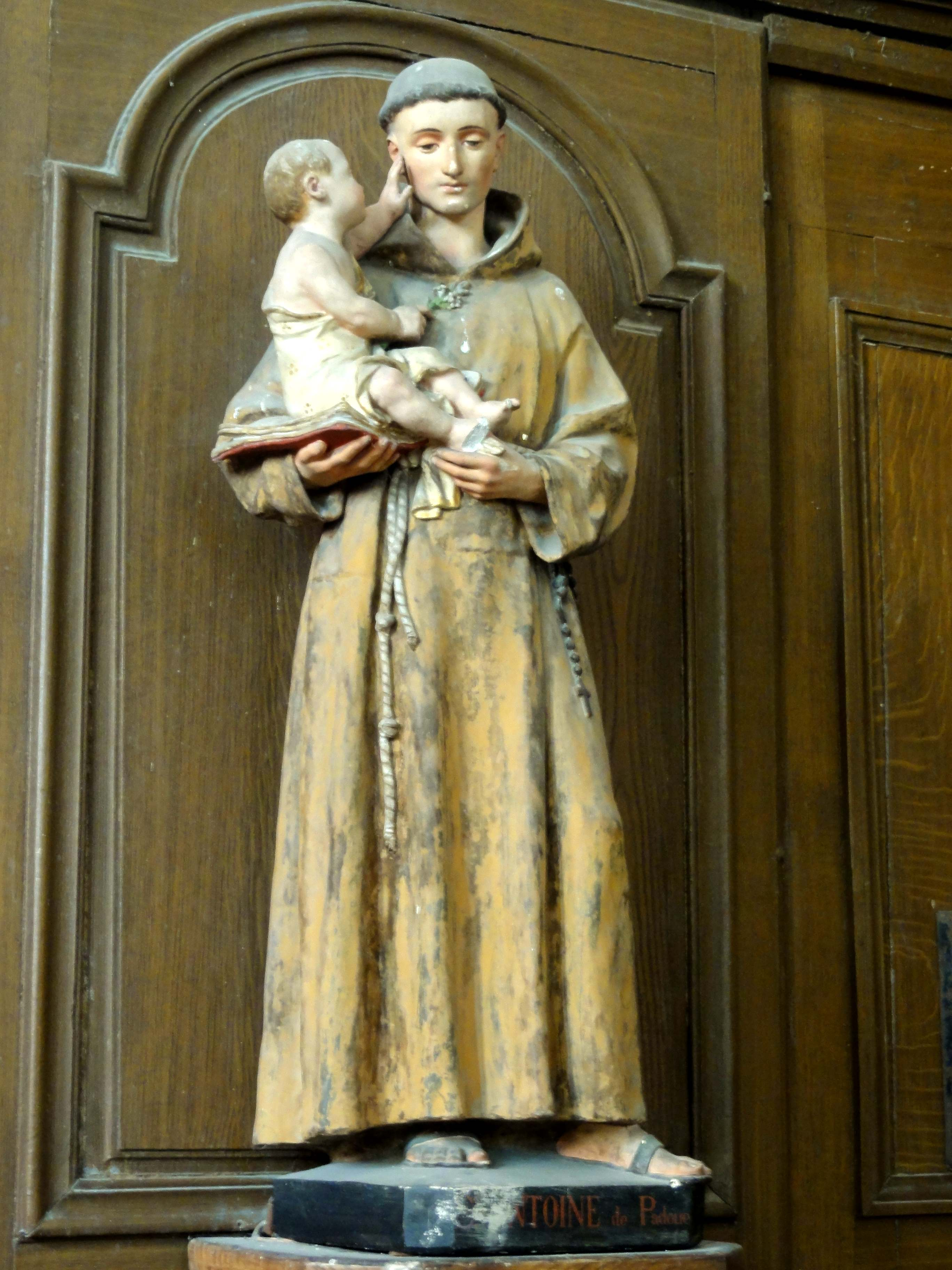
Saint Antoine de Padoue.
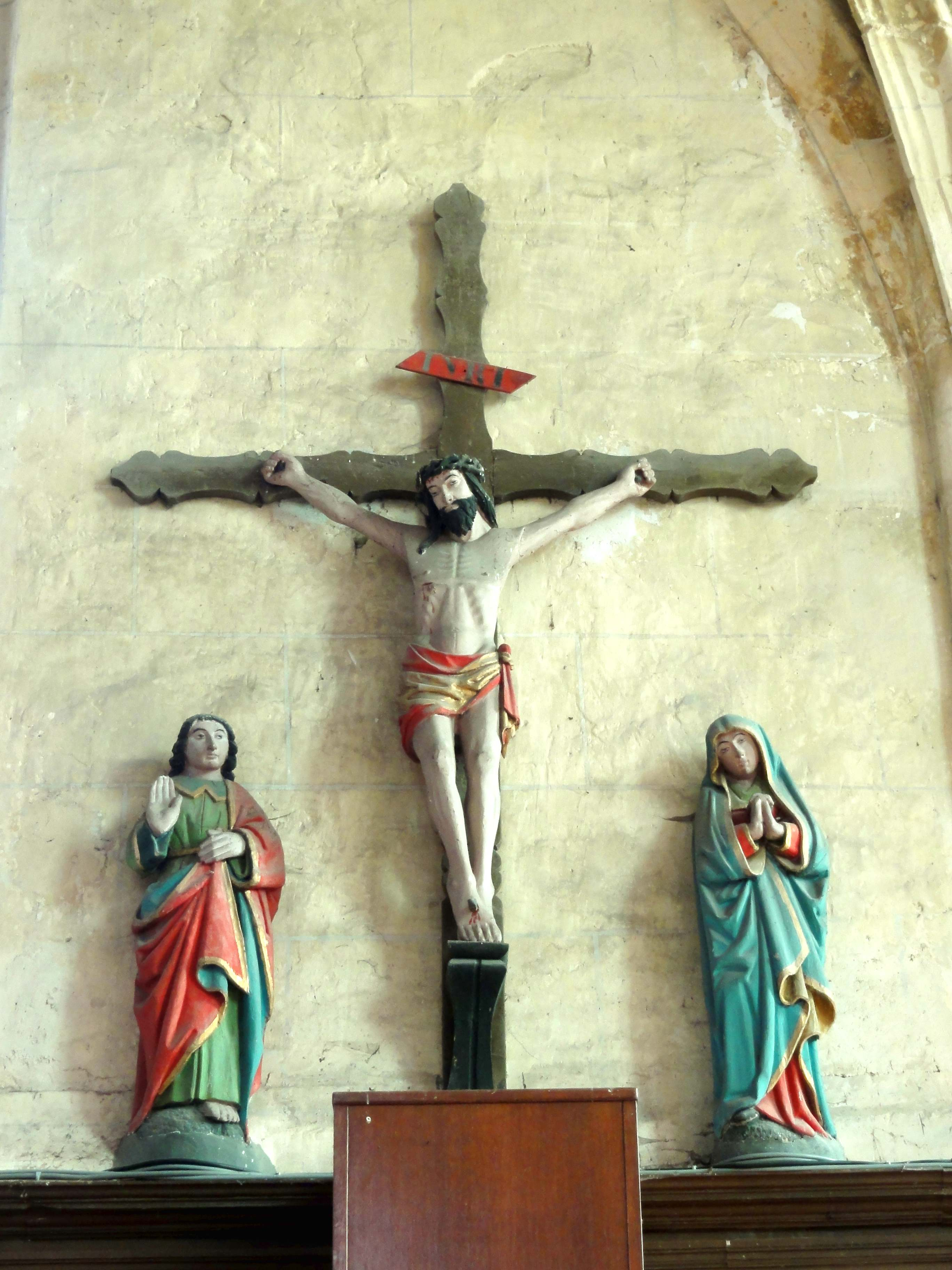
Groupe de calvaire.
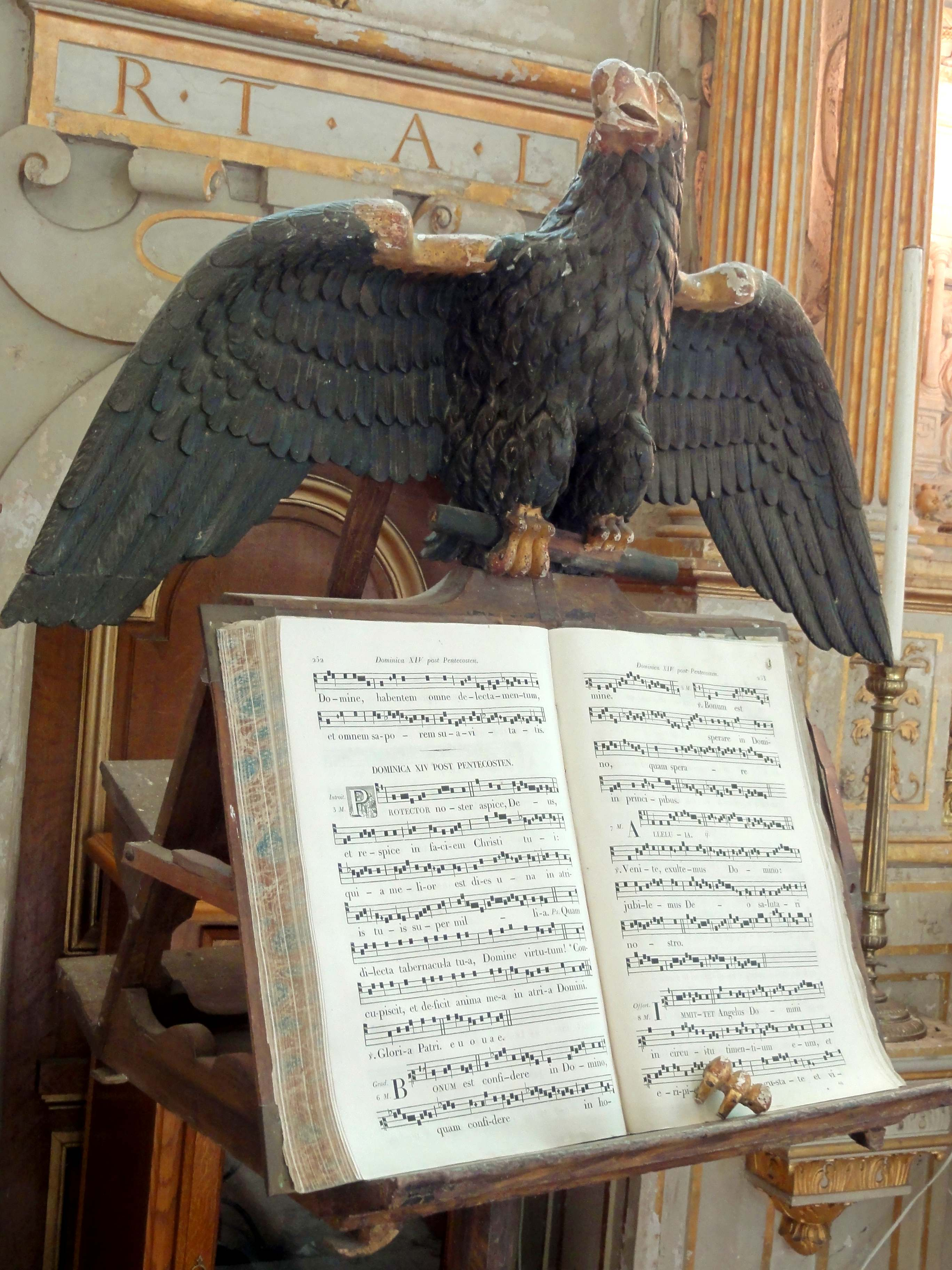
Aigle-lutrin.
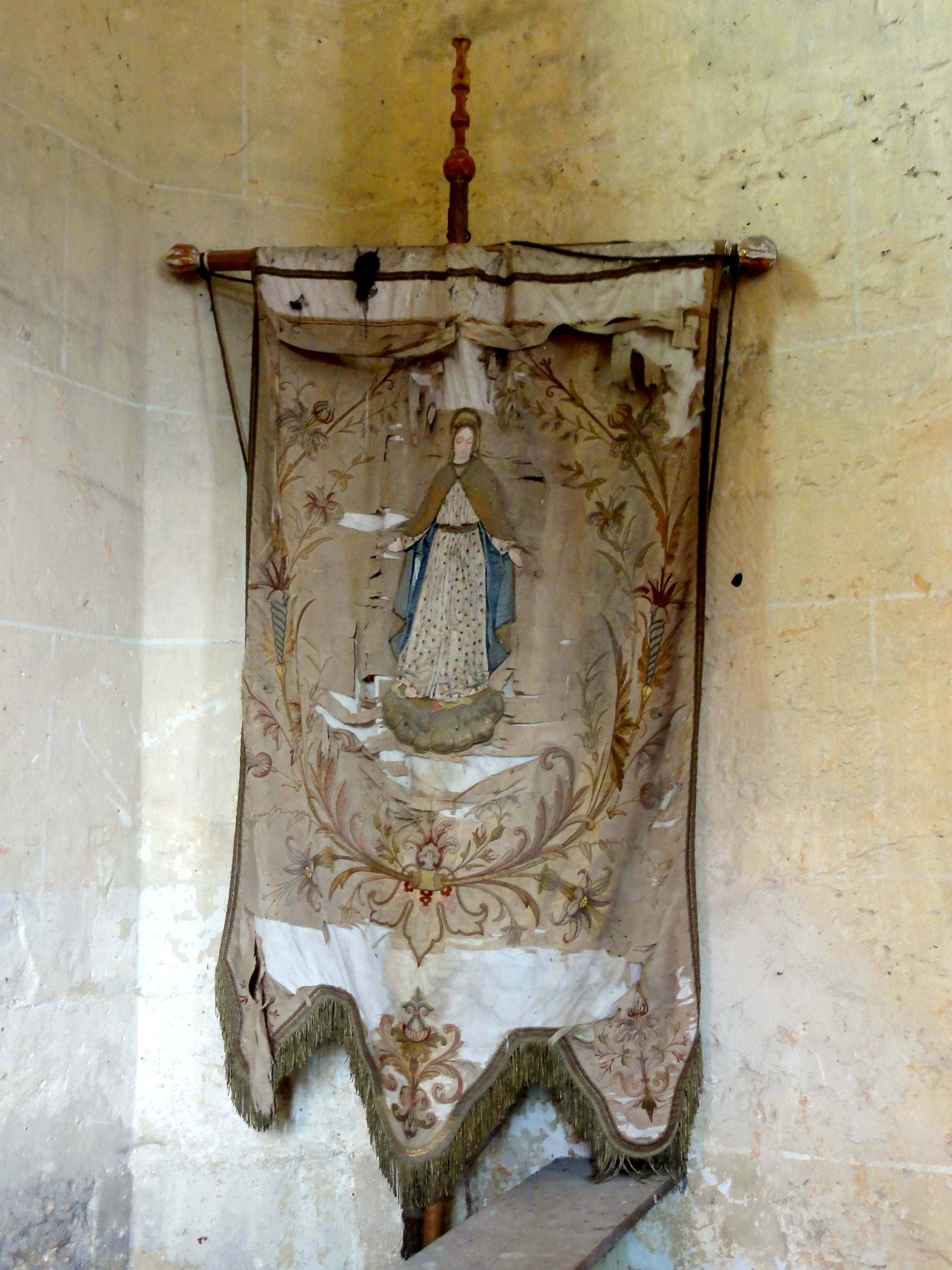
Bannière de procession.

### Dalles funéraires

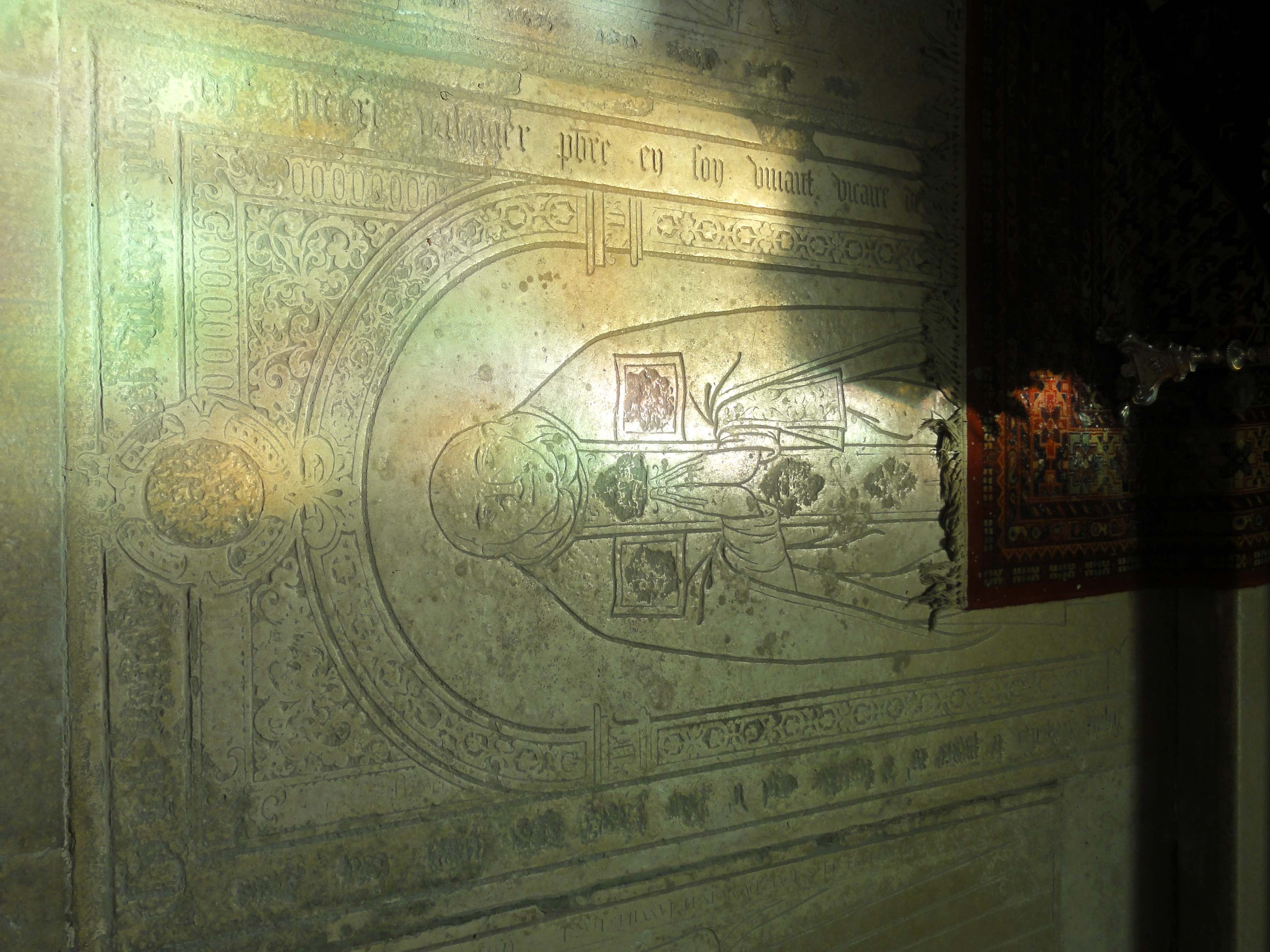
Dalle funéraire de Pierre Pasquier.

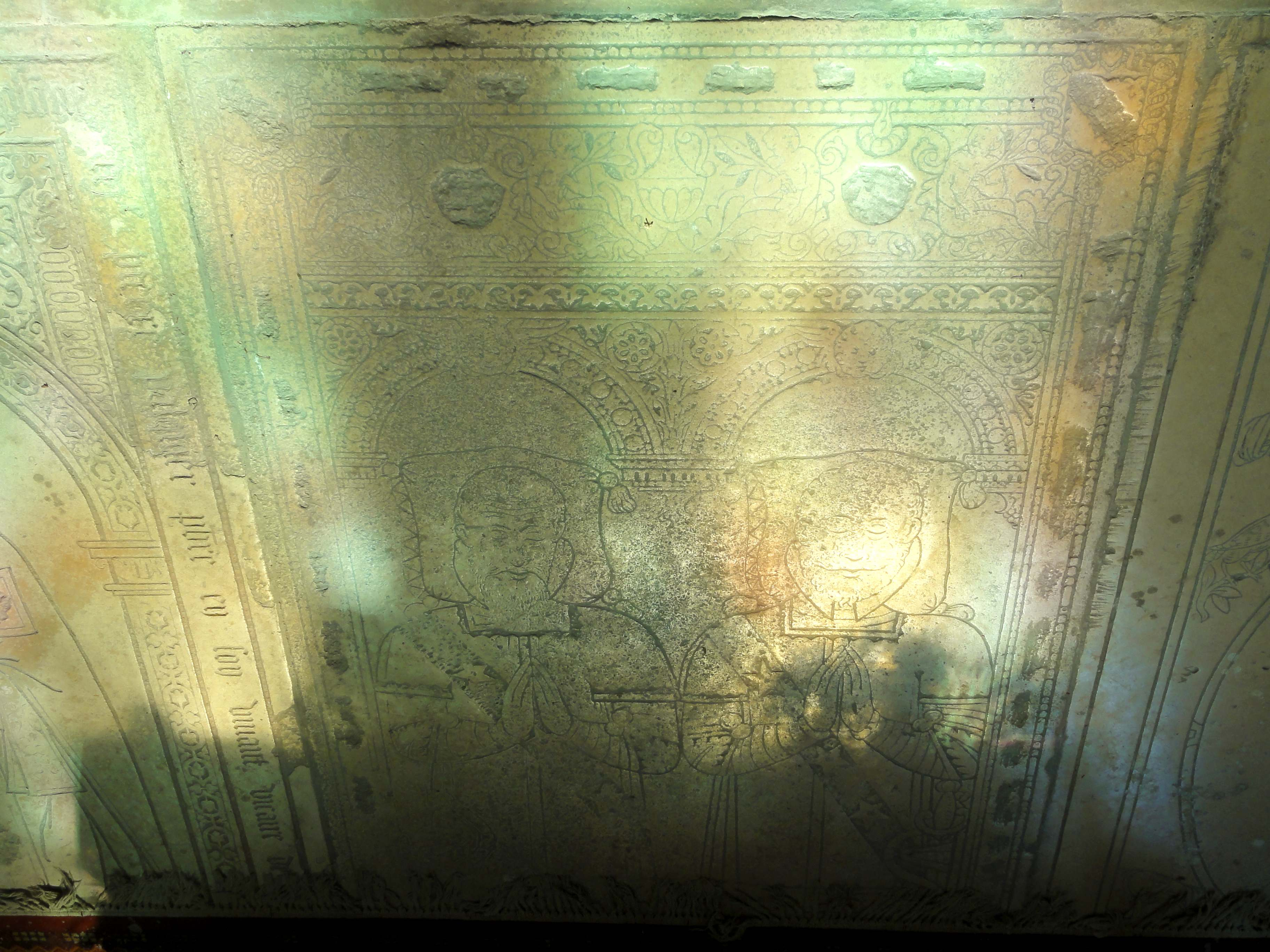
Dalles funéraires des frères de Marle, chevaliers.

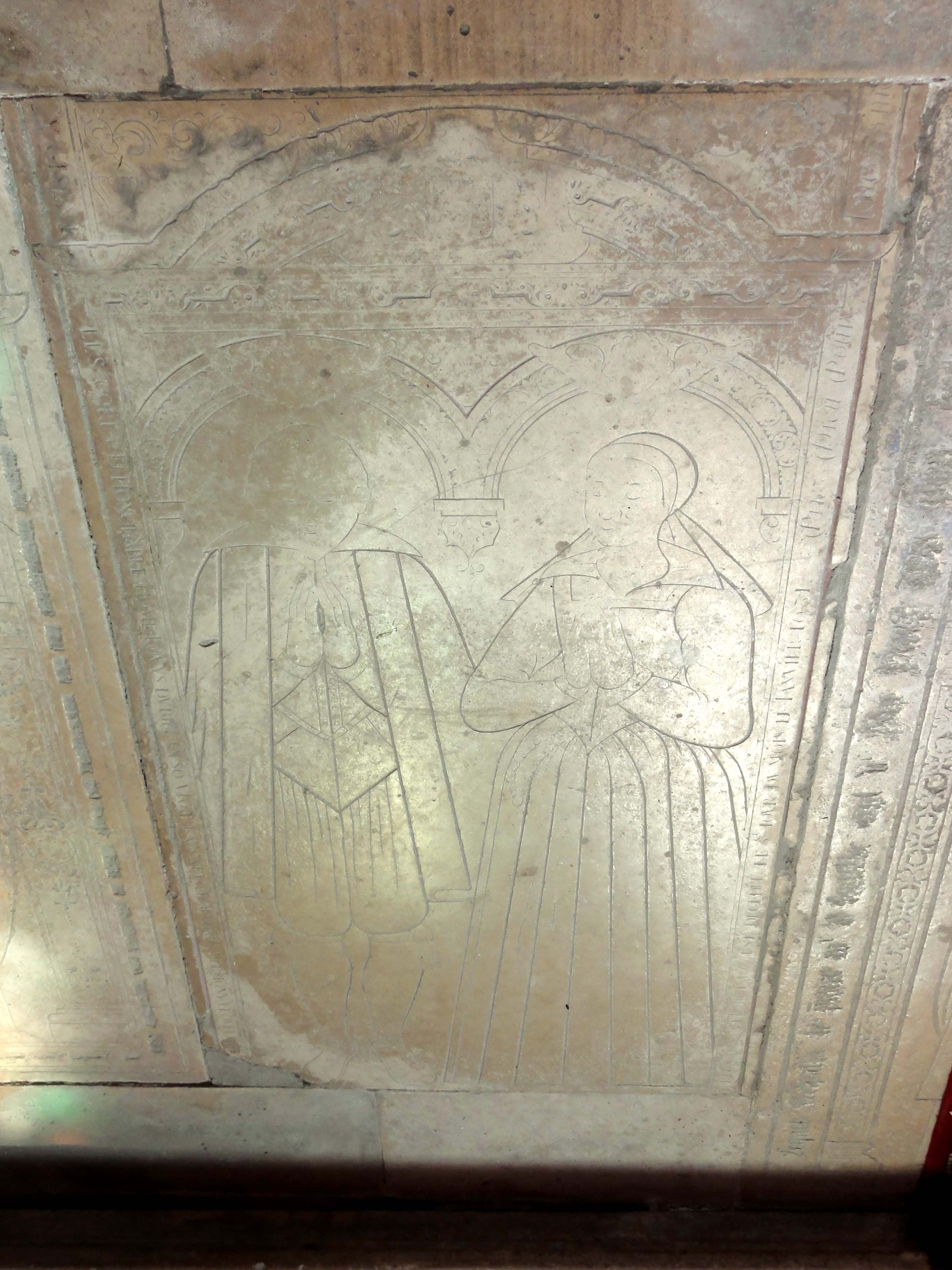
Dalle funéraire de Louis Dubief et sa femme.

Une dalle funéraire à effigie gravée du XVIe siècle est scellée dans le sol de l'allée du bas-côté sud. Elle n'est mentionnée par aucun auteur, et n'est pas classée. Six autres, ainsi que deux sans effigies gravées, pavent le sol devant l'entrée de l'abside, immédiatement devant les marches de l'autel. Quatre parmi ces premières ont été classées au titre objet en 1907. Elles datent de l'époque comprise entre 1560 environ et 1631, et ont toutes la tête tournée vers l'orient, ce qui était habituellement réservé aux prêtres. Le mobilier et le tapis du sanctuairent dissimulent en partie les dalles.
L'une de ces dalles est justement celle d'un prêtre, Pierre Pasquier. Elle mesure 223 cm de longueur pour 113 cm de largeur. L'épitaphe a été bûché à la Revolution, et Eugène Müller a seulement pu déchiffrer les mots « pbre… vicaire de la cure et paroisse de Monsieur Sainct Martin de Versigny, mil VC… ». Le curé Guillaume Godin est enterré à proximité. L'on ne dispose pas d'autres renseignements à son égard, et sa dalle n'est pas classée.
Une autre dalle appartient à deux frères, de la famille de Marle, tous les deux chevaliers. Ils sont représentés en armure complète, dans un décor architecturé et les mains rejointes pour la prière comme les autres défunts, mais les têtes placées sur des coussins, et les yeux fermés. Les armoiries figurent sur le baudrier : d'argent à la bande [de sable] chargée de trois molettes [du champ]. Eugène Müller parle de « magnifiques représentations ». L'épitaphe est entièrement bûché. La dalle mesure 223 cm de longueur pour 116 cm de largeur,. Il y a également la dalle funéraire de Christophe-Hector de Marle, sans effigie gravée et sans doute exclue du classement aux monuments historiques pour cette raison. L'inscription du cartouche ovale au centre est un texte liturgique : Non intres in judicium cum servo tuo… Expecto donec veniat immutatio mea. Autour, sont gravées des mains entrelacées et des colombes sur des branches d'olivier. Un seul des écussons aux angles n'a pas été martelé. Il est entouré de cordelettes comme symbole du veuvage, et correspond à Madeleine Barthélemy, l'épouse de Christophe-Hector de Marle. Il porte parti de Marle (coupé [d’azur], à trois tours [d'or]) et de Barthélemy ([d'argent] au croissant renversé [de sable], coupé [d'azur], à une croix alaisée d'or). De la même famille, le premier président de Marle est enterré près du portail méridional de la cathédrale de Senlis, et ses armes y figuraient sur un vitrail.
Deux dalles à effigies gravées appartiennent à des membres de la famille Dubief et leurs épouses. Elles sont loin d'atteindre la qualité de celle des frères de Marle, et assez sobres. La dalle d'Estienne Dubief et de Barbe Lescrémier est bien conservée. Elle mesure 190 cm de longueur pour 100 cm de largeur. On y lit l'épitaphe suivant : « Cy gisent les corps de defunctz honestes p[er]son[n]es Estienne Dubief laboureur dem[euran]t a Versigny et Barbe Lescremier sa fem[m]e lesquels decedere[n]t scavoir led[it] du Bief le[...]et lad[ite] Lescremier[...] » ; ainsi qu'une prière à la Vierge Marie : « Nous vous saluons, Marie, bien saincte mère de Dieu, Royne du ciel, Porte de paradis, dame du monde. Vous este Vierge pure et singulier vous avez conceu Jesus sans pechez. Vous avez enfanctez et de vos pure et virginale mamelles avez allaicté le createur et sauveur du monde, de laquelle chose nous ne doutons poinct. Priez pour nous vostre cher fils Jésus Christ qu'il nous pardone et nous delivre de tout mal. Ainsy soict-il ». L'écusson porte les armes des Dubief : chargé d'une gerbe de…. La date de la mort d'Etienne Dubief n'a pas été gravée ; celle de son épouse a été bûchée. Leur dalle funéraire appartient au premier quart du XVIIe siècle. — La dalle funéraire à effigie gravée de Louis Dubief et sa femme … Blesson est plus grande, avec 185 cm de longueur pour 99 cm de largeur, mais moins bien conservée. Elle date de 1631. L'épitaphe est le suivant : « Cy gist les corps d'honorable Hom[m]e Louys Dubief en son vivant laboureur demeurant a Versigny lequel est […] blisson sa femme laq[uelle] est décédée le 5e jour du mois de Janvier 163., Priez Dieu pour leurs âmes »,.